# Maison Ravenscrag
Vous lisez un « bon article » labellisé en 2014.
Pour les articles homonymes, voir Ravenscrag.
Ne doit pas être confondu avec Institut Allan Memorial.
La maison Ravenscrag (aussi connue sous les noms de maison Hugh-Allan, maison Hugh-Montagu-Allan et pavillon Allan-Memorial) est une maison bourgeoise située dans le quartier du Mille carré doré de l'arrondissement Ville-Marie à Montréal au Canada.
Cette maison est successivement la résidence de Sir Hugh Allan de 1863 à 1882 et de son fils Sir Hugh Montagu Allan de 1882 à 1940. En 1940, cette maison devient la propriété de l’hôpital Royal Victoria. Depuis 1943, l'édifice abrite l’institut Allan Memorial qui héberge le département de psychiatrie de l’hôpital, puis du centre universitaire de santé McGill (CUSM) à partir de sa création en 1997. À la suite du déménagement de l’hôpital Royal Victoria en 2015, l'avenir de Ravenscrag est incertain. En 2023, le CUSM cède la propriété à la Société québécoise des infrastructures (SQI) afin de mettre en œuvre le projet de pavillon universitaire « Royal Victoria » de l'université McGill. Le CUSM reste locataire jusqu'en 2028.
Construite essentiellement entre 1861 et 1863, cette résidence est conçue et réalisée par l’architecte Victor Roy du cabinet d'architectes William Spier & Fils dans le style italianisant en suivant les tendances de l'architecture victorienne. Vers 1865, l’architecte John William Hopkins du cabinet Hopkins & Wily supervise la construction des salles annexes à la maison et de la serre selon les plans de l'architecte Victor Roy. À la suite de la construction des salles de réception vers 1865, la demeure compte 34 pièces, excluant le quartier des domestiques et les dépendances. Souvent qualifiée comme étant « la plus somptueuse résidence montréalaise du XIXe siècle », l'intérieur est notamment décoré par l’artiste peintre italien Giuseppe Guidicini, l'équipe  de l’artiste peintre canadien John McArthur, l'équipe du menuisier et ébéniste George Roberts ainsi que l’entreprise en décoration d'intérieurs J. & W. Hilton de Montréal.
Hugh Allan baptise sa résidence « Ravenscrag » à la suite de sa construction dans les années 1860. Cette résidence fait partie de l’ancien domaine de Hugh Allan qui comprend également l'écurie, la maison du gardien, le belvédère et le parc. Ce domaine est reconnu par la Ville de Montréal en 1987 et par le gouvernement du Québec en 2005 comme une partie intégrante du « site patrimonial du Mont-Royal ». Il est également déclaré être intégré au « secteur de valeur patrimoniale exceptionnelle Hôpital Royal Victoria » par la Ville en 2004.

## Localisation
La maison Ravenscrag est située au 835-1025 de l’avenue des Pins Ouest dans le quartier du Mille carré doré de l’arrondissement Ville-Marie de la ville de Montréal. Elle est localisée à environ 3,5 km du Vieux-Montréal. La maison se trouve plus précisément sur le versant sud-est du mont Royal et elle est située en haut de la rue McTavish. On y accède depuis la grille monumentale ou depuis l’ancienne entrée des calèches plus à l’ouest, toutes les deux donnant sur l’avenue des Pins Ouest.

## Histoire

### Avant 1861: achat de terres et conception

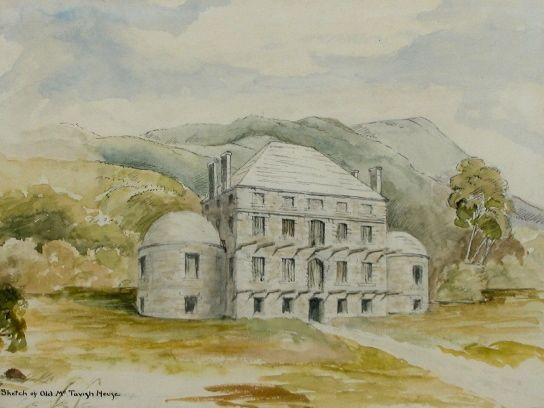
Maison McTavish (vers 1850)

Le terrain sur lequel Ravenscrag est bâti fait précédemment partie du domaine de Simon McTavish, un riche marchand de fourrure, qui s'étendait autrefois du sommet de la montagne au nord, à la rue Sainte-Catherine au sud, et de la propriété de James McGill à l'est, à au-delà de la rue Drummond à l'ouest. En 1803, Simon McTavish décide de faire ériger un « château » sur ce domaine, en l’honneur de son épouse, Marie-Marguerite Chaboillez,. Cependant, en 1804, il décède au cours de la construction et les travaux sont interrompus. La maison à demi complétée est alors laissée à l’abandon jusqu'à sa destruction en 1860,. Entre-temps, le domaine McTavish subit plusieurs lotissements par des investisseurs fonciers tels John Torrance, Hugh Taylor ou John Hutchison. Une partie de ces lots est notamment vendue le 23 novembre 1853 lors d'une vente aux enchères organisée par le commissaire-priseur John Leeming. À cette occasion, Hugh Allan achète à David Torrance pour la somme de GB£2 250 un lot de terrain de 10 acres (environ 40 469 m2) situé sur le versant sud-est du mont Royal, en contre-haut de la maison McTavish et bordant le site funéraire McTavish à l'est,. Aucune information ne permet cependant de déterminer l'intention de Hugh Allan sur la vocation qu'il destine à ce lot de terrain lors de son achat. Ce dernier est lui-même un investisseur foncier : au cours de sa vie, il achète plusieurs parcelles de terrain dans le quartier Saint-Antoine de Montréal sur lesquels il fait construire des maisons ou immeubles d'appartements destinés à la location,. Toutefois, la construction d'immeubles destinés à la location (maisons en rangée ou immeubles d'appartements) est à cette époque plutôt rare au nord-est de la rue Sherbrooke, entre l'université McGill et la rue Guy. Du fait d'une situation privilégiée, ces terrains voient plutôt l'établissement de domaines sur lesquels sont construites des résidences dans le style d'une maison de campagne anglaise (Country House), suivant la tendance britannique en architecture pour les familles aisées. Par exemple, sont notamment construites au courant des années 1860 les maisons de John Redpath, baptisée « Terrace Bank » (1861), d'Orrin S. Wood, dite Braehead (1861), d'Andrew Allan, dite Iononteh (1865), ou encore de David Lewis (1868). Notons aussi qu'au moment de l'achat du lot de terre par Hugh Allan, le réservoir McTavish n'existe pas encore : il n'est construit qu'en 1856 par la Ville de Montréal.

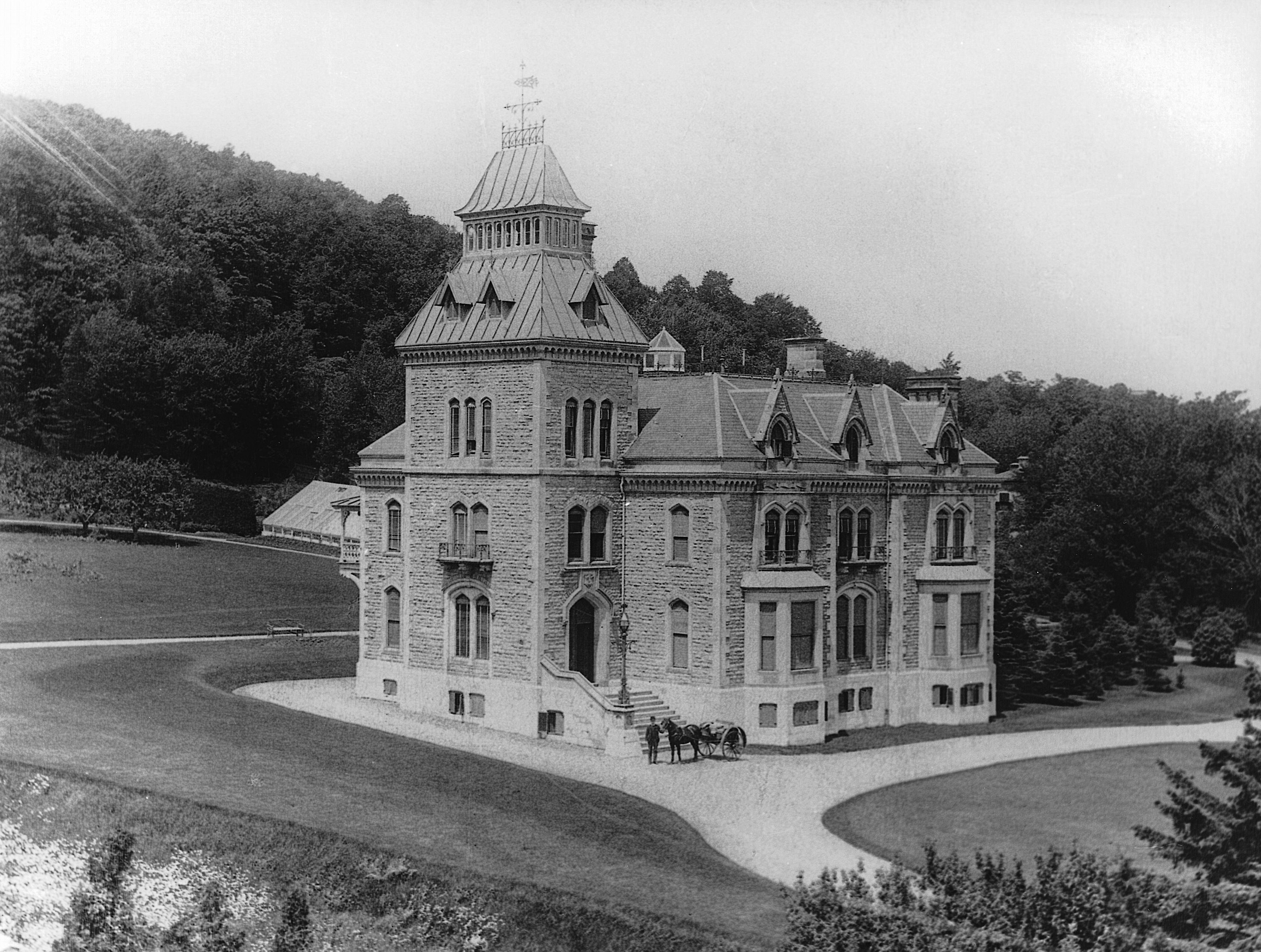
Maison John-Redpath, dite Terrace Bank (1861)
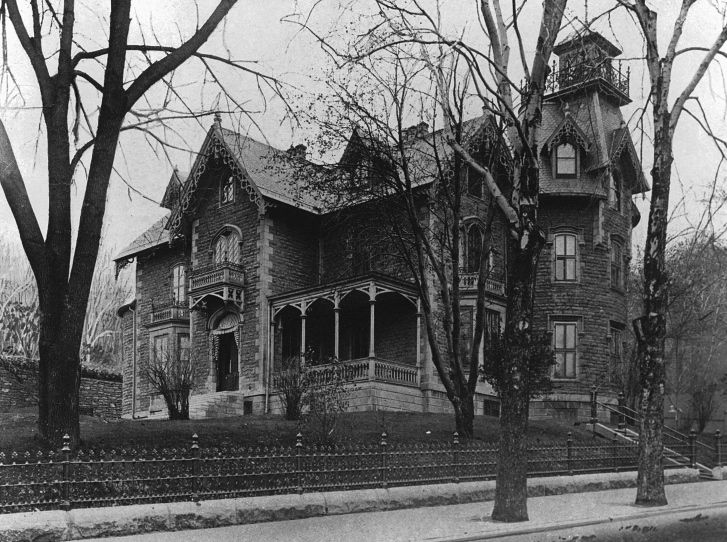
Maison Orrin-Squire-Wood, dite Braehead (1861)
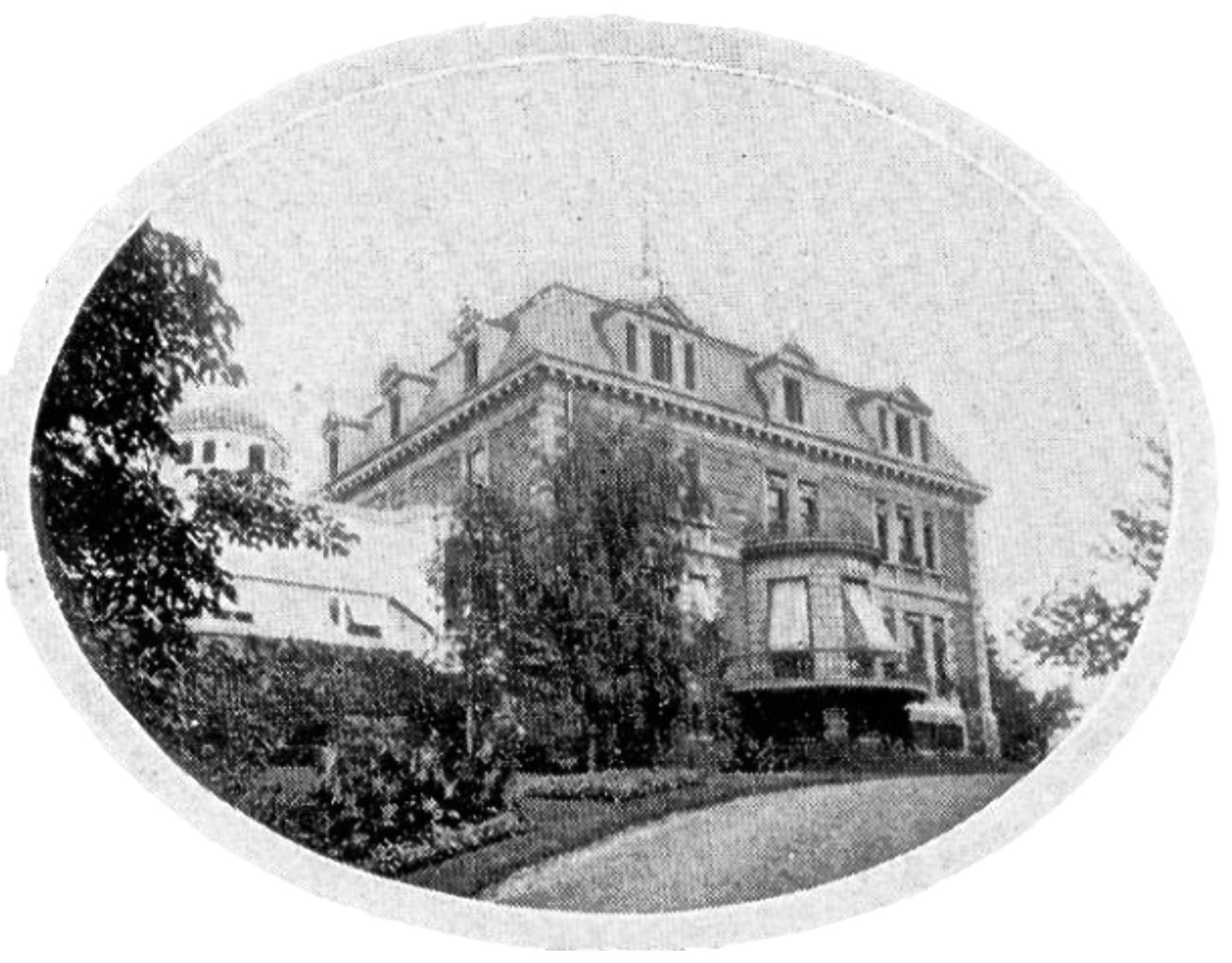
Maison Andrew-Allan, dite Iononteh (1865)
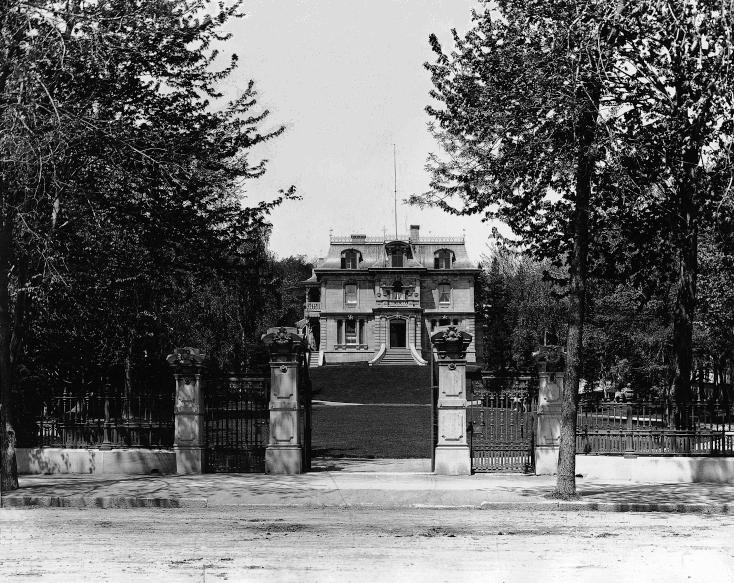
Maison David-Lewis (1868)

Le 13 octobre 1860, Hugh Allan et son épouse, Matilda Caroline Smith, voient naître leur quatrième enfant et troisième fils, Hugh Montagu Allan. C’est à cette époque que Hugh Allan décide de se faire construire une nouvelle résidence reflétant sa richesse et son pouvoir. Il décide alors d'ériger une nouvelle demeure sur son terrain situé sur le versant sud-est du mont Royal à l’abri du bruit, de l’agitation et des regards indiscrets de la ville, bénéficiant ainsi de plus d’espace, de confort et d’intimité,. La situation choisie du domaine a aussi l’avantage d’être ni trop proche de la ville, ni trop loin, lui permettant ainsi d’y accéder rapidement.

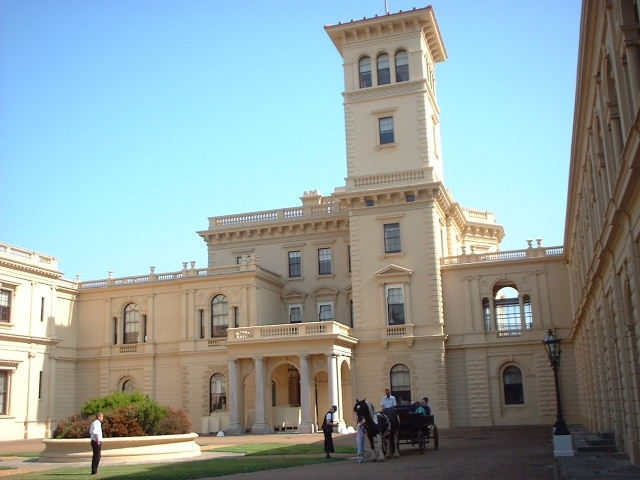
Château d’Osborne (2002)

Vers 1860, il fait appel au cabinet d'architectes William Spier & Fils pour la conception et la réalisation de sa future résidence. Victor Roy, architecte du même cabinet, est chargé de dessiner les plans. Il conçoit la maison comme une villa ou une maison de campagne anglaise (Country House) dans le style néorenaissance à l’italienne, ou « style italianisant »,. Il suit la tendance de l'époque en architecture qui s'inspire de la résidence royale d’été britannique d’Osborne, érigée entre 1845 et 1851 par le Prince Albert sur l’île de Wight. Plusieurs maisons en Angleterre, dans les colonies britanniques et en Amérique du Nord, érigées jusque dans les années 1870, ont pour modèle cette résidence royale,. À Montréal même, plusieurs maisons bourgeoises sont construites au cours des années 1850 et 1860 dans le style italianisant, notamment la maison Harrison-Stephens (1857), la maison Joseph-Mackay (1858) ou la maison David-R.-Wood (1859). Aucune information n'indique cependant pourquoi ce style a été choisi pour Ravenscrag, ni s'il s'agit d'une préférence de l'architecte ou du commanditaire. Par contre, la construction de la maison Henry-Lyman sur la rue McTavish en 1859 selon les plans de l'architecte Richard C. Windeyer a possiblement joué un rôle déterminant dans le choix du style architecturale de Ravenscrag. En effet, cette « villa » possède le même style architectural que Ravenscrag. Cette maison a cependant été détruite en 1941 pour faire place à un édifice de 24 logements.

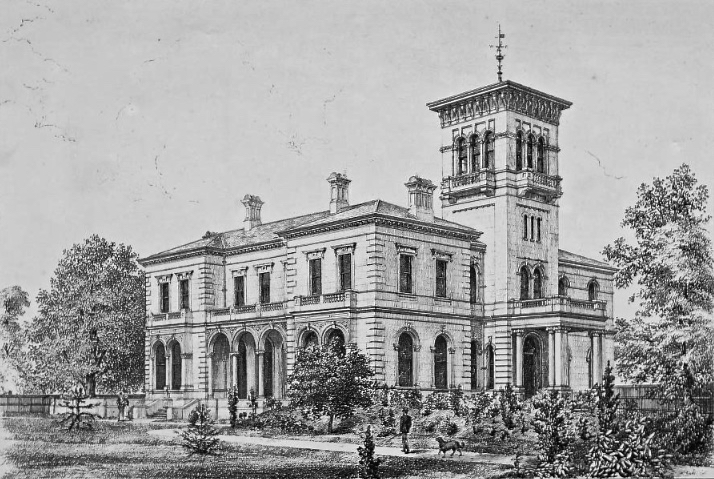
Maison Highfield (1862) par l'architecte J. Giles
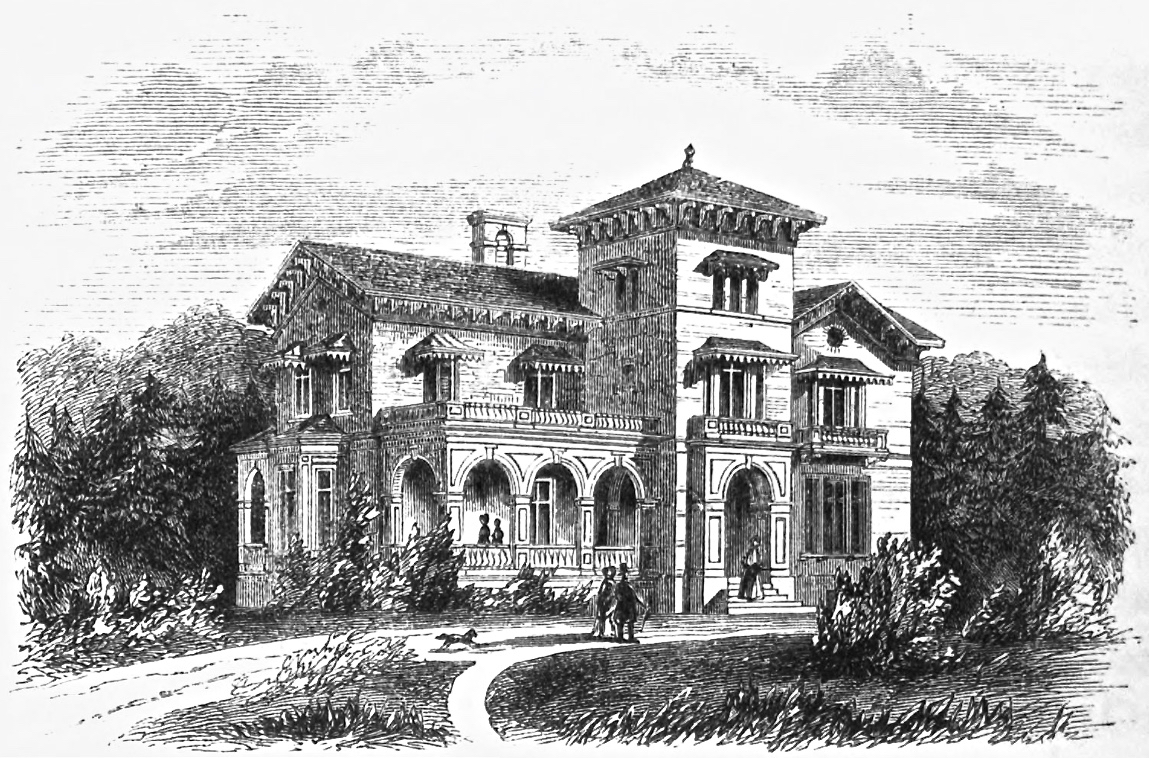
Maison R.-P.-Dodge (1864) par le cabinet d'architectes Downing & Vaux (NY)
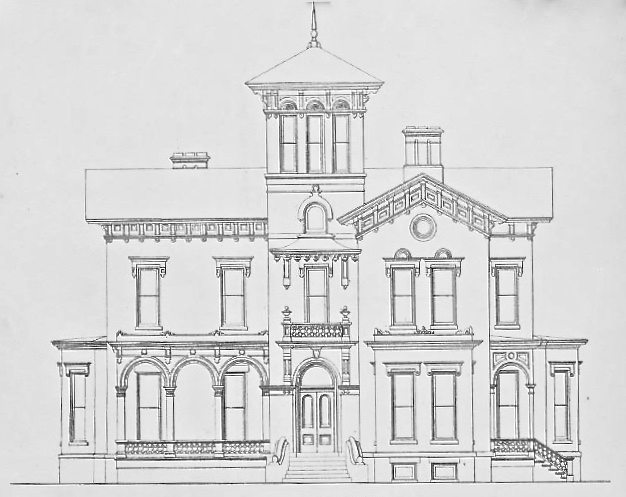
Maison Hubbell (1868) par le cabinet d'architectes Kuler & Hubbell (Toledo, Ohio)
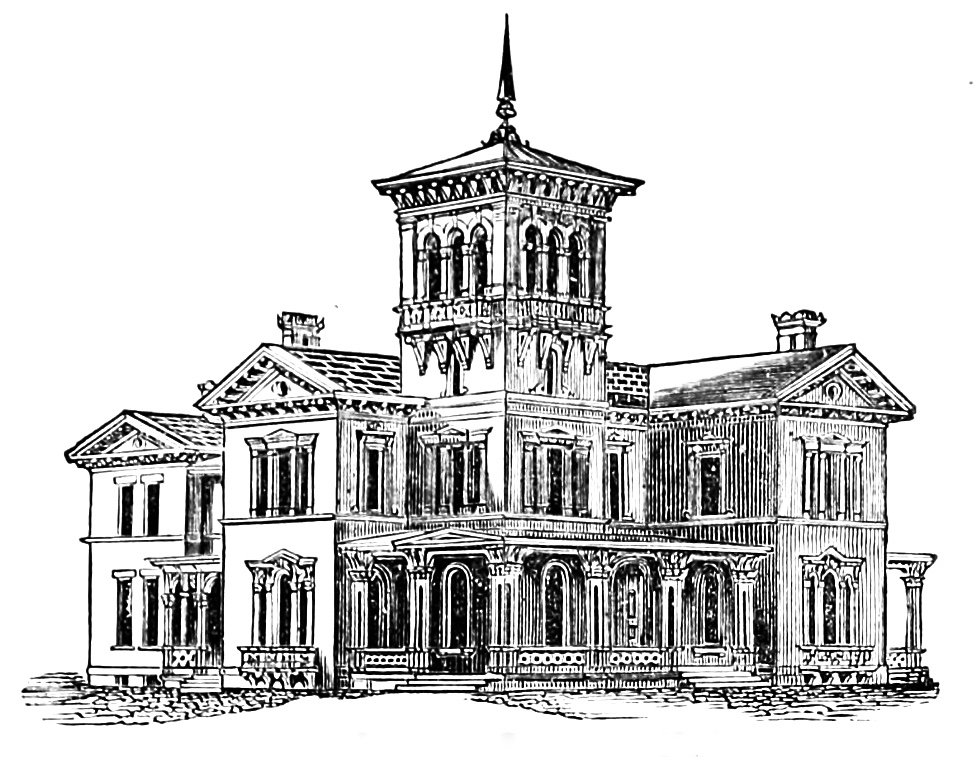
Design (1869) pour une villa à l'italienne par l'architecte L. B. Young. (Cincinnati, Ohio)
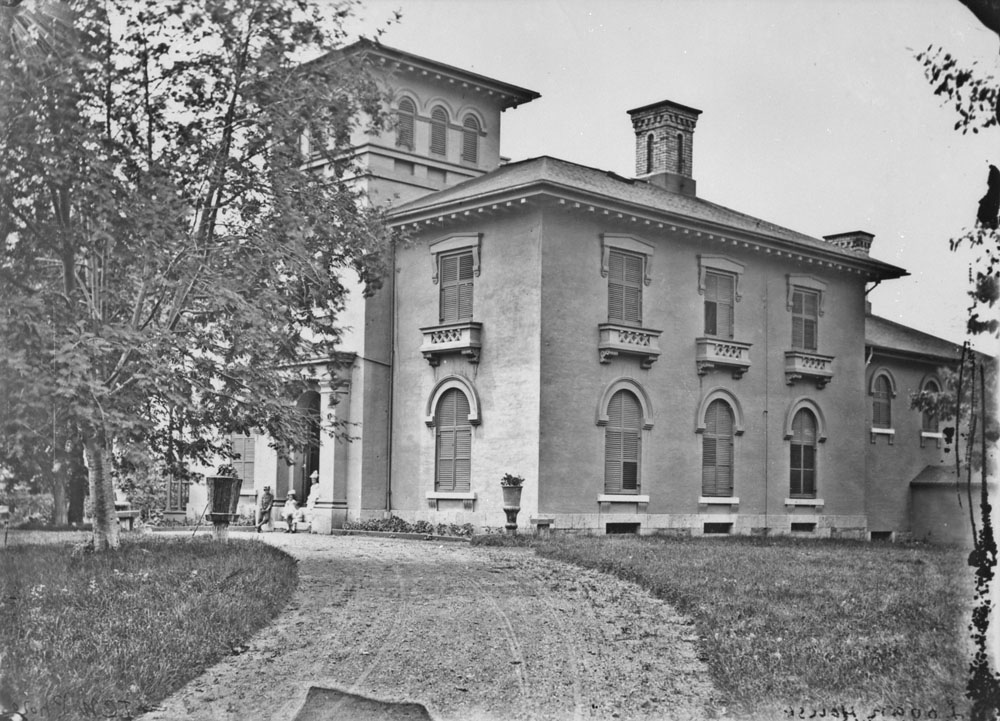
Maison Logan, dite Rockfield (Années 1850), Montréal, Québec
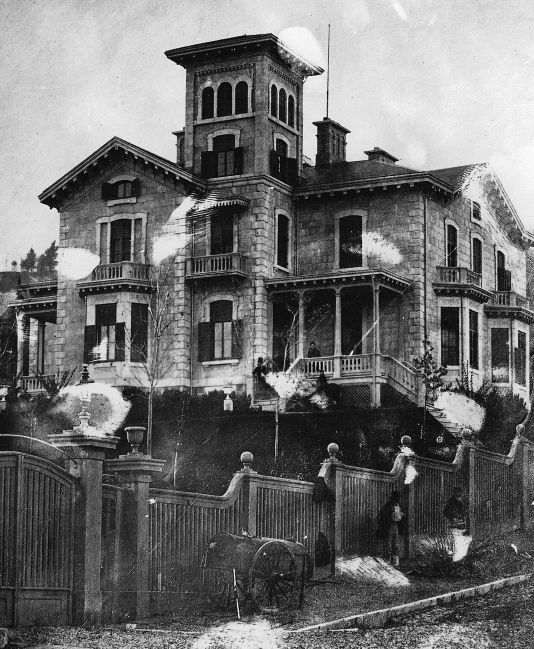
Maison Henry-Lyman, dite Thornhill (1859), Montréal, Québec
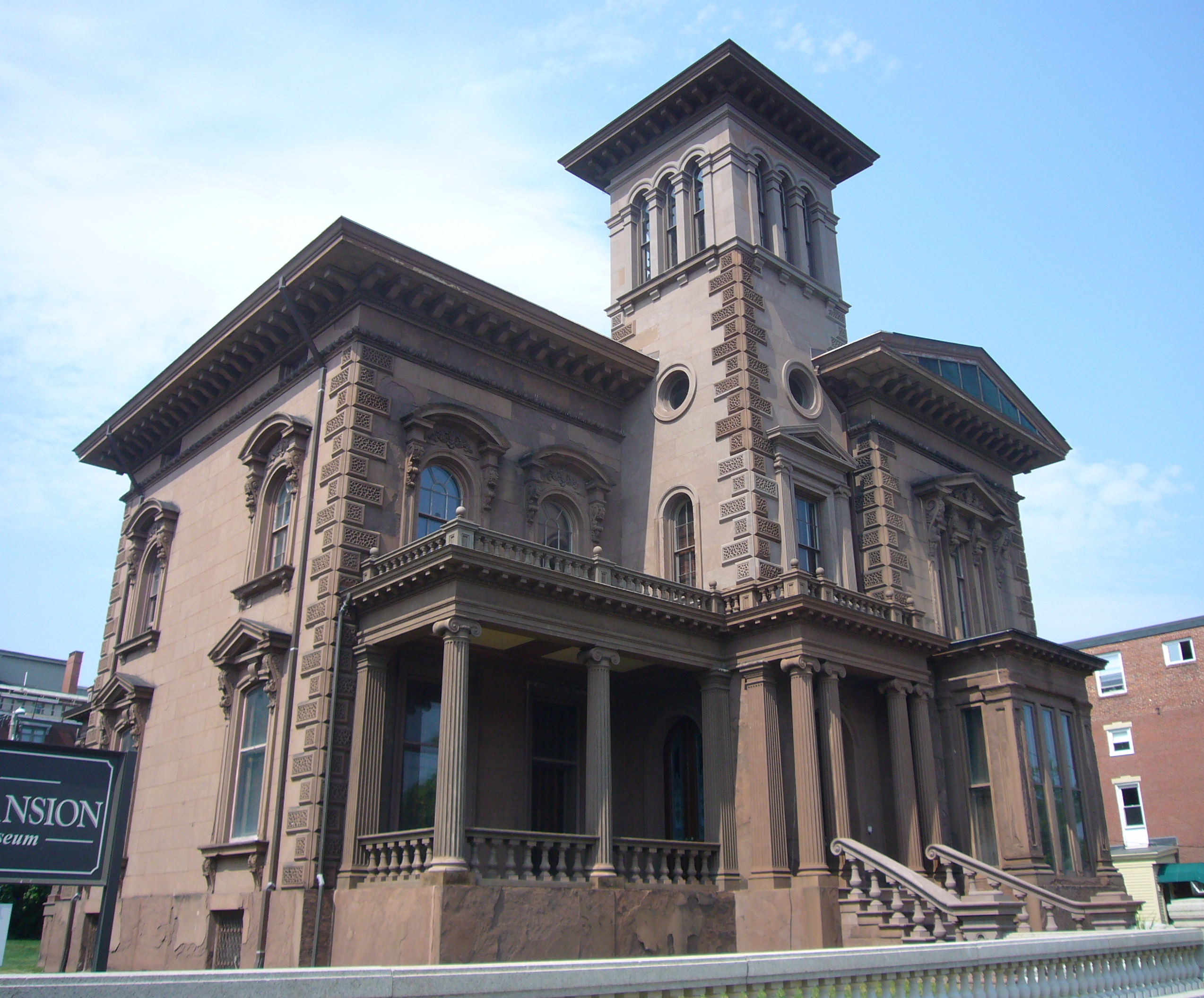
Victoria Mansion (1860), Portland, Maine
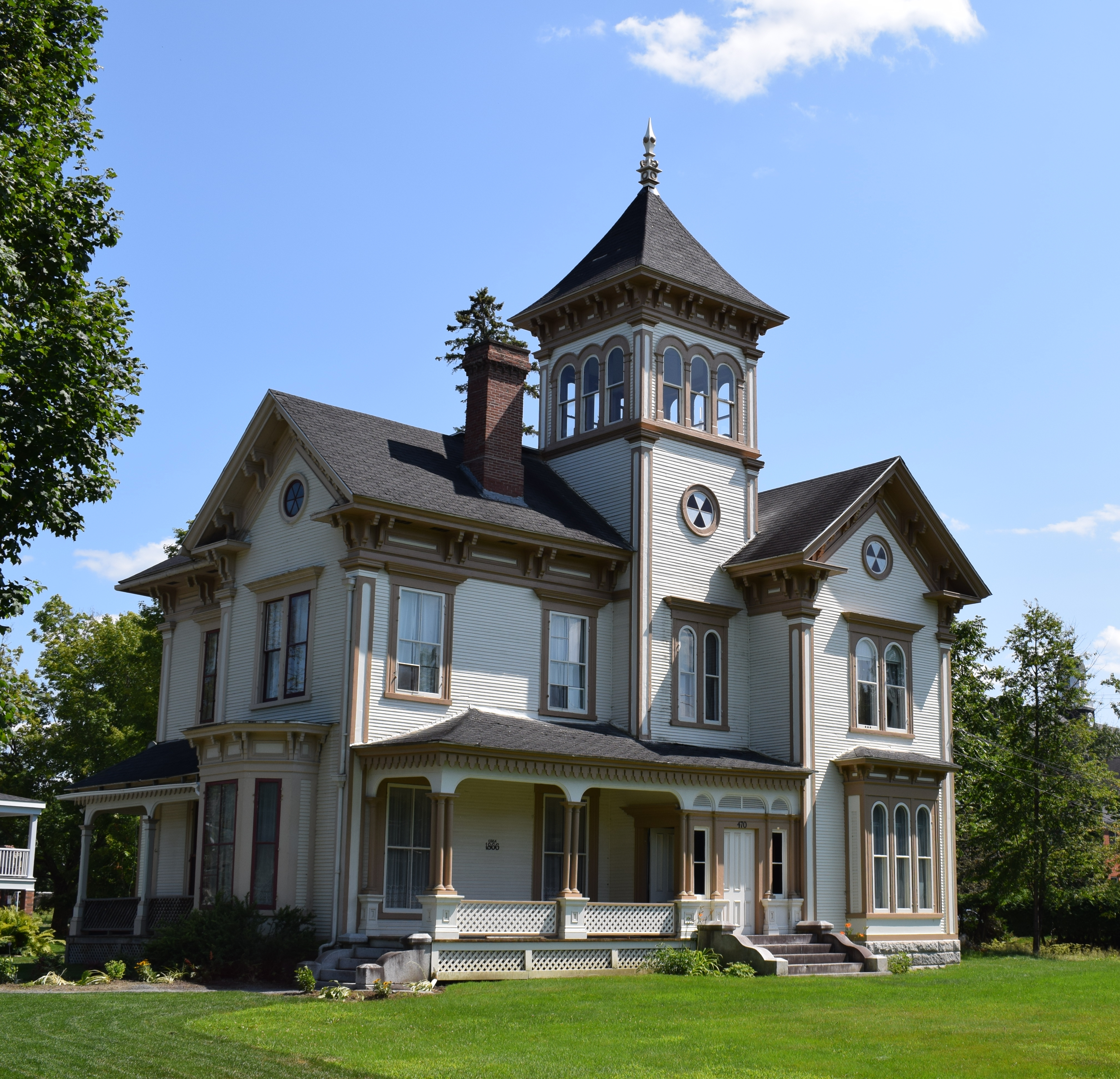
Maison Isaac-Butters (1866), Stanstead, Québec

### 1861 à 1863: la construction
Le 27 mai 1861, les travaux débutent officiellement,. David Wilson et John MacFarlane de l'entreprise Wilson & Co. sont responsables de la maçonnerie, alors que l'entreprise Wand & Jackson s'occupe du briquetage,. John MacFarlane s'occupe également de l'installation du système de chauffage par eau chaude ainsi que du système d'éclairage au gaz. L'entreprise de George Roberts réalise tous les ouvrages de charpenterie, menuiserie, ébénisterie, vernissage, peinture, dorure et vitrage. Les travaux de briquetage se poursuivent jusqu'en novembre 1861, tandis que les travaux de maçonnerie s'étendront jusqu'en juin 1862. Finalement, les travaux exécutés par l'entreprise de George Roberts s'étendront jusqu'en octobre 1862. Ces travaux sont alors supervisés par le cabinet d'architectes William Spier & Fils,,. Cependant, au cours de 1862, le cabinet d'architectes Fowler & Roy, où travaille maintenant l'architecte Victor Roy, reprend le contrat de supervision du chantier du cabinet William Spier & Fils, dissout vers la fin de 1861.
Dans un article paru le 24 février 1862 dans le Montreal Herald and Daily Commercial Gazette, l'auteur fait état de l'avancement des travaux. Il mentionne notamment que la tour est toujours en construction et que « sera construite une serre au sud-ouest du bâtiment principal ». De plus, un réservoir d'eau a été construit en contre-haut de la résidence, dans la montagne, à une hauteur suffisante afin d'approvisionner en eau l'édifice jusqu'au 3e étage.

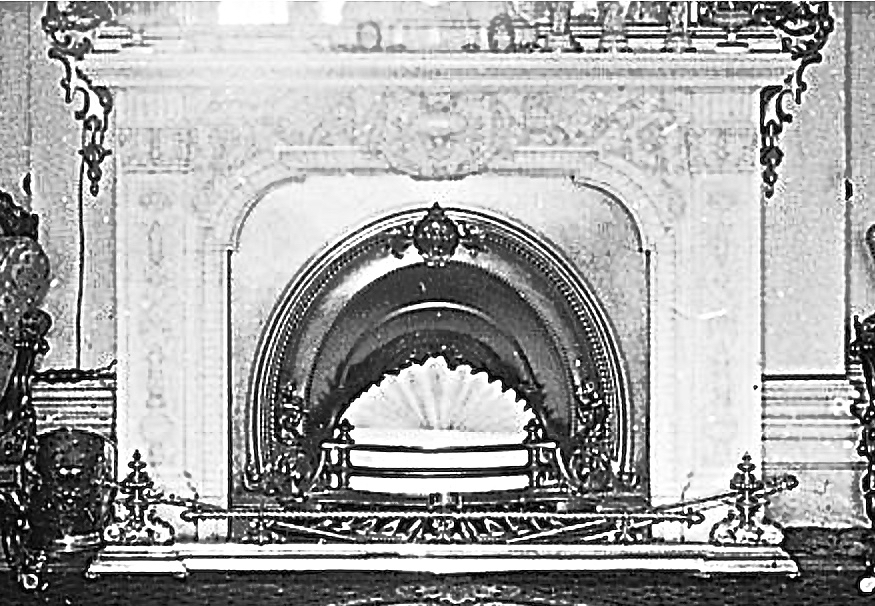
Manteau de cheminée du grand salon en marbre de Carrare

Vers la fin de 1862, Hugh Allan engage l'artiste peintre italien Giuseppe Guidicini pour décorer sa nouvelle résidence,. Pendant un mois ou deux, entre octobre 1862 et avril 1863, l'artiste réalise les décors peints notamment du grand salon et de la salle de billard (transformée vers 1865 en bibliothèque),,. Pendant cette même période, l'entreprise J. & W. Hilton meuble la bibliothèque, et fort probablement les autres pièces de réception de la maison. Aussi, Hugh Allan commande « un ouvrage » en marbre vers septembre 1862 auprès des sculpteurs montréalais Jules Souquère et Gervais Buffle (Souquère, Buffle & Co.),, probablement le manteau de cheminée en marbre de Carrare du grand salon dont fait référence un article de presse de 1913.
Après 1862, des modifications sont apportées aux plans d'architecture de la résidence. Hugh Allan demande au cabinet d'architectes Fowler & Roy, successeurs du cabinet William Spier & Fils, d'ajouter des salles de réception au corps central du bâtiment. Victor Roy conçoit alors une salle de bal et deux antichambres à cette dernière, toutes situées entre le bâtiment principal et la serre. La serre, dont la construction était déjà prévue dans les plans d'origine, est alors déplacée ou décalée plus au sud du bâtiment principal,. Bien que ces nouvelles pièces soient conçues par le cabinet d'architectes Fowler & Roy, la construction de ces pièces sera plutôt supervisée par le cabinet d'architectes Hopkins & Wily vers 1865.

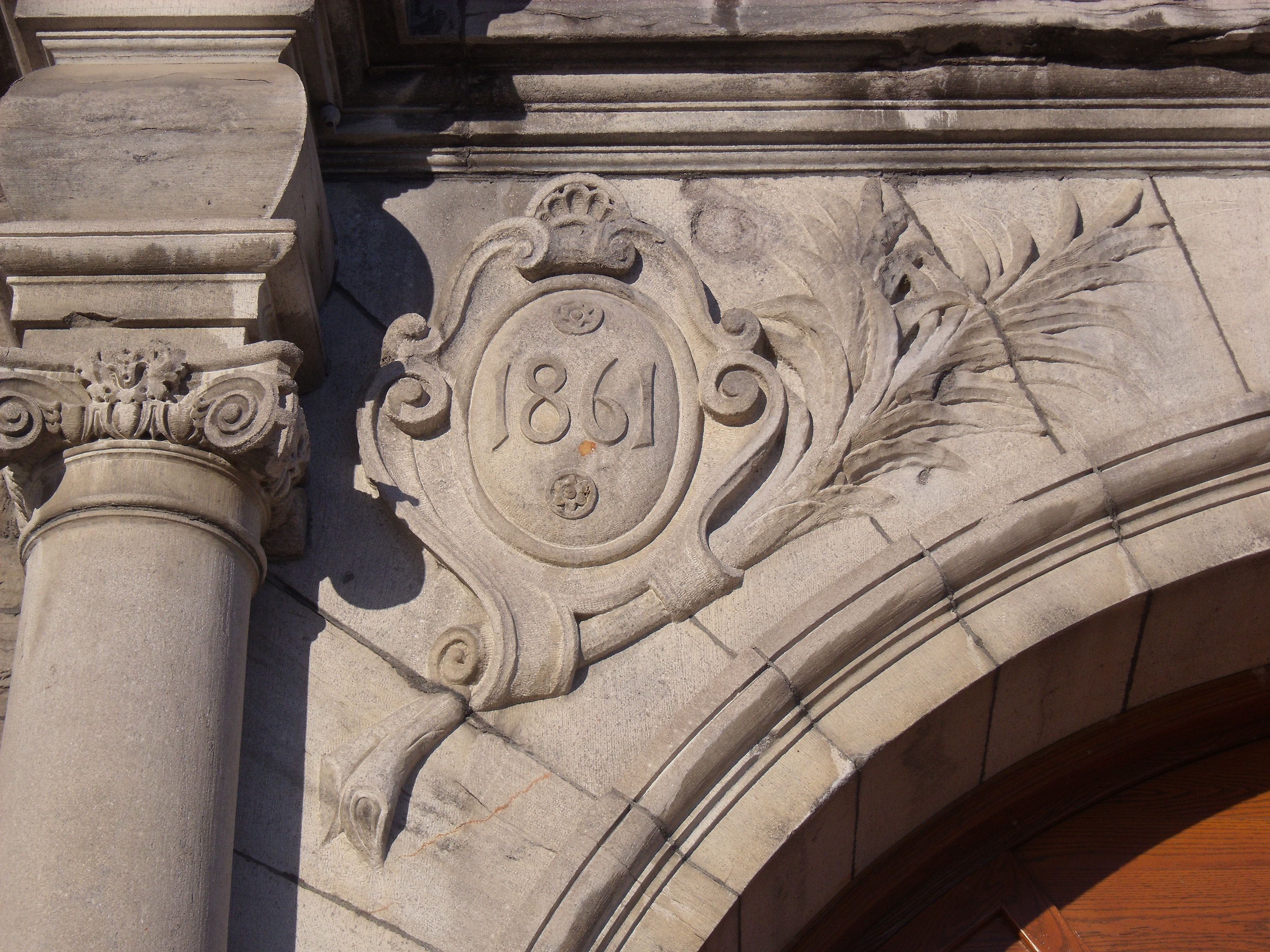
L'année de construction initiale « 1861 » de l'écurie de Ravenscrag, gravée sur une cartouche au-dessus de la porte principale

Puisque les plans et dessins d'architecture d'origine pour la construction de Ravenscrag sont manquants, peu d'information existe sur la construction du mur d'enceinte et de certaines dépendances (maison de gardien et écurie). Les contrats de construction connus, rédigés en 1861, ne donnent aucune précision sur la construction de ces édifices. Ces contrats ne mentionnent que la construction d'une « demeure » (mansion) sur les terres de Hugh Allan, et les spécifications en annexe n'ajoutent que des détails, entre autres, sur « l'aile » (wing) dédiée aux domestiques ou la serre (green house),,. Pourtant, dès 1863, la construction des dépendances (maison de gardien et écurie) est terminée et le domaine est entièrement clôturé par un mur d'enceinte. En effet, une photographie réalisée par William Notman en 1863 témoigne déjà de l'existence de la maison du gardien et du mur d'enceinte. De plus, un ouvrage publié par le Canada Railway Advertising Company en 1864 précise que c'est la Montreal Foundry and City Works qui a réalisé les grilles en fer forgé des portails du domaine, confirmant que la construction du mur d'enceinte est antérieure à 1864. Quant à l'écurie, Hugh Montagu Allan fera graver directement au-dessus de la porte principale l'année de construction initiale de l'édifice lors des modifications effectuées en 1898. La construction du mur d'enceinte, de la maison du gardien et de l'écurie est donc entièrement terminée lors de l'emménagement de la famille Allan à Ravenscrag.
En avril 1863, Hugh Allan et sa famille emménagent dans leur nouvelle résidence. Hugh Allan conserve cependant sa précédente résidence située au 411, rue Sainte-Catherine (entre les rues City Councillors et Saint-Alexandre) jusqu’à son décès dans un but locatif. D'ailleurs, dès mai 1863, il loue cette dernière à son frère, Andrew Allan, pour une période de trois ans. Cette maison sera achetée plus tard par des méthodistes qui y érigeront l’église Saint-James, surnommée « Cathédrale du Méthodisme », qui deviendra dans les années 1920 l’église unie Saint-James. Quant aux domestiques, le rapport du rôle d'évaluation foncière de la Ville de Montréal mentionne que Hugh Allan perçoit dès 1863 un loyer de ses domestiques qui vivent sur le domaine de Ravenscrag,,. Les domestiques ont donc emménagé en même temps que la famille Allan. L'annuaire Lovell précise même en 1865 que le jardinier de Ravenscrag, Joseph Gordon, réside à l'adresse qui précède celle de Hugh Allan sur la rue McTavish, confirmant qu'il habite la maison du gardien.

### 1863 à 1882: Sir Hugh Allan
|                         |  |                                         |
| Buste de Sir Hugh Allan |  | Matilda Caroline Smith, dite Lady Allan |

En avril 1863, lors de l'emménagement de Hugh Allan et de sa famille à Ravenscrag, la salle de bal, ses antichambres et la serre ne sont toujours pas construites. Aucune information n'indique précisément la date de début des travaux pour ces dernières pièces. Toutefois, une commande de Hugh Allan passée vers 1863 à l'entreprise J. & W. Hilton pour meubler la bibliothèque laisse penser que la construction des nouvelles salles de réception est déjà en cours ou sur le point de commencer. D'une part, cette commande confirme l'intention de changer la vocation de la salle de billard, pourtant fraîchement terminée, en une bibliothèque. En effet, les bibliothèques, faites sur mesure et installées de part et d'autre de la cheminée, ne sont à l'origine pas prévues pour la pièce où elles sont destinées. Dans les contrats de construction connus de 1861, il n'y a aucune mention de bibliothèque. Par contre, on y mentionne bien la création d'une salle de billard située au nord du grand salon. D'ailleurs, lorsque Giuseppe Guidicini peint cette pièce, il ne prévoit pas l'ajout futur de bibliothèques qui viendront cacher presque un mur complet. À ce propos, en 1993, lors du démontage des bibliothèques sculptées en vue de les présenter à une exposition muséale, les ouvriers ont redécouvert à l'arrière les panneaux peints de l'artiste,. D'autre part, ce changement de vocation si tôt après la construction de la résidence démontre qu'il est déjà prévu de déplacer la salle de billard dans l'une des futures antichambres à la salle de bal. D'ailleurs, dans un article paru le 7 décembre 1872 dans le Canadian Illustraded News, on confirme ce déplacement,. Cette nouvelle salle de billard est accessible directement « par une porte située du côté ouest [du grand salon] ». Finalement, notons que l'inventaire de la succession de Hugh Allan réalisé le 10 janvier 1883 confirme l'existence d'une salle de billard entre la salle de bal et le grand salon,.

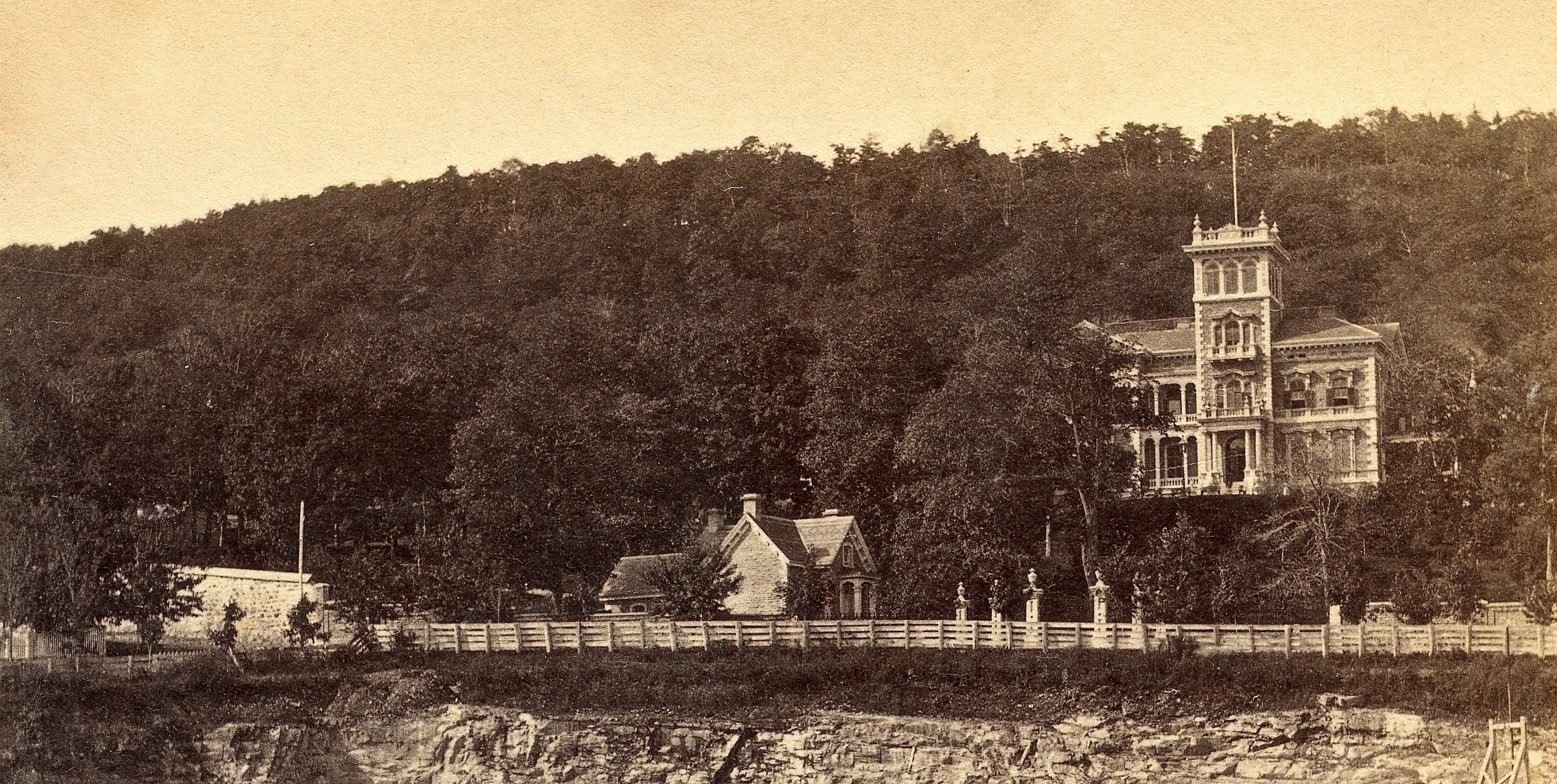
Vue de Ravenscrag depuis le réservoir McTavish entre 1864 et 1872

En 1865, la construction des salles de réception en annexe du bâtiment principal semble en cours. En effet, le rapport du rôle d'évaluation foncière de la Ville de Montréal double la valeur du bâtiment de Ravenscrag en 1865 à 200 000$ avant d'y apporter une correction et de revenir à la valeur initiale de 100 000$, laissant penser que la construction des salles de réception est en cours,. Notons aussi qu'à cette époque, le frère de Hugh Allan, Andrew Allan, est lui-même en train de se faire construire une demeure toute proche (baptisée « Iononteh »), entre les rues McTavish et Peel, en contre-bas de Ravenscrag et que c'est le même cabinet d'architectes Hopkins & Wily qui supervise les deux chantiers,. Dans tous les cas, la construction de ces salles de réception est assurément terminée en 1868, telle que l'illustre une gravure de l'époque. Pour ces salles annexes, Hugh Allan semble recourir aux mêmes entrepreneurs employés pour la construction du bâtiment principal et des dépendances. En effet, les contrats de construction d'origine mentionnent la construction d'une serre (green house) à laquelle les entrepreneurs se sont engagés à construire « conformément auxdits devis généraux et plans, et à la parfaite satisfaction dudit William Spier & Fils, et dudit Hugh Allan », et dont le paiement du contrat en dépend,,. Comme ces salles de réception se situent entre la serre et le corps principal de la maison, il est donc fort à penser que ce soit les mêmes entrepreneurs qui aient construit ces pièces, en toute continuité. De plus, la similitude des détails de la décoration sculptée entre ces salles annexes et la maison principale tend à confirmer l'emploi de la même équipe de sculpteurs de George Roberts. Un exemple notable est la similitude des mascarons des dessus-de-porte de la salle de bal aux mascarons des piliers de l'escalier principal qui, dans les deux cas, tirent la langue en guise de taquinerie ou afin d'effrayer les mauvais esprits.

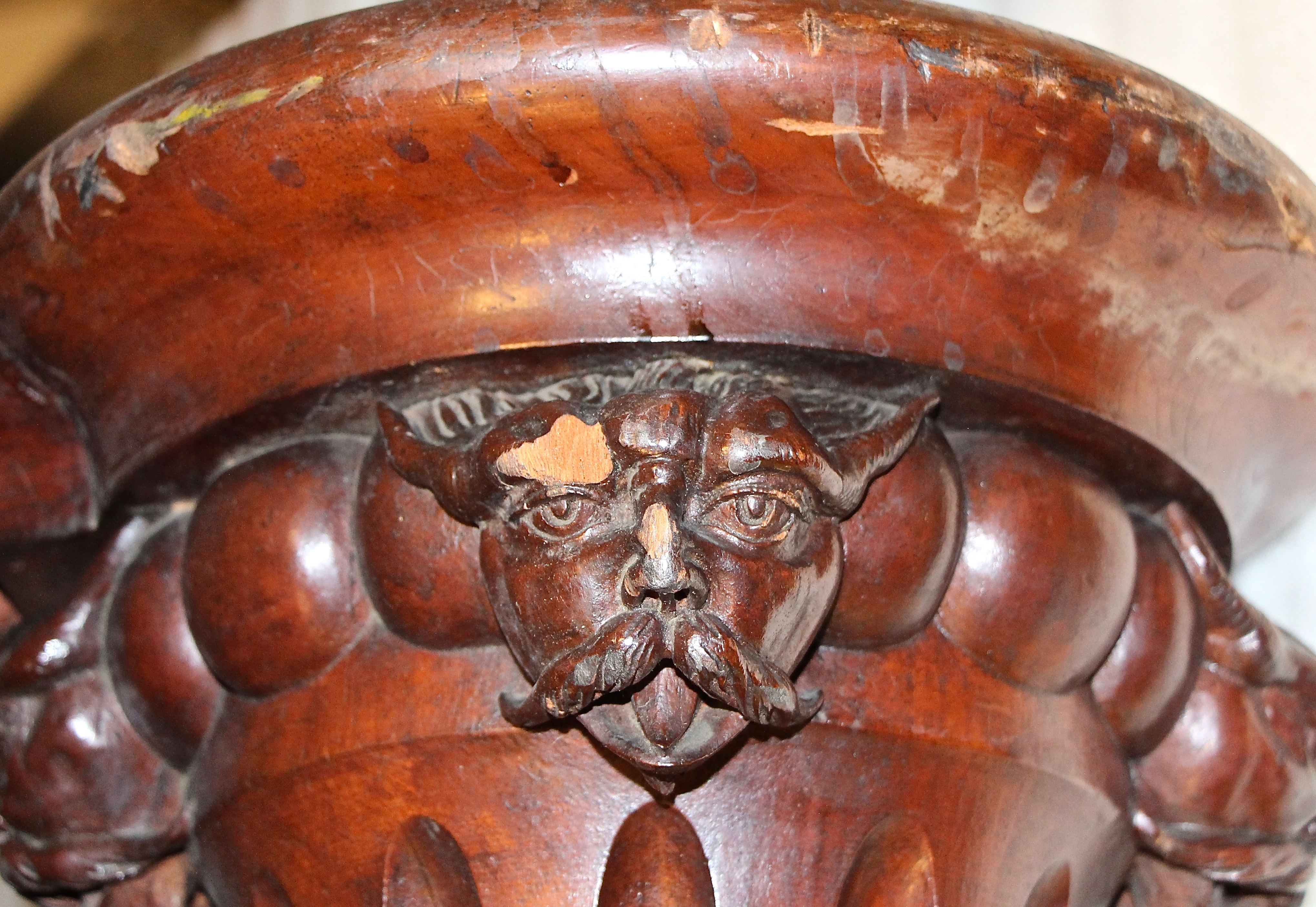
Détail d'un mascaron du balustre du premier étage de l'escalier principal (1862)
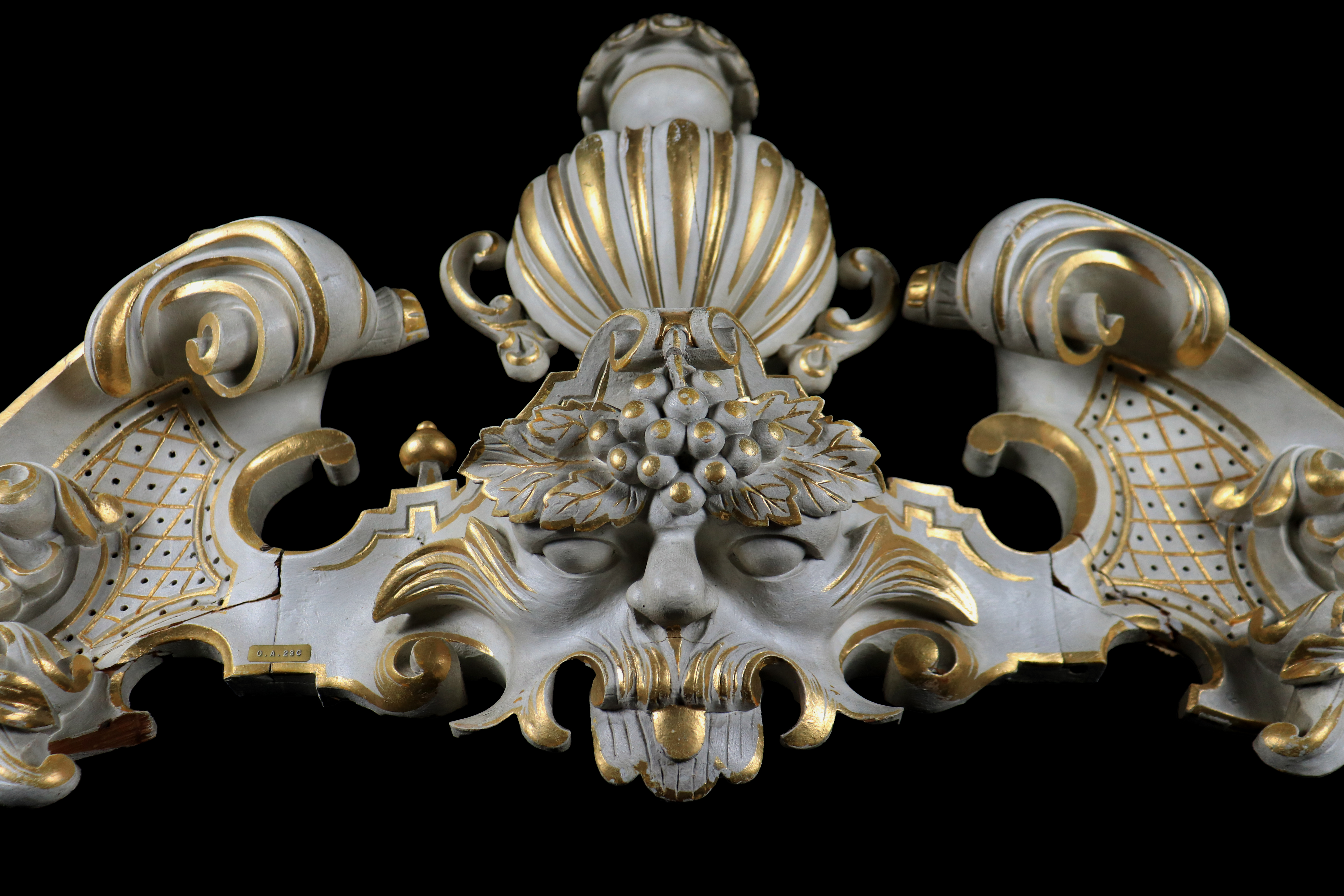
Détail d'un des dessus-de-porte de la salle de bal (1865)

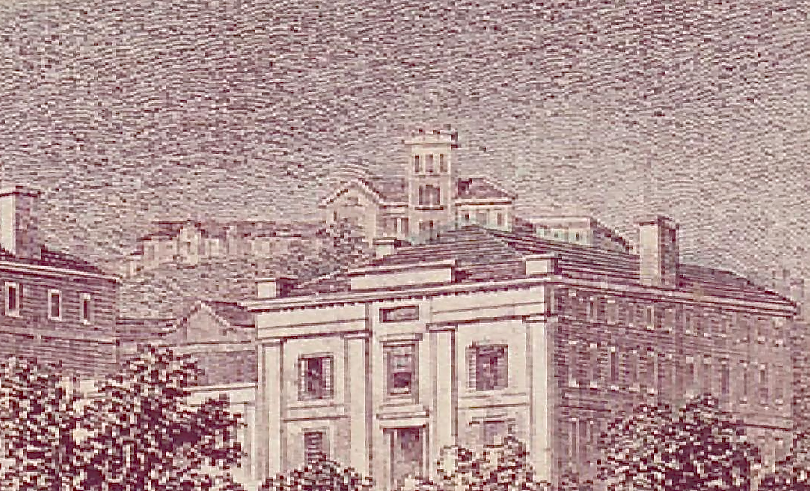
Vue de Ravenscrag derrière le campus de l'université McGill en 1868

Le 23 mai 1867, la fille aînée de Hugh Allan, Matilda Isobel Allan, se marie avec le Dr Gibbon du 25e régiment du K.O.B. sous la présidence du révérend Dr Matthieson à l'église St-André (St. Andrew's Church) sur Beaver Hall. On indique que « la noce était nombreuse et brillante, et l'église était remplie de spectateurs de toutes parts ». Le quotidien ne mentionne toutefois pas si c'est à cette occasion que Hugh Allan inaugure sa toute nouvelle salle de bal.
En novembre 1869, Hugh Allan organise une fête à Ravenscrag en l'honneur du Prince Arthur du Royaume-Uni, futur duc de Connaught et de Strathearn (1874) et gouverneur général du Canada de 1911 à 1916. Plus de 300 invités sont présents et on précise que « l'on a jamais vu à Montréal un pareil déploiement de toilettes »,,,.
En juillet 1871, la reine Victoria accorde à Hugh Allan le titre de chevalier du Royaume-Uni de Grande-Bretagne et d'Irlande de l'Ordre de Saint-Michel et Saint-Georges, sous le nom de Hugh Allan de Ravenscrag. Il sera  présenté à Sa Majesté par le comte de Kimberley en 1873. À cette époque, Hugh Allan commande à l'atelier du marbrier Robert Forsyth un portrait en buste de marbre qui est depuis 1873, après une courte exposition dans la vitrine du magasin Dawson, exposé à Ravenscrag.
En août 1871, Hugh Allan reçoit le premier prix pour « le jardin le mieux entretenu » de la ville par le Montreal Horticultural Society, dont il est membre. Le jardinier en chef de Ravenscrag est alors Joseph Jordan.
En juin 1872, Hugh Allan reçoit Lord Lisgar, gouverneur général, ainsi que sa suite, pendant leur séjour à Montréal. Quelques mois plus tard, en septembre 1872, Hugh Allan est l'hôte du lieutenant-gouverneur de la Nouvelle-Écosse, Sir Hastings Doyle.
En septembre 1872, le jardinier en chef de Ravenscrag, Joseph Jordan, participe au salon organisé par le Agricultural and Horticultural Society et y expose les pêches qu'il cultive dans la serre de Ravenscrag. Cette information confirme que la serre, et par le fait même, les salles de réception annexes, sont déjà construites depuis quelques années, les pêchers ne commençant à donner de fruits qu'à l'âge de deux ou trois ans.
Entre septembre et novembre 1872, en vue de la visite à Montréal du Comte de Dufferin, 3e gouverneur général du Canada, Hugh Allan décide de re-décorer l'appartement destiné aux invités de marque ainsi que d'enrichir la décoration et le mobilier des salles de réception, en particulier de la salle de bal,. Les entreprises qui réalisent la décoration et le mobilier de la salle de bal à cette occasion ne sont pas connues. Par contre, il est possible que Hugh Allan ait embauché les mêmes entreprises ou entrepreneurs qui ont réalisé en 1867 l'édifice de la Banque des Marchands (Merchants' Bank), coin Notre-Dame et Place d'Armes, fondée entre autres par Hugh Allan. En effet, plusieurs des entrepreneurs embauchés pour sa construction sont ceux qui ont aussi œuvré à Ravenscrag, dont le cabinet d'architectes Hopkins & Wily, l'entrepreneur en maçonnerie Daniel Wilson, l'entrepreneur en briquetage Alex Wand ou encore l'entreprise J. & W. Hilton pour le mobilier.

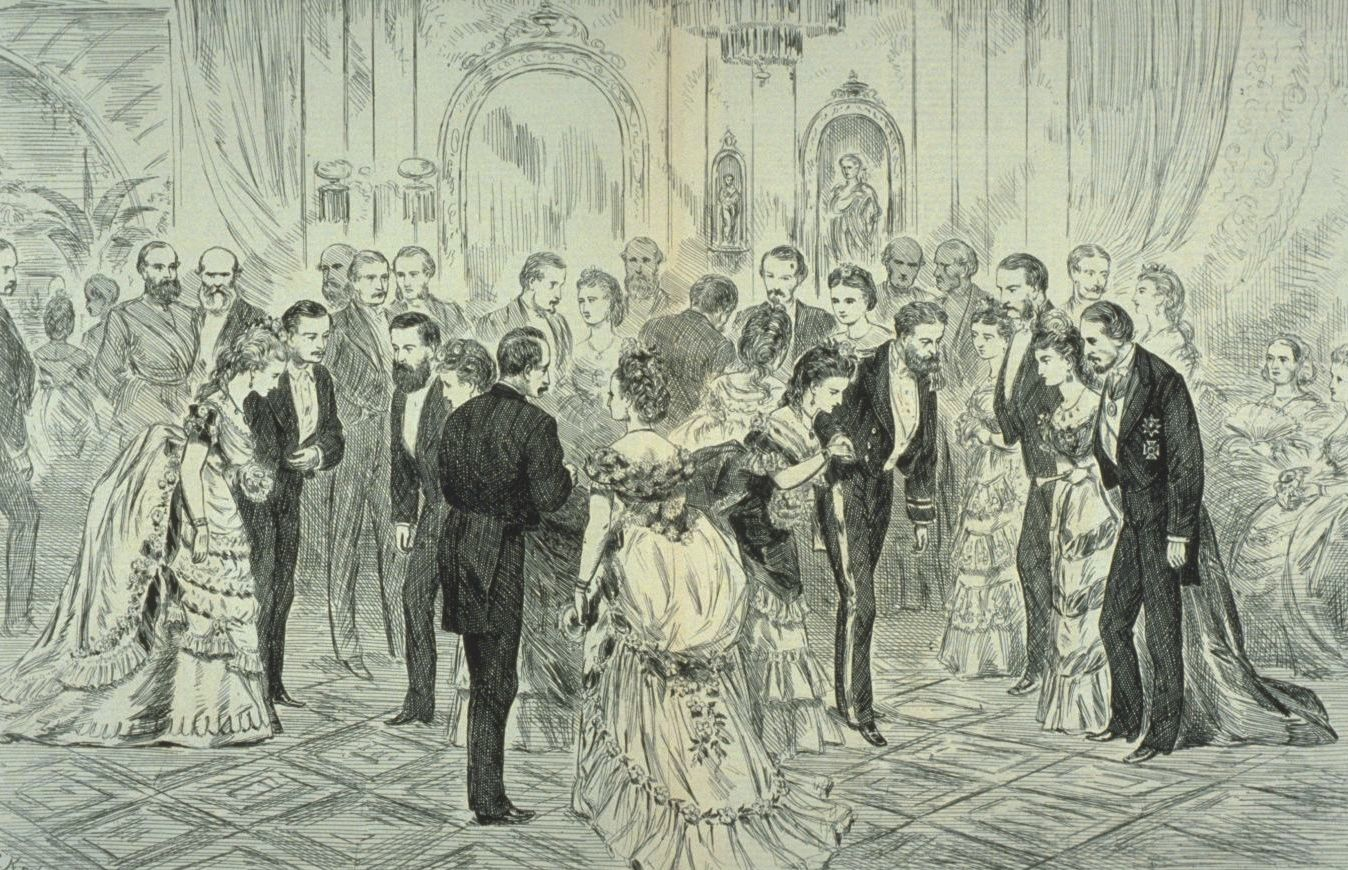
Bal donné en l’honneur du Comte de Dufferin à Ravenscrag (1872)

Suivant cette dernière logique, les œuvres peintes de la salle de bal sont possiblement une réalisation de l'entreprise de John McArthur, dite McArthur & Son. En plus d'avoir réalisé en 1867 les œuvres peintes de l'édifice de la Banque des Marchands, John McArthur a aussi réalisé des œuvres similaires à celles de la salle de bal par le passé. En effet, ce dernier réalise par exemple sur les panneaux des murs de la loge du Prince de la salle de concert en 1860 des « médaillons circulaires remplis d'or », rappelant les médaillons illustrant des portraits de profil sur fond or du plafond de la salle de bal. Encore, il peint en 1866 le plafond d'un magasin, coin St-Jaques et Place Victoria, d'un « bleu clair, rehaussé de dorures », s'apparentant aux décorations peintes au plafond de la salle de bal.
Quant au mobilier, l'entreprise responsable n'est aussi pas connue. Par contre, il est fort probable que Hugh Allan ait commandé son mobilier à l'entreprise J. & W. Hilton de Montréal. En plus d'avoir réalisé en 1867 le mobilier de l'édifice  de la Banque des Marchands, Hugh Allan a déjà passé au moins deux commandes à cette entreprise par le passé, soient l'ameublement complet de la bibliothèque en 1863, puis d'un ensemble complet de chambre à coucher en 1867. Ainsi, les galeries de rideaux recouverts de feuilles d'or (les « gilt cornices » dont fait référence un article paru le 22 novembre 1872) et leurs rideaux proviendraient de cette entreprise selon un dessin de Robert Williams, de même que les fauteuils, canapés ou les grands miroirs installés dans les niches,.
Le 21 novembre 1872, trois cents des quatre cents personnes invitées sont présents au bal organisé par Hugh Allan en l'honneur du Comte de Dufferin,. La somptuosité de cet évènement n'est probablement pas étranger à notamment l'intérêt de Hugh Allan dans la construction d'une ligne de chemin de fer transcontinental.

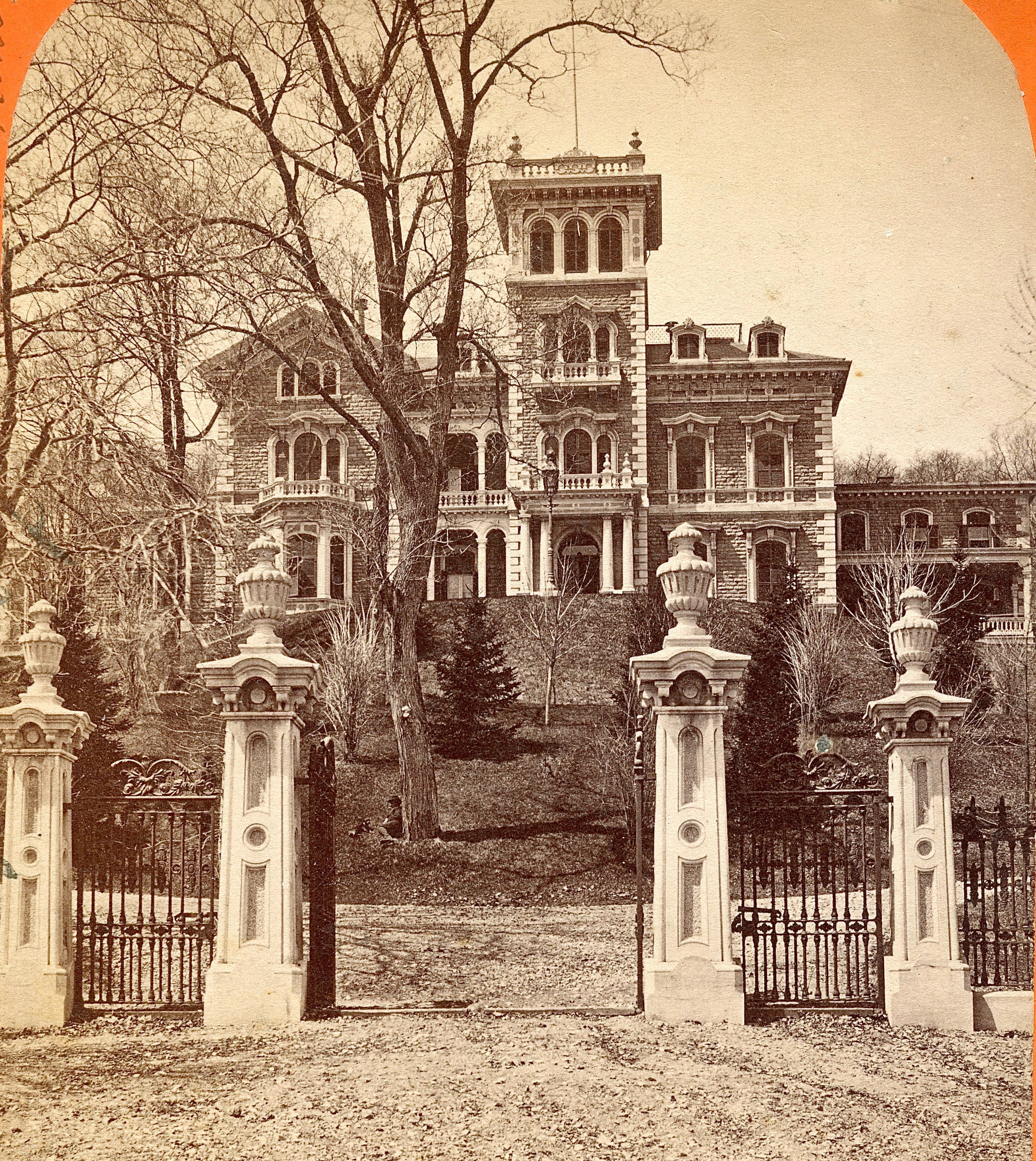
Vue de Ravenscrag avec ses lucarnes dans les années 1870

Entre 1868 et 1872, Hugh Allan fait ajouter trois lucarnes sur le toit de la façade avant du bâtiment principal afin de mieux éclairer les chambres du 3e étage, destinées à ses enfants,.
Le 6 octobre 1875, Florence Allan, fille de Hugh Allan, se marie avec Alfred White de Québec à l'église St-André (St. Andrew's Church) sur Beaver Hall, sous la présidence du révérend Dr Jenkins. Après la cérémonie, le cortège nuptial et leurs invités se rendirent à Ravenscrag pour un déjeuner.
Le 2 décembre 1878, Hugh Allan reçoit à Ravenscrag le Marquis de Lorne ainsi que la Princesse Louise du Royaume-Uni pendant leur séjour à Montréal.
Le 7 mai 1879, Hugh Allan invite l'ensemble de ses domestiques, ainsi que leurs familles et amis, pour un souper et un bal à Ravenscrag. Ils sont plus de 150 à être présents. L'orchestre est alors sous la direction de M. Godfroy,.
Le 11 juin 1881, Lady Mathilda Allan meurt à 53 ans à Ravenscrag alors que son mari est en voyage d’affaires en Europe. Quelques semaines avant sa mort, elle souffre d’un mal non identifié et les médecins lui prescrivent un changement d’air. Elle se retire alors à Niagara Falls, mais son état se détériore subitement et elle doit revenir promptement à Montréal le jeudi 9 juin. Malgré les soins prodigués par ses médecins, la maladie devient « hors de contrôle humain ». La « paralysie semble avoir été la cause immédiate de sa mort », écrit-on alors dans le quotidien The Globe. Les funérailles de Lady Allan, présidées par le Révérend Gavin Lang, ont lieu dans la bibliothèque de Ravenscrag le 14 juin 1881.
Le 5 juillet 1882, Hugh Allan reçoit à Ravenscrag le ministre canadien de la Marine, William Smith. Il organise également une jardinée le 29 août de la même année à l'occasion du congrès organisé par le American Association for the Advancement of Science à Montréal
Le 9 décembre 1882, Hugh Allan décède subitement à l’âge de 72 ans lors d’un voyage d’affaires en Écosse. Il est retrouvé avec la tête qui se repose sur une main recouvrant une lettre à moitié écrite. Son cadavre est alors rapatrié et ramené à Ravenscrag. Son cercueil est exposé dans la bibliothèque.
Le 27 décembre 1882, les funérailles débutent à Ravenscrag, puis se poursuivent à l'église St-André (St. Andrew's Church) sur Beaver Hall. Tous les drapeaux de la ville de Montréal sont mis en berne et plusieurs commerces ferment leurs portes cette journée-là pour rendre un dernier hommage à Hugh Allan,. Le Montreal Driving Club annule même leur excursion du samedi par respect pour le défunt. Le maire de Montréal de l’époque, Jean-Louis Beaudry, ainsi que tous ses conseillers municipaux participent à la marche funèbre. Il y a tant de monde qui borde la route lors de la procession funèbre que le cortège a parfois des difficultés à se frayer un passage, non sans l’aide de la police.

### 1882 à 1940: Sir Hugh Montagu Allan
À la mort de Sir Hugh Allan en 1882, son fils, Hugh Montagu Allan, devient l’héritier de Ravenscrag conformément à son testament qui stipule : « … et il est de mon désir que mes exécuteurs testamentaires transmettent à mon fils, Hugh Montagu Allan, la propriété de la maison et du domaine de Ravenscrag ainsi que tous les biens meubles qui la garnissent. »,,

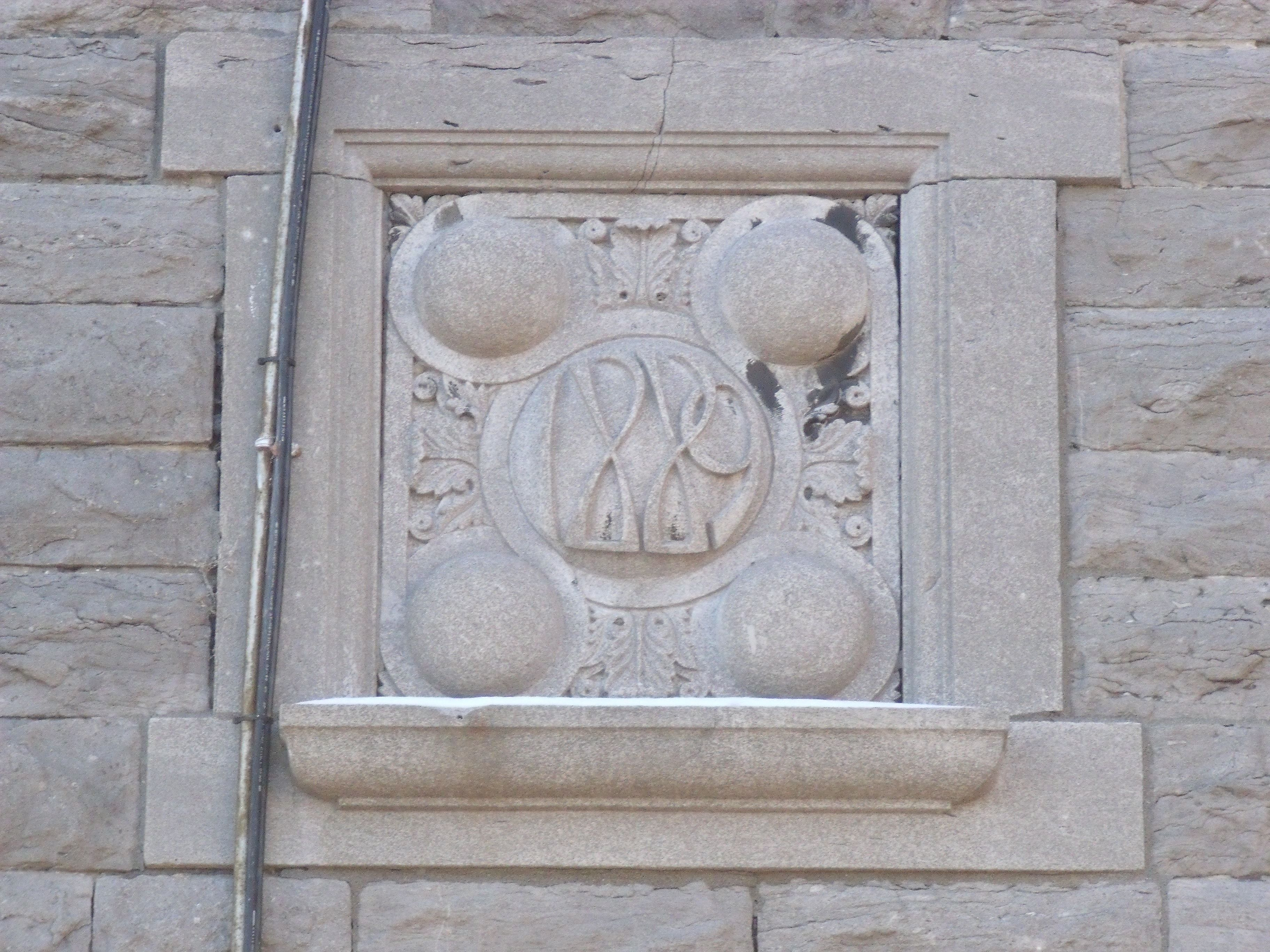
L'année d'agrandissement de l'aile des domestiques « 1889 » gravée dans la pierre

Dès 1885, Montagu continue la tradition hospitalière de la famille. Le 23 janvier 1885, il donne un bal que la presse qualifie « d'évènement social de la saison ». Les 240 invités proviennent de la haute société montréalaise, mais également des villes de Québec, New York et Boston,.
Le 21 avril 1887, en préparation de la construction de l'hôpital Royal Victoria, Montagu est invité par le comité spécial du conseil de Ville créé pour ce projet afin de recueillir son opinion sur la construction d'un édifice hospitalier aux abords de sa propriété. Sans formuler d'objection formelle, il déclare que « l'idée d'avoir un hôpital près de sa résidence ne sourit à personne. [...] Si l'on pouvait choisir un site plus convenable, je le préfèrerais sans doute ».
Le 25 février 1888, Mabel Allan, fille de Hugh Allan, se marie avec Colin Campbell de Mont-Saint-Hilaire à l'église St-André (St. Andrew's Church) sur Beaver Hall, sous la présidence du révérend Edgar Hill. Après la cérémonie, le cortège nuptial et leurs invités se rendirent à Ravenscrag où un bal fut donné.
En 1889, Montagu demande aux architectes Andrew Thomas Taylor et George William Gordon d’agrandir l’aile est destinée aux domestiques. Un troisième étage entier est notamment ajouté à cette aile,,.
Le 19 octobre 1889, Montagu reçoit les membres du Montreal Hunt Club pour un déjeuner à Ravenscrag.
Le 11 septembre 1890, Isabella Mackenzie, fille de William Mackenzie et arrière petit-fille d'Andrew Allan, se marie avec Alexander Paterson à l'église St-Paul sur le boulevard Dorchester. Après la cérémonie, le cortège nuptial et leurs invités se rendent à Ravenscrag où une réception a lieu. Également, le 19 août 1891, Margaret Allan, la 5e fille de Sir Hugh Allan, se marie avec Dr Charles McEachran, chirurgien vétérinaire, à Ravenscrag sous la présidence du révérend Edgar Hill. Encore, le 21 septembre 1892, Edith Allan, également fille de Sir Hugh Allan, se marie avec J. T. Routledge de Pincher Creek à l'église St-André (St. Andrew's Church) sur Beaver Hall, puis la célébration se poursuit à Ravenscrag
Le 16 janvier 1893, le frère de Montagu et dernier fils de Sir Hugh Allan, Arthur Allan, décède par asphyxie lors d'un feu qui s'est déclaré dans l'édifice où il réside sur le boulevard Dorchester. Son corps est alors rapatrié à Ravenscrag où il est examiné par le coroner. Ses funérailles ont lieu dans le grand salon sous la présidence du révérend Edgar Hill le 18 janvier 1893,.
Le 10 juillet 1893, Hugh Montagu Allan et Marguerite Ethel Mackenzie annoncent leurs fiançailles. Ils se marient le 19 octobre suivant à l'église Christ de Montréal sous la présidence du Révérend-pasteur Dr Morton, assisté du Très-Révérend Dean Norman de Québec. On qualifie ce mariage « du plus éclatant évènement social qui s’est tenu à Montréal depuis plusieurs années »,.
Le 18 juillet 1894, Ravenscrag est visée par des cambrioleurs qui y volent pour 300 dollars de bijoux, selon le gardien du domaine, M. Dunbar.
Le 5 août 1894, Martha Allan, premier enfant du couple, naît à Ravenscrag.
Dans la nuit du 31 décembre 1894 au 1er janvier 1895, le couple Allan donne leur traditionnel bal pour célébrer le Nouvel An. L'orchestre est alors dirigé par M. Gruen et plus de vingt valses sont jouées pendant toute la soirée et la nuit durant. Toute la haute société montréalaise est présente.
Le 5 février 1895, Marguerite Mackenzie-Allan donne un dîner en l'honneur d'Elizabeth Bridget Nagle, baronne de Shaughnessy
Dans un article paru dans le Montreal Daily Herald le 18 janvier 1896, on rapporte le cri d'alarme de certains superintendents des installations en approvisionnement d'eau potable de la Ville sur le mauvais état de la maçonnerie du réservoir McTavish et du réservoir en contre-haut de Ravenscrag qui provoque des fuites susceptibles d'endommager les édifices qui les jouxtent, dont Ravenscrag et les édifices de l'Université McGill.
Le 26 octobre 1896, Hugh IIe Allan, deuxième enfant du couple et premier fils, naît à Ravenscrag.
En octobre 1897, le couple Allan organise une réception, probablement pour l'anniversaire de Hugh Montague Allan ou de son fils.
En 1898, Montagu demande aux architectes Andrew Thomas Taylor et George William Gordon d’agrandir l’écurie pour accueillir des chevaux Pur-sang. Il demande également à ses architectes de procéder à plusieurs modifications à la résidence. D'une part, à l'extérieur, le portique est fermé et joint au vestibule, la salle à manger est agrandie d’environ 3 mètres (environ dix pieds) et, à cause d’une vue privilégiée sur la ville et le fleuve Saint-Laurent, de nombreux balcons et terrasses voient le jour sur la façade avant, notamment sur le toit de la salle à manger et de l’ancien portique. Finalement, les lucarnes se trouvant de part et d’autre du campanile sont abaissées pour percer la corniche, à l'instar de la maison William-Dow. À cette occasion, l'entreprise Wighton & Morison Co. est notamment responsable de la maçonnerie. D'autre part, à l'intérieur, l'ancienne salle d'étude (School Room) est jointe au hall d'entrée et convertie en petit salon. Quatre colonnes identiques aux deux colonnes préexistentes sont ajoutées au hall d'entrée,. Les murs du vestibule, du hall d'entrée et de la salle à manger sont tapissés de tentures. À cette occasion, l'entreprise du décorateur Walter P. Scott est responsable de tous les travaux de peinture, dorure, installation de tenture et d'ébénisterie/menuiserie. Hubertus McGuire, employé de cette entreprise, est particulièrement responsable de superviser et d'exécuter les travaux d'ébénisterie/menuiserie,. Bien que ces travaux soient planifiés en 1898, il semble qu'ils aient été exécutés plutôt en 1899 : l'architecte Andrew T. Taylor, qui est responsable de superviser le chantier de Ravenscrag, est aussi charge de superviser le chantier de construction de Montrose à Cacouna, la nouvelle résidence d'été de Hugh Montagu Allan, dont il fait une visite en août 1899.
Le 31 décembre 1900, la veille du Jour de l’an, la famille Allan donne un bal. M. et Mme Bryce Allan de Boston sont parmi les invités. L’orchestre, placé dans l’une des antichambres de la salle de bal font tourbillonner les danseurs qui occupent tout le rez-de-chaussée. La serre devient un endroit préféré des invités pour y admirer les fleurs et autres plantes rares. Les dames sont parées de diadèmes et des rivières de diamants. Dans l’une des salles de réception, des petites tables décorées d’œillets roses et blancs proposent des rafraîchissements tandis que la table de la salle à manger servant le banquet est décorée en abondance de lys et de roses blanches et roses. À minuit, les invités chantent ensemble « Auld Lang Syne ».

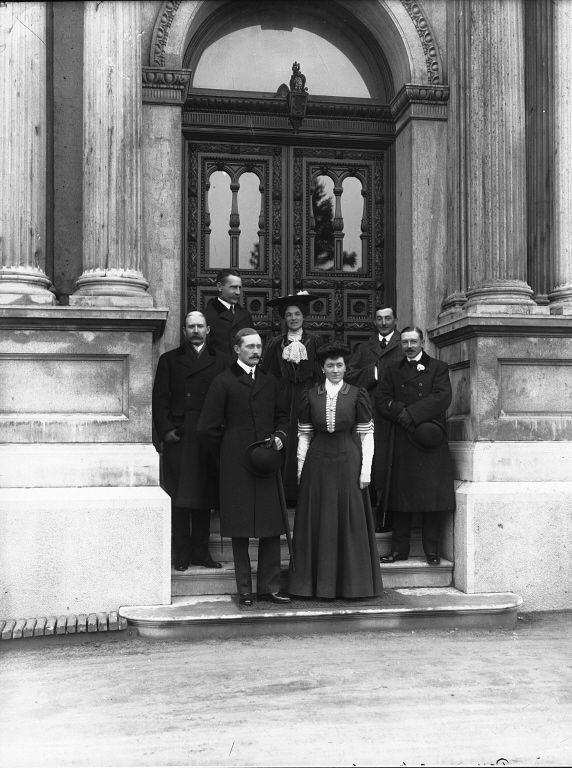
Prince Arthur de Connaught en visite à Montréal, Ravenscrag (1906)

Le samedi 30 mars 1901, sous les auspices de Mme Allan, un bazar est organisé à Ravenscrag afin de venir en aide au Foundling and Babies Hospital. Plus tard, en mai 1901, M. et Mme Bryce Allan de Boston séjournent à Ravenscrag à l’occasion du Horse Show de Montréal.
Le 21 mai 1902, les Allan organisent une jardinée afin de venir en aide au Foundling and Sick Baby Hospital. Plusieurs activités sont offertes : lanternes chinoises, orchestre et danse, dégustation de thé, tournoi de ping-pong, animaux de fermes, équitation sur poney pour les enfants, machine à peser ainsi qu’une vente aux enchères d’œuvres d’artistes tel W. Hope et W. Brymner, de boissons alcoolisées (Scotch), d’articles de golf, de châles en dentelle Shetland et même de bonbons. Plusieurs personnalités de grandes familles montréalaises leur prêtent main-forte pour cet événement, dont la famille Molson.
Au courant de l'été 1902, Montagu Allan fait reconstruire et agrandir la serre de la résidence par l'entreprise Lord & Burnham Co. de Toronto,,.
Le 13 mai 1904, le gouverneur général Albert Grey visite Montréal à l'occasion du Horse Show. Il dîne notamment chez les Allan à Ravenscrag à cette occasion.
En mai 1906, la famille Allan accueille à Ravenscrag le Prince Arthur de Connaught. Un bal est organisé en son honneur le 8 mai 1906 à la résidence.

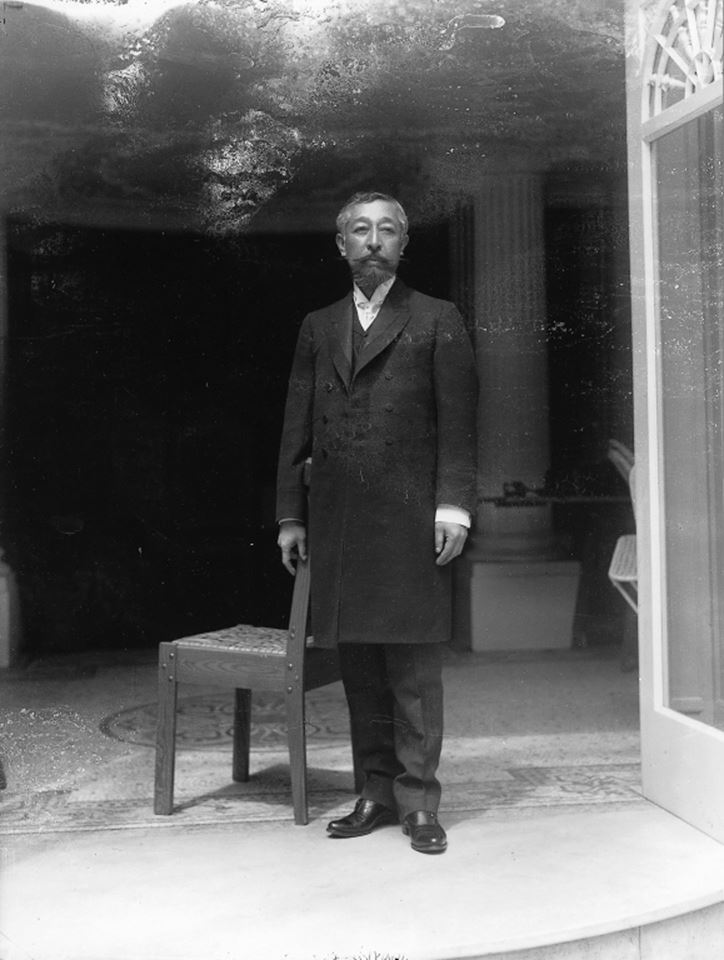
Prince Fushimi Hiroyasu en visite à Montréal, Ravenscrag (1907)

En 1907, Sir Hugh Montagu Allan reçoit à Ravenscrag le Prince Fushimi Hiroyasu, frère du mikado et est  chargé de ses divertissements lors de sa visite à Montréal. Cette visite lui vaut son investiture au sein de l’Ordre du Soleil levant,.
En septembre 1908, le Sheffield Choir prend résidence à Ravenscrag lors de son passage à Montréal, à l'invitation des Allan.
En janvier 1913, Ravenscrag devient la résidence temporaire du duc de Connaught, de sa fille, la princesse Patricia, ainsi que de leur suite en raison de l’hospitalisation de la duchesse de Connaught à l’hôpital Royal Victoria. L’étendard royal flotte alors au sommet de la tour de Ravenscrag. Ils quittent Ravenscrag vers le 15 janvier pour séjourner à la maison de James Ross de la rue Peel.
En décembre 1913, alors que Hugh Montagu est en Angleterre, Lady Allan organise un bal costumé en l’honneur de son fils, Hugh IIe, pour la période des fêtes. Les jeunes dames sont costumées en domestiques alors que les jeunes hommes revêtent l’uniforme des chefs cuisiniers français. Les salles de réception de Ravenscrag sont alors ornées de décorations rouges et vertes.

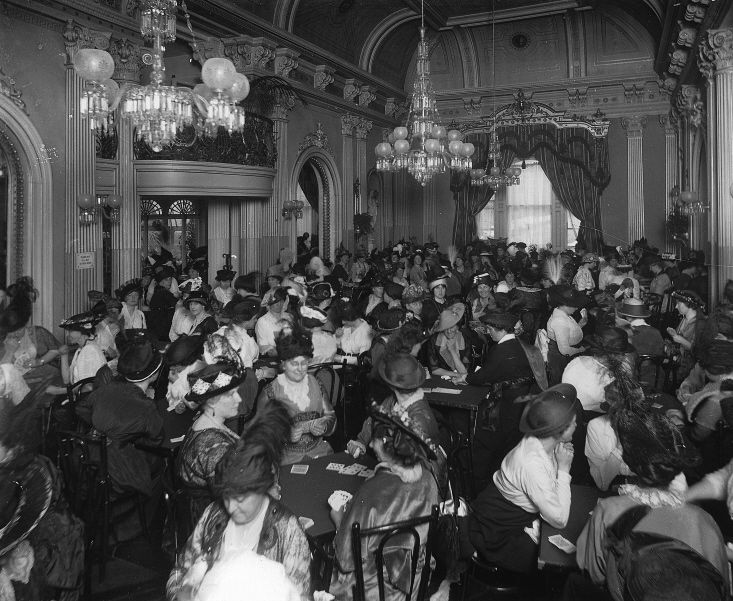
Partie de cartes organisée par Lady Allan, Ravenscrag (1914)

La semaine du 3 janvier 1915, Lady Allan donne un « bal de jeunes gens » en l’honneur de Mlle Gwen Allan, Mlle Anna Allan et M. Hugh IIe Allan à Ravenscrag. Tous les élèves-officiers et soldats en service invités sont en uniforme.
Toutes ces réceptions mondaines pouvaient durer presque toute la nuit. Ces réceptions débutaient par de somptueux soupers conçus souvent pour plus de cent convives. La soirée se déplaçait par la suite dans la salle de bal où des musiciens juchés sur la tribune des musiciens jouaient « des polkas et des valses qui faisaient tourbillonner les danseurs jusqu’au petit matin. », L’hospitalité des Allan ne se limitait pas qu’à des réceptions : la famille organisait également des parties de cartes, des chasses à courre, des courses de chevaux ou des promenades en voiture.
Toutefois, ces visites et réceptions se font plus rares après de tragiques évènements qui frappent la famille Allan. Le 7 mai 1915, les deux plus jeunes filles de Montagu et de son épouse Margerite, prénommées Anna et Gwendolyn, périssent dans le naufrage du RMS Lusitania. Plus tard, en 1917, au cours de la Première Guerre mondiale, leur fils unique, Hugh Allan, second du nom, est tué au combat. De leurs quatre enfants, il ne reste alors que leur fille ainée, Marguerite Martha. La vie à Ravenscrag se fait alors « plus sobre et plus sévère ».
Après cinq ans d'absence, Lady Allan est de retour à Ravenscrag la semaine du 4 octobre 1919 avec son mari Hugh Montagu et leur fille Martha.
En janvier 1920, les Allan reçoivent à Ravenscrag la visite du Lieutenant-Colonel Kenric-Rudolphus Marshall, C.M.G., D.S.O., et son épouse. En 1920, Hugh Montagu a soixante ans et son unique enfant, Marguerite Martha, se dirige vers une carrière de comédienne et de dramaturge. Cette profession l’amène souvent à voyager et à délaisser la maison pendant plusieurs mois chaque année. De plus, l’entretien d’une telle résidence devient de plus en plus onéreux pour le vieux couple. Ils louent Ravenscrag « à des visiteurs fortunés pour des périodes plus ou moins étendues ». Marguerite Martha utilisa également à quelques occasions la salle de bal comme un théâtre où elle réunissait de jeunes comédiens anglophones et francophones pour la pratique de sa profession, dont Gratien Gélinas.
Le 11 juin 1921, Lady Allan donne un bal en l’honneur de Lord et Lady Harlington et leurs invités, Sir Frederich Orr-Levis (président de la compagnie Canadian Vickers Ltd.) et Mlle Orr-Lewis.
Le 2 juin 1926, Ravenscrag est l’hôte d’une réception à la suite du mariage de Marguerite Evelyn, fille de Mme E.A. Bearmore de Montréal, au Dr. E. Thorburn Cleveland, fils du Dr et Mme E. T. Cleveland, à l’église St Jax Montréal.
Le 15 juin 1926, le baron Byng et son épouse organisent un dîner à Ravenscrag pendant leur séjour à Montréal.
Le 30 octobre 1930, Lady Allan reçoit à Ravenscrag le bal des débutantes en l’honneur de Mlle Barbara Cowans et Mlle Rosanna Todd.
Le 3 juillet 1931, Ravenscrag devient la résidence officielle temporaire du gouverneur général, de son épouse la comtesse de Bessborough, ainsi que de leur suite pour le reste de la saison estivale.
Le 14 août 1931, Lady Bessborough donne naissance à son 4e enfant, un garçon, à l’hôpital Royal Victoria alors que le gouverneur général (9e comte de Bessborough) et sa suite logent à Ravenscrag. D’ailleurs, c’est à Ravenscrag que Lord Besborough reçoit les compliments du roi George V et du premier ministre canadien Richard Bedford Bennett pour la naissance de son fils. Une ouverture est percée dans le mur à l’est de la résidence afin de permettre à Lord Bessborough d’accéder à l’hôpital Royal Victoria sans avoir à passer par l’avenue des Pins. Sans que ce soit confirmé, le roi et la reine de Siam ont possiblement séjourné à Ravenscrag lors de leur visite au Canada durant cette période. Le 31 août 1931, le gouverneur général annonce depuis Ravenscrag que son nouvel enfant sera baptisé « George St. Lawrence Neuflize » à l’église St. Bartholomew d’Ottawa le 22 septembre 1931,.
Au fil des années, la maison ne correspond plus aux besoins du vieux couple et du monde moderne et appartient davantage à l’époque victorienne. De plus, la Deuxième Guerre mondiale arrive aux portes de Ravenscrag et Hugh Montagu doit affronter une éventuelle taxe foncière de cinquante mille dollars (50 000 $) par année. Lui et Lady Allan décident de déménager en 1938 dans un appartement de l’édifice Le Château sur la rue Sherbrooke,,. Lorsque la guerre débute en 1939, le couple offre immédiatement Ravenscrag au gouvernement canadien dans l’intention de servir comme lieu de convalescence pour les victimes de la guerre. Toutefois, comme le gouvernement ne savait pas quoi en faire, le couple décide en 1940 de plutôt l'offrir à l’hôpital Royal Victoria.

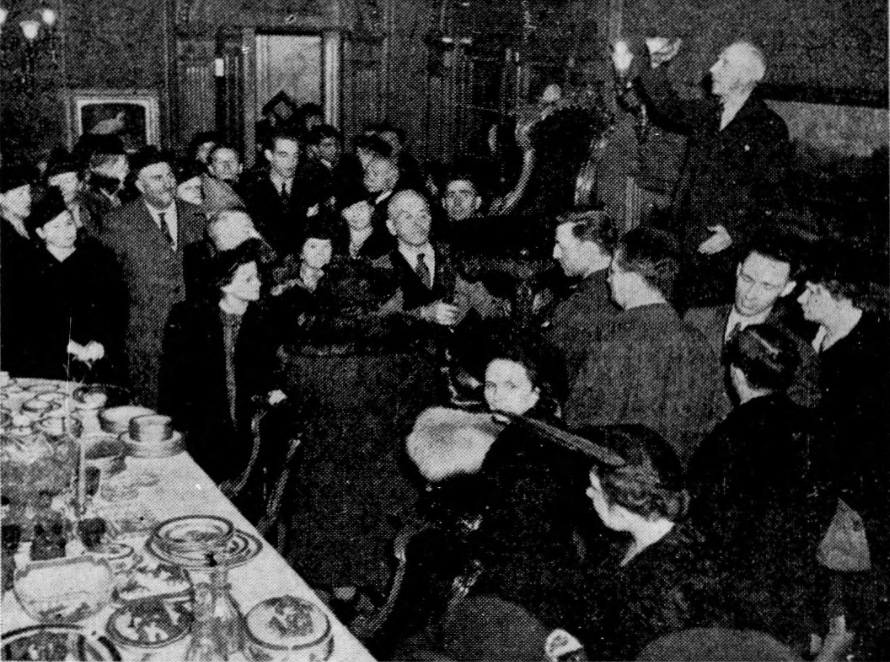
La vente aux enchères du 18 novembre 1940 dans la salle à manger de Ravenscrag

En novembre 1940, ces derniers mettent en vente aux enchères les biens meubles de la résidence : l’encanteur vend notamment les trophées de chasse sous forme de têtes d’antilopes montées sur applique murale, les candélabres supportés par des cariatides grandeur nature, les longs tapis des corridors et les éléphants sculptés dans l’ivoire et l’ébène. « La scène prenait des allures d’une vente aux enchères dans un film d’une super production. » Statues, peintures, tapis, literie se vendaient à la suite de « vives » surenchères. Plusieurs des pièces du mobilier à vendre avaient des tailles surprenantes : « […] des armoires plus grandes que n’importe quelle pièce standard d’une maison privée citadine, une table de cuisine plus longue que n’importe quelle table que l’on peut trouver dans un restaurant, plus de cinq baignoires qui auraient pu contenir plusieurs personnes à la fois […], des équipements frigorifiques plus spacieux que la moyenne de ceux que l’on retrouve dans n’importe quel magasin, […] ». Même le système de téléphone interne de la résidence, reliant ensemble notamment la salle des majordomes, les écuries, le vestiaire, les chambres, la salle à couture, la serre, la maison du gardien et le terrain de tennis, est en vente. Le jour de la vente aux enchères est marqué par une chute de neige et du temps humide et des feuilles mortes jonchent le sol de la serre, marquant ainsi la triste fin de la glorieuse maison des Allan. Le 19 novembre 1940, Hugh Montagu Allan fait don de Ravenscrag à l’hôpital Royal Victoria,,,. Martha Allan, leur fille unique, meurt deux ans plus tard, le 4 avril 1942, laissant le couple sans héritier,.
Au cours de son existence, le Ravenscrag a accueilli nombre de dignitaires, politiciens et célébrités. Les Allan y ont reçu également le comte de Minto, le duc de Devonshire, le baron Byng, Lord Willingdon, Lord Bessborough, le duc de Windsor ainsi que Lord Halifax alors qu'il était ministre britannique de la Défense et de la Guerre,.

### 1940 à 2021: Institut Allan Memorial
Le 19 novembre 1940, l’hôpital Royal Victoria reçoit la maison Ravenscrag et le reste du domaine en don de la part de Hugh Montagu Allan,,,. Pendant près de trois ans, l’hôpital est indécis quant à la destination éventuelle à accorder à l’ancienne maison bourgeoise. L’hôpital a même considéré de remplacer la résidence par un nouvel édifice. Ce n’est qu’en 1943 que l’hôpital prend la décision de la transformer en un département consacré à la psychiatrie, le premier du genre au Canada. Dès lors, d’importantes modifications ont lieu à l’intérieur de la maison afin de mieux servir la nouvelle destination du nouveau département créé. Entre 1943 et 1944, l’hôpital Royal Victoria commande dans ce but aux architectes Harold Lawson et H. B. Little de refaire presque entièrement l’intérieur de la résidence et de l’écurie, seuls un mur de l’ancienne bibliothèque ainsi que le vestibule de la maison sont restés visibles et intacts,,. À cette occasion, l'institut offre gracieusement à l'École du meuble la plupart des décors intérieurs facilement démontables (armoires, étagères, portes, etc.), « qui les a acceptés avec empressement ». En 1945, tous les balcons et terrasses sont détruits et le balcon adjacent à la salle à manger est fermé par des murs. De plus, on supprime cette même année la serre,.
Dans les années 1940, l’ancienne maison bourgeoise est renommée l’Institut « Allan Memorial » en l’honneur de la famille Allan,. L'institut ouvre ses portes le 12 juillet 1944. Il possède alors une cinquantaine de chambres, quatre laboratoires et bureaux pour l'administration et le personnel. Le premier directeur de l'institut est le Dr Donald Ewen Cameron, jusqu'alors professeur de psychiatrie à l'université McGill.

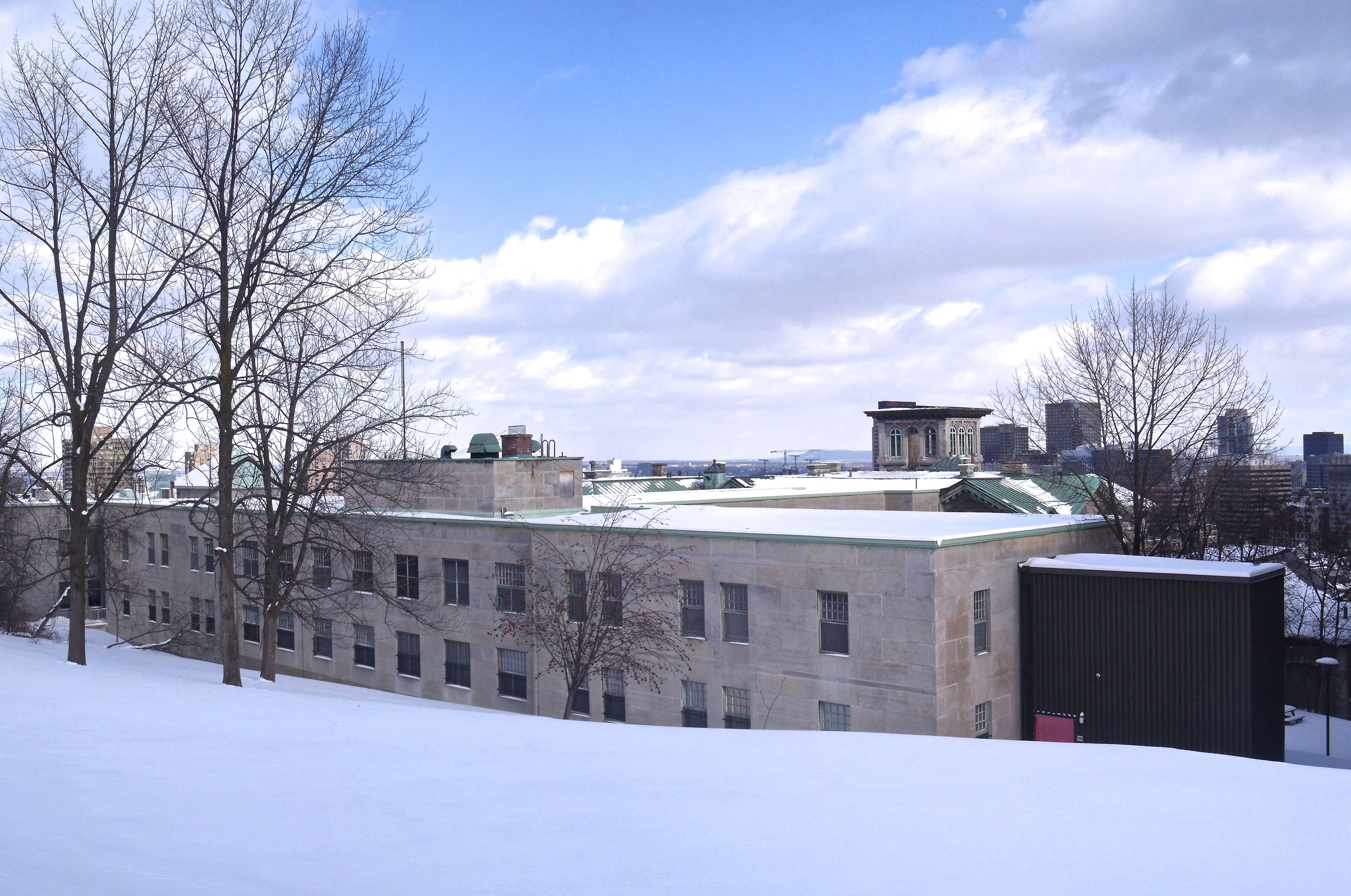
L’annexe arrière en forme de « T » (construite en 1953), Institut Allan Memorial

Vers 1951, l’institut se limite toujours à la vieille résidence et à son ancienne écurie qui deviennent rapidement surpeuplées. Plusieurs membres de l’institut ont de petits bureaux principalement installés dans le sous-sol de la maison, qui accueille à cette époque d’ailleurs tout le département de psychologie. Entre 1952 et 1953, l’institut commande aux architectes E. I. Barrot, L. E. Marshall, R. A. Montgomery et J. C. Merrett la construction d’une annexe en forme de « T » pour prolonger la résidence à l’arrière,. La construction d'une nouvelle aile en pierre calcaire de Queenston augmente la capacité de l'institut à 250 lits. On inaugure cette nouvelle aile le 10 octobre 1953.
Cet agrandissement provient également des ambitions qu’entretient l’institut à ce moment, c’est-à-dire de devenir un hôpital général modèle en psychiatrie pour le programme d’enseignement de l’université McGill et de faire du programme de formation postuniversitaire en psychiatrie de l’université le plus important au monde.
D’autres modifications intérieures de l’ancienne résidence ont lieu au sous-sol lors de la construction de l’annexe arrière entre 1952 et 1953. Dans la partie ouest du sous-sol, plusieurs nouvelles pièces voient le jour incluant des bureaux, un atelier d’électroniques (anglais : electronics shop), un atelier de machine (machine shop) et une pièce pour le second laboratoire de psychophysiologie. Dans la  partie est du sous-sol, l’ancienne buanderie, une vaste salle recouverte de carrelage, est divisée en trois bureaux pour accueillir le personnel de la psychologie clinique. Vers la fin des années 1950, un des bureaux du sous-sol est converti en un laboratoire d’expérimentation animale. Les services d’une entreprise spécialisée dans la métallerie sont retenus pour la confection des cages d’animaux et du système de conduit d’aération connectant le sous-sol à l’extérieur par le toit. Le laboratoire est également équipé pour pratiquer des chirurgies, l’histologie et pour l’entreposage de données.

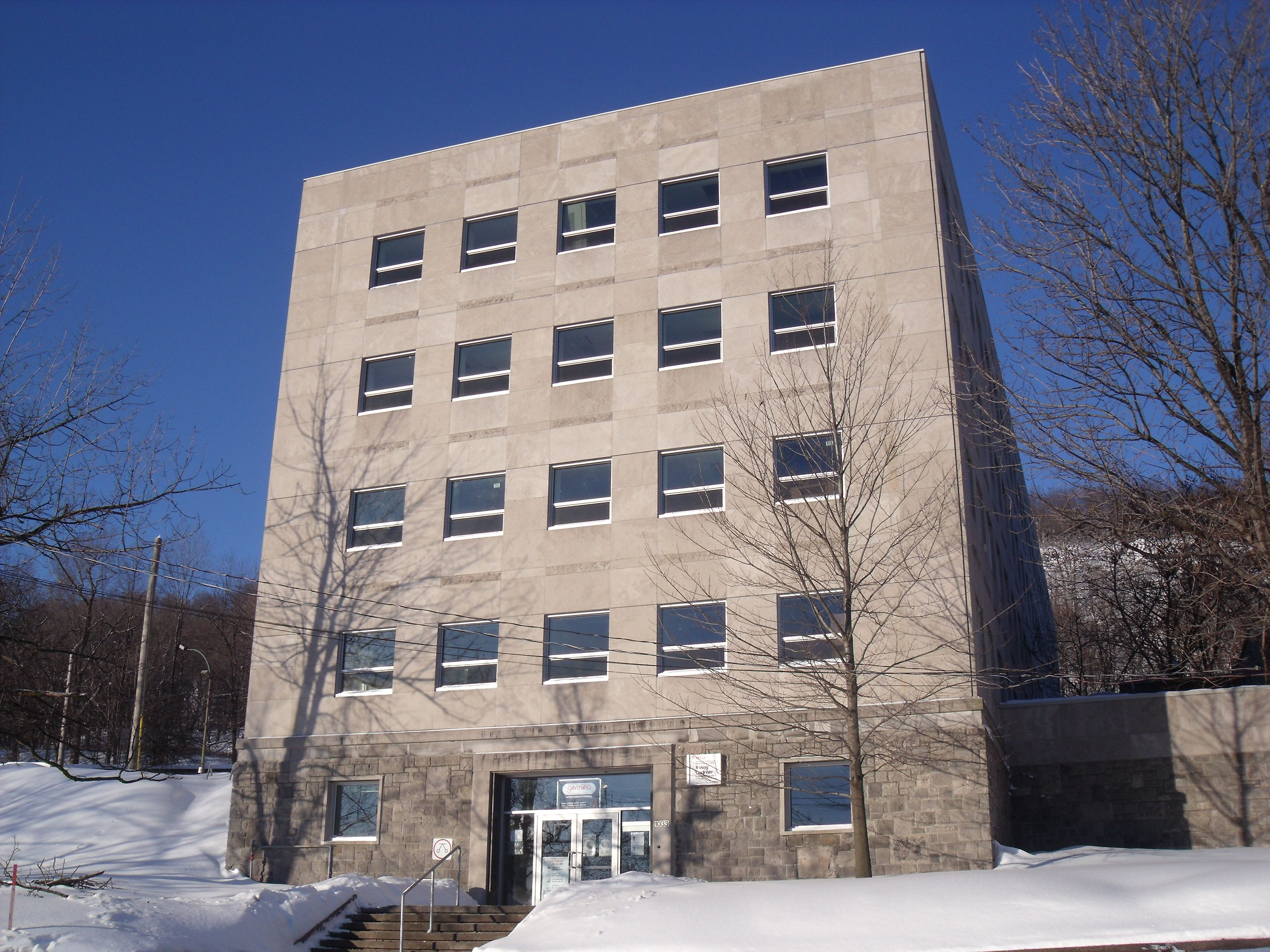
Pavillon Irving Ludmer (construit en 1963)

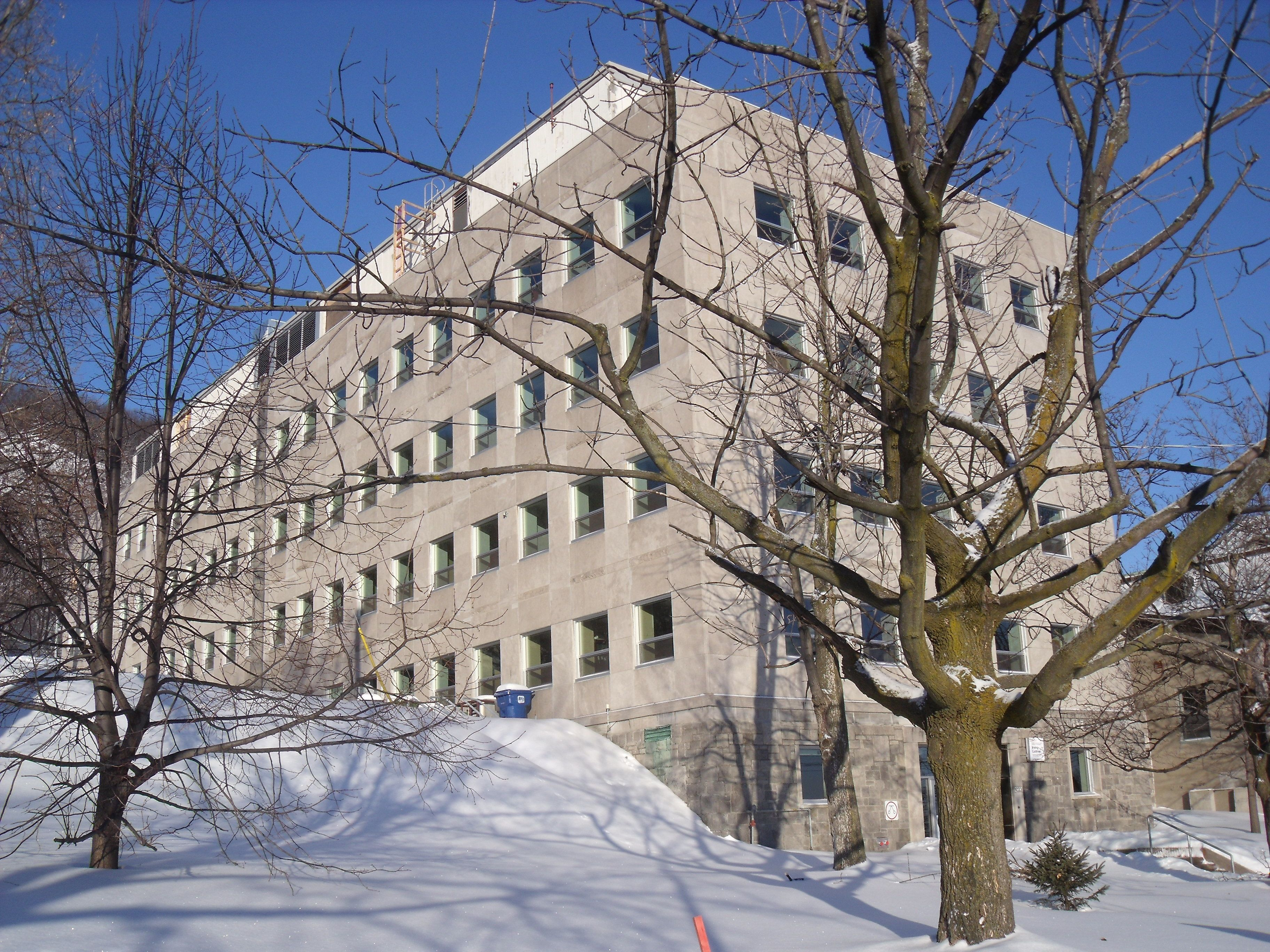
Pavillon Irving Ludmer (construit en 1963)

Vers 1960, l’idée de construire une nouvelle annexe destinée à la formation et à la recherche pour le département de psychiatrie de l’université McGill apparaît. Malgré la construction de l’annexe arrière quelques années auparavant et les modifications apportées à l’ancienne résidence, les membres de l’institut se trouvent en présence d’importants problèmes : notamment, de nombreux tuyaux fixés aux plafonds transportant l’eau chaude augmentaient tellement la température des pièces que le personnel combat la chaleur avec des climatiseurs qui fonctionnent pendant toute l’année. Aussi, le laboratoire d’expérimentation animale se trouve à être plus petit que les besoins de l’institution. Le Dr Cameron réussit à convaincre le principal Frank Cyril James de l’université McGill du bien-fondé de l'idée d’un nouveau pavillon. Des plans d’une nouvelle annexe sont alors conçus et présentés au comité de la gestion immobilière de l’université McGill (McGill Building Programme Committee). Ces plans sont sujets à des changements de dernière minute avant leur présentation au comité : un étage entier est supprimé, le budget éventuellement accordé ne pouvant pas couvrir sa construction. L’édifice coûte près d’un million six cent mille dollars (1 600 000$), ces fonds provenant majoritairement du gouvernement du Québec, mais aussi d’un important don d’Irving Ludmer, « grand bienfaiteur de son temps et de son pays et dont son généreux don a été l’élément décisif pour que l’université accorde une grande priorité à l’édification de ce bâtiment ».
Le 13 novembre 1963, le nouveau pavillon baptisé « Irving Ludmer » de l’université McGill et de l’institut Allan Memorial est officiellement inauguré par le gouverneur général Georges Vanier et son épouse Pauline Archer en présence notamment du principal et vice-chancelier Rocke Robertson de l’université McGill. Des démonstrations d’expériences en laboratoire sont prévues au programme. Le gouverneur général Georges Vanier dévoile la plaque commémorative de son ouverture avec pour inscription : « Ce pavillon, dédié à l’étude du comportement humain et aux maladies qui lui sont associés ainsi qu’à l’enseignement de ceux et celles qui doivent se dévouer à la conquête des troubles mentaux, fut ouvert le 13 novembre 1963 par le major-général et très honorable Georges P. Vanier, D.S.O., M.C., D.C., gouverneur général du Canada »,. L’édifice est ensuite ouvert à la visite au public sur les 4 étages et demi. Son ouverture coïncide avec les vingt ans d’existence de l’institut de recherche en psychiatrie Allan Memorial. La soirée officielle est précédée d’une conférence le 12 novembre 1963. Un banquet est prévu en soirée à la salle Redpath (en).
La recherche étant l’occupation principale du nouveau complexe, le nom du pavillon est nommé « pavillon de recherche et de formation en psychiatrie Irving Ludmer » plutôt que « pavillon de formation et de recherche ». Les salles de conférence ou de travaux pratiques au rez-de-chaussée ainsi que la salle de visionnement au quatrième étage jouent un rôle de premier plan dans l’enseignement par ses membres. Les bureaux du département de psychiatrie occupent quant à eux un coin du premier étage.

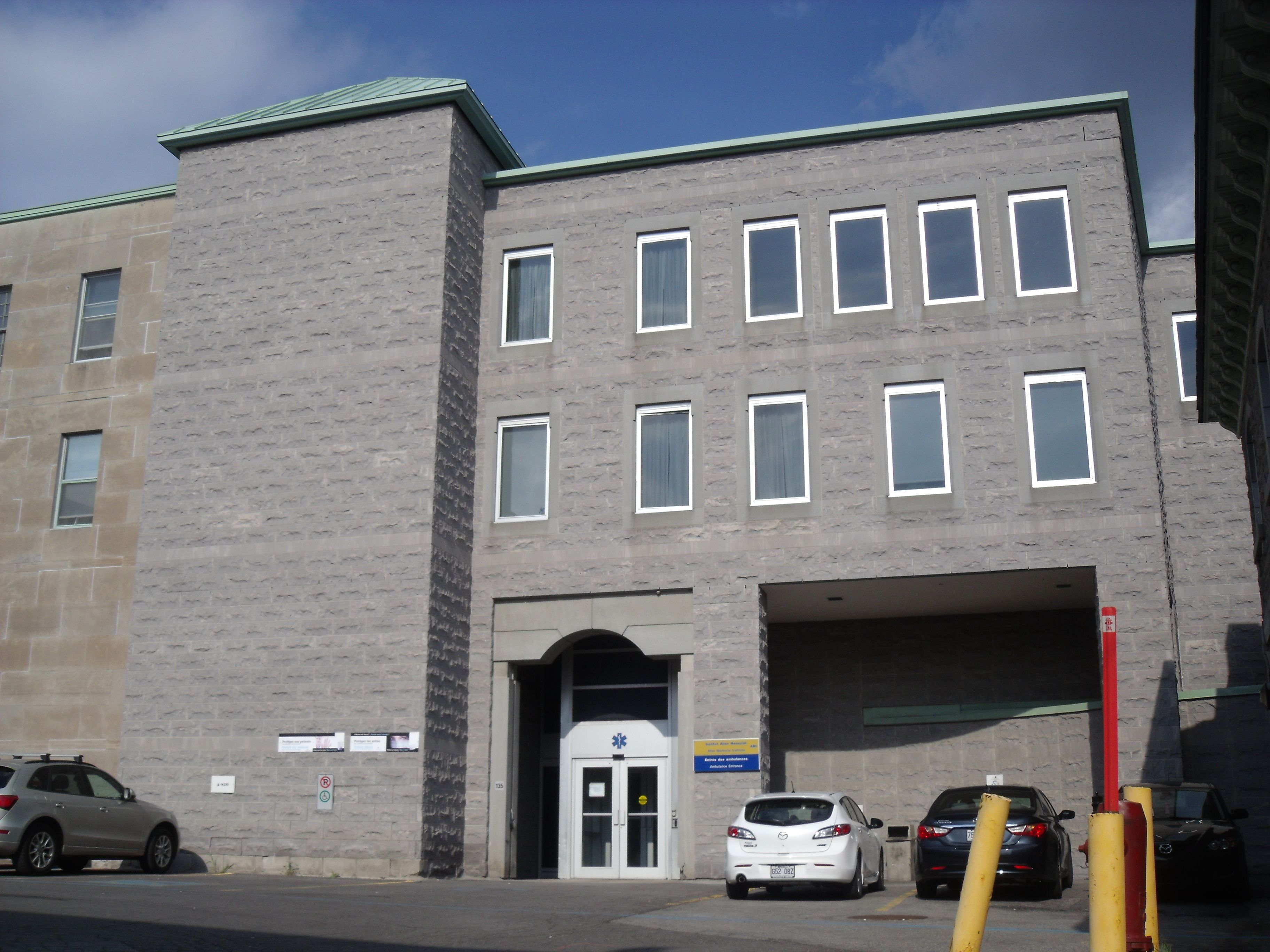
Annexe ajoutée en 1986

En 1986, l'institut fait construire une nouvelle annexe « afin d’offrir une gamme plus complète de soins psychiatriques » tout en permettant d'augmenter la capacité de l'institut de vingt lits.
Après plus de cent ans d’existence, d’usure et d’exposition aux intempéries, la vieille résidence et le domaine commencent à dévoiler son âge. La peinture de la corniche est écaillée à plusieurs endroits, les rosettes du plafond à caissons du vestibule se sont détachées et ont chuté et les éléments décoratifs de la monumentale porte d’entrée à double battant, tels les lions ou les chérubins sculptés, sont tombés ou se sont brisés,. Dans les années 1980, le Fonds pour le développement de l'institut Allan Memorial organise une campagne de financement qui permet de financer la restauration d’une partie de l’écurie entre 1980 et 1990, des portes d’entrée en 1991 et du vestibule et du hall d’entrée de la résidence qui débute entre 1992 et 1993. En 1993, une autre campagne de financement a lieu pour souligner notamment le cinquantième anniversaire de la fondation de l’institut. Une soirée gala a lieu à la Place des Arts le 14 novembre 1993 rassemblant quatre des plus grands guitaristes du moment : Joe Pass (jazz), Leo Kottke (guitare folk), Pepe Romero (guitare classique) et Paco Peña (guitare flamenca).
En juillet 1997, on annonce la création officielle du Centre universitaire de santé McGill (CUSM) qui fusionne l'Hôpital de Montréal pour enfants, l'Hôpital Royal Victoria (incluant l'institut Allan Memorial), l'Hôpital général de Montréal, l'Institut neurologique de Montréal et l'Institut thoracique de Montréal.
Le 28 septembre 1998, on annonce le déménagement prévu pour 2003 ou 2004 de l'hôpital Royal Victoria sur le nouveau site du CUSM près de la station de métro Vendôme. L'avenir des propriétés de l'hôpital Royal Victoria, dont Ravenscrag, devient incertain. Le 5 novembre 1998, les dirigeants du CUSM annoncent notamment que « trois des quatre installations actuelles du CUSM, [soient] l'hôpital général, l'hôpital de Montréal pour enfants et l'hôpital Royal Victoria, seront converties à des fins résidentielles (condos) et commerciales (bureaux) ». Particulièrement, les édifices de l'hôpital Royal Victoria seront convertis en « en condos de luxe », suivant la suggestion de firmes d’architectes et d’urbanistes engagées par le CUSM en 1997 pour la reconversion de ces édifices.
En 1999, l'université McGill, qui cherche à cette époque des espaces potentiels à acquérir ou à louer afin de subvenir au besoin d'espace lié au nombre croissant d'étudiants dans les prochaines décennies, s'intéresse alors aux propriétés de l'hôpital Royal Victoria qui doit déménager en 2003 ou 2004. Ravenscrag devient notamment un endroit possible pour un nouveau pavillon universitaire. Toutefois, le coût de transformation de la résidence freine l'adoption d'un tel projet.
En mai 2000, un mémoire de quatre étudiants du MBA à l'UQAM remet en question l'idée du CUSM de convertir les propriétés de l'hôpital Royal Victoria en condos de luxe. Quant à Ravenscrag, les étudiants proposent plutôt « de transformer le Allan Memorial Institute, autrefois Ravenscrag, la plus belle propriété de Montréal au XIXe siècle, en un Relais Hôtel et Château du mont Royal. Ainsi, le public pourrait se restaurer dans un restaurant panoramique à 50 mètres du chemin Olmsted ».
Le 25 mai 2000, le journal Le Devoir fait état du manque d'entretien des propriétés de l'université McGill, dont plusieurs des anciennes maisons bourgeoises reconverties du Mille carré doré. On mentionne notamment que « le Gate House de la résidence de Sir Hugh Allan, Ravenscrag, se trouve dans un état terrible ».

Le 8 novembre 2000, le CUSM annonce qu'il tiendra une consultation publique sur l'avenir notamment des terrains et édifices de l'hôpital Royal Victoria après son déménagement prévu pour 2005. Cette consultation se tient les 15 et 16 janvier 2001, sous la direction d'un comité indépendant formé des avocats Roy L. Heenan et Michel Yergeau, ainsi que de la sénatrice Joan Fraser. Ces derniers déposent leur rapport en avril 2001. Concernant les bâtiments et le terrain de l'institut Allan Memorial, ils recommandent notamment : 

« que toute réutilisation de ces bâtiments doit être conçue de manière à assurer une meilleure accessibilité et une meilleure perméabilité entre la cité et le parc. Cela peut se faire par l’ajout de points d’accès publics par l’aménagement de sentiers pédestres et cyclistes, une signalisation et la restitution au parc de certains espaces qui sont actuellement occupés par des terrains de stationnement [...] et qui deviendront des espaces verts supplémentaires. Il va sans dire qu’aucun projet ne devrait être autorisé sur ces terrains, ni aucun ajout qui aurait pour effet d’accroître les obstacles physiques et visuels entre le parc et la cité. »

Le 9 mars 2005, le gouvernement du Québec crée par décret le site patrimonial du Mont-Royal,. En vertu de ce décret, le domaine de Ravenscrag fait partie de cette zone protégée.
En mai 2006, l'hôpital Royal Victoria reçoit un avis de la Ville de Montréal de supprimer temporairement une cinquantaine de places de stationnement qui bordent un muret qui menace de s'effondrer, le temps de procéder à la réfection de ce muret protégé. Selon Antonin Bouchard, alors ingénieur responsable de la planification des travaux à l'hôpital, « le muret, qui nécessite des travaux de près d'un million de dollars, est [...] loin dans les priorités de l'établissement. [...] On a donc décidé de transformer un terrain gazonné [de l'institut Allan Memorial] en stationnement ». Toutefois, comme qu'il s'agit d'une zone protégée et que l'institution n'a fait aucune demande officielle aux instances gouvernementales appropriées, l'hôpital « a violé la Loi sur les biens culturels du Québec [...] et risque des sanctions gouvernementales sévères ». Le 22 juin 2006, on annonce que le stationnement illégal est démantelé : les matériaux ont été retirés et du gazon a été semé à l'endroit concerné.
Le 6 juin 2013, l'université McGill annonce son intérêt d'acheter les édifices et terrains de l'hôpital Royal Victoria qui doit déménager en 2015 au nouveau site du CUSM. Dans son plan, elle garderait une vocation en santé mentale pour les édifices du domaine de Ravenscrag (maison, écurie et maison de gardien).
Le 31 mars 2014, le Groupe d'experts sur l'avenir des bâtiments hospitaliers excédentaires de Montréal recommande notamment au gouvernement du Québec de « céder à l'Université McGill l'ensemble de la propriété, y inclus l'institut Allan Memorial, selon un processus et des modalités qui restent à négocier ».
Le 26 avril 2015, l'hôpital Royal Victoria déménage ses derniers patients au nouveau site du CUSM. Quelques services de l'ancien institut Allan Memorial restent cependant sur place, dont les services ambulatoires en psychiatrie du CUSM.

En 2018, le ministère de la Culture et des Communications du Québec publie son plan de conservation du site patrimonial du Mont-Royal. Ce dernier cite les orientations de conservation favorisées par le ministère à la suite d'une consultation publique. Ce plan « est destiné à guider les décisions du ministre dans l'exercice des pouvoirs qui lui sont conférés en vertu des articles 64 et 65 de la Loi sur le patrimoine culturel ». Quant à Ravenscrag, le plan de conservation confirme que les bâtiments et le terrain du domaine font partie du site patrimonial du Mont-Royal. Toutefois, il ne précise pas les éléments à conserver. Dans la liste des orientations s'appliquant à l'ensemble du site patrimonial, une orientation est particulière notamment à Ravenscrag : 

« 170. Dans le secteur du Mille carré, favoriser le maintien de témoins de l’organisation pavillonnaire propre aux villas du XIXe siècle, dont les dépendances, ainsi que de leur aménagement paysager, dont les arbres ornementaux sur gazon, les sentiers, les murs, les murets, les escaliers et les terrasses. »

Toujours en 2018, le gouvernement du Québec « charge la Société québécoise des infrastructures (SQI) [...] d’organiser la requalification du site entier [de l'ancien hôpital Royal Victoria et de l'institut Allan Memorial] au moyen d’un Plan directeur d’aménagement ».
Le 29 août 2019, la Ville de Montréal publie son « énoncé de l'intérêt patrimonial du site de l'institut Allan Memorial (Ancienne villa Ravenscrag) ». Dans cet énoncé, la Ville établit la valeur qu'elle accorde à différents éléments du domaine de Ravenscrag. Elle accorde par exemple une valeur architecturale et artistique à la « qualité exceptionnelle de la conception architecturale et constructive de la villa, des écuries, de la maison du gardien et du mur d’enceinte, leur grande beauté et leur représentation de l’opulence du Mille carré ». À l'intérieur de la résidence, elle accorde notamment une valeur artistique au « formidable meuble de la bibliothèque » ainsi qu'au « décor intégrant de la dorure et les rosaces richement sculptées aux plafonds d’origine de la salle de bal (dissimulés au-dessus d’un plafond suspendu) ». Par contre, cet énoncé n'accorde pas de valeur artistique aux toiles marouflées de l'artiste peintre Giuseppe Guidicini du grand salon et de la bibliothèque (cachées derrière une couche de peinture), ni à l'ancienne table de la salle à manger probablement de la compagnie J. & W. Hilton, entreposée dans la bibliothèque, achetée par l'hôpital Royal Victoria le 19 novembre 1940 lors de la vente aux enchères,, ni au portrait sur toile de Lady Marguerite Ethel Allan peint par l'artiste Robert Harris situé dans le hall d'entrée.
Le 26 mai 2020, le centre universitaire de santé McGill corrige l'acte de propriété du site de Ravenscrag : l'entité juridique de l'ancien hôpital Royal Victoria lui cède officiellement le site de Ravenscrag.
Le 13 avril 2021, le Conseil du patrimoine et le comité Jacques-Viger de la Ville de Montréal sont appelés à se prononcer sur un projet de règlement modifiant le plan d’urbanisme de la Ville ainsi que sur un projet de règlement visant le site de l’ancien Hôpital Royal Victoria et de l’Institut Allan Memorial. Ces organismes émettent ensemble 19 recommandations, notamment de « réaliser un inventaire exhaustif des éléments d’intérêt patrimonial situés à l’intérieur des constructions existantes pour l’ensemble du site » et « ajouter au projet de règlement des dispositions relatives à leur protection ».

### 2021 à nos jours: nouveau pavillon universitaire Royal Victoria
Le 21 mai 2021, la SQI dépose son Plan directeur d’aménagement du site de l’ancien Hôpital Royal Victoria et de l’institut Allan Mémorial, qui inclut le projet de pavillon universitaire Royal Victoria, surnommé le « Nouveau Vic », de l'Université McGill. Cependant, afin que ce plan soit validé par la Ville de Montréal, deux projets de règlement doivent être adoptés au préalable, exigeant ainsi la tenue d’une consultation publique, dont les travaux débutent en août 2021.
Le 16 novembre 2021, l’université McGill annonce qu'elle pourrait autoriser des fouilles sur le site de l’ancien institut Allan Memorial, afin de vérifier la présence de sépultures autochtones non marquées, à la suite d'allégations d'un groupe de femmes mohawks selon lesquelles des corps d'enfants autochtones auraient été enterrés autour du site, à la suite d’expériences psychiatriques menées entre 1954 et 1963. À ce sujet, le 30 mars 2022, six mères mohawks de Kahnawake « lancent une poursuite civile en Cour supérieure du Québec dans l'espoir de faire suspendre les travaux de l'ancien hôpital Royal Victoria et de l'Institut Allan Memorial » et « de fournir les ressources nécessaires à une enquête immédiate et approfondie sur le site de l'institut Allan Memorial ».
Le 11 mai 2022, l'Office de consultation publique de Montréal (OCP) dépose son rapport de la consultation publique sur les projets de règlements visant à permettre la mise en œuvre du Plan directeur d’aménagement du site de l’ancien Hôpital Royal Victoria et de l’institut Allan Mémorial de la SQI. Dans ce rapport, 
l'OCP recommande notamment « que la Ville s’assure que l’extérieur de la villa Ravenscrag soit restauré conformément à son apparence d’origine ». Il rajoute même que « tout projet futur devra inclure une restauration [du mur d'enceinte et ses portails] ». Cependant, l'Office ne recommande pas expressément la restauration ou restitution d'éléments d'architecture ou de décor de l'intérieur de la résidence. Somme toute, l'OCP « recommande d’aller de l’avant avec le réaménagement du site de l’ancien hôpital Royal Victoria par l’Université McGill ».
Au courant de l'été 2022, les travaux de réaffectation du site débutent. Des fouilles archéologiques sont effectuées parallèlement par l'entreprise Arkéos à divers endroits sur l'ancien site de l'hôpital Royal Victoria et de l'institut Allan Memorial.
Le 27 octobre 2022, un juge de la Cour supérieur ordonne à la SQI et l'Université McGill l'arrêt de tous travaux sur le site de l’ancien Hôpital Royal Victoria et de l’institut Allan Mémorial, et demande aux parties de préparer un plan de recherche des sépultures anonymes.
Le 29 novembre 2022, les projets de règlements no 21-032 et no 04-047-223 visant à permettre la mise en œuvre du Plan directeur d’aménagement du site de l’ancien Hôpital Royal Victoria et de l’institut Allan Mémorial de la SQI sont adoptés par le Conseil de la Ville de Montréal,.
Le 4 avril 2023, le centre universitaire de santé McGill cède le site de Ravenscrag à la Société québécoise des infrastructures, conformément à la recommandation de 2014 du Groupe d'experts sur l'avenir des bâtiments hospitaliers excédentaires de Montréal,. Le CUSM reste cependant locataire jusqu'au 2 avril 2028,.
Le 20 avril 2023, la Cour supérieure entérine une entente signée le 6 avril 2023 notamment par le regroupement des Mères mohawks, la Société québécoise des infrastructures, l'Université McGill et la Ville de Montréal. Selon l'entente, les fouilles archéologiques seront supervisées par un panel d'expert de trois archéologues, eux-mêmes secondés par un archéologue mohawk.
Le 14 septembre 2023, les Mères mohawks demandent à nouveau à la Cour supérieure de faire interrompre les travaux le site de l’ancien Hôpital Royal Victoria et de l’institut Allan Mémorial, car les conditions de l'entente signée le 6 avril dernier n'auraient pas été respectées, notamment la supervision des fouilles archéologiques par un panel d'experts en archéologie. Le 20 novembre 2023, la Cour supérieure donne en partie raison aux Mères mohawks et oblige notamment la SQI et l'université McGill à respecter la condition de l'entente entérinée le 20 avril dernier et à faire superviser les fouilles archéologiques par un panel d'experts en archéologie. Une décision infirmée le 16 août 2024 par la Cour d'appel du Québec qui considère que le juge de première instance « a mal compris l'étendue de son pouvoir de rendre des ordonnances de sauvegarde » et qu'il « s'est approprié le pouvoir de superviser l'application de l'accord sans véritable débat sur le fond ».

## Maison

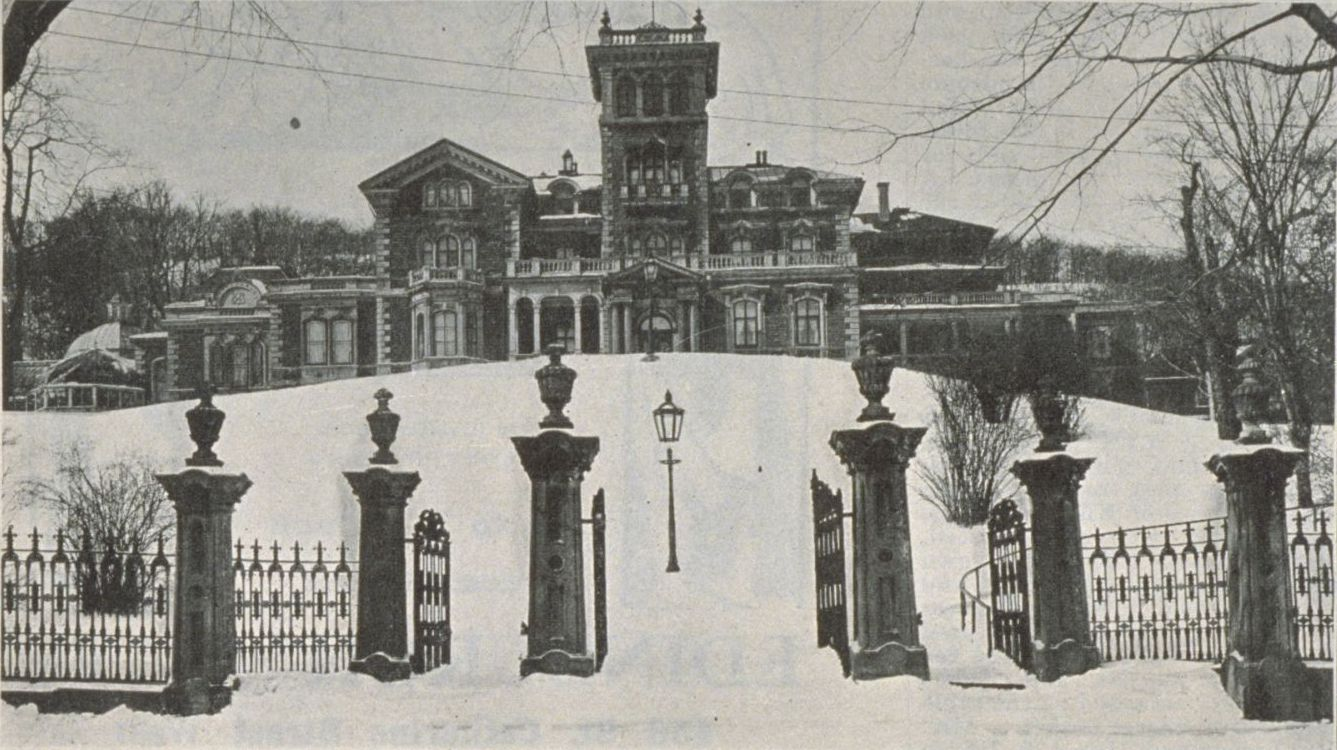
La grille monumentale d’accès à Ravenscrag (1913)

La maison Ravenscrag fait partie de l’ancien domaine de Hugh Allan qui comprend aussi l'écurie et la maison du gardien. Ce domaine est d’une superficie d’environ 36 760 m2. L'édifice est environ 25,6 m (84 pieds) de large et a près de 18,3 m (60 pieds) de profondeur, excluant le quartier des domestiques.
La maison est située sur un vaste terrain en pente et sa construction n’a pas été « spécialement adaptée au relief de l’emplacement et aurait tout aussi bien pu se situer sur un terrain plat ou au sommet d’une falaise », le style architectural étant de plus grande importance à l’époque victorienne que l’intégration du bâtiment au site. D’ailleurs, suivant les principes de l’architecture victorienne, la conception architecturale du bâtiment n’a pas été imaginée pour combiner la maison à son environnement, la nature ayant plutôt sa place dans la serre. Sinon, cette combinaison n’aurait été considérée que pour accentuer l’image pittoresque de la résidence, image tant recherchée à cette époque,. Cette résidence, placée sur une pente du mont Royal, domine le réservoir McTavish et offre une vue privilégiée de la ville, du fleuve Saint-Laurent et même des montagnes du Vermont.
L'origine du nom « Ravenscrag », signifiant « colline du corbeau » ou littéralement « rocher escarpé au-dessus d'un ravin », qui est attribué à l'édifice et au domaine en général, est imprécise. Dès 1864, l'annuaire Lovell donne comme adresse pour Hugh Allan « Ravenscraig, head of McTavish », c'est-à-dire « Ravenscraig, tout en haut de la rue McTavish », démontrant que le choix du nom provient de la volonté de Hugh Allan. Par contre, la raison du choix est incertaine. Selon un article paru le 14 novembre 1940 dans The Montreal Star, Hugh Allan baptise sa résidence « Ravenscrag » à l’instar du château de Ravenscraig (en) construit pour Jacques II à Kirkcaldy en Écosse,. Bien que cette raison soient qualifiée parfois d'improbable, « ces références romantiques à d’anciens châteaux en ruines reliées au nom de la résidence des Allan pourraient s’inspirer de la simple, mais non moins majestueuse, mise en scène de la villa en pierre située sur un talus au sommet de la rue McTavish »,. Une étude historique publiée en 2019 avance aussi l'idée que « le nom ferait possiblement référence au mont Ravenscraig qui est situé près de Glasgow, ville d’enfance de Hugh Allan ».
L'ancien domaine de Hugh Allan fait l’objet de quelques mesures de protection. Le 15 décembre 1987, la Ville de Montréal a déclaré par règlement que le domaine Hugh-Allan est une partie intégrante du « site patrimonial du Mont-Royal »,,. Le 10 décembre 2004, la Ville a déclaré par règlement que le domaine intègre aussi le « secteur de valeur patrimoniale exceptionnelle Hôpital Royal Victoria ». Finalement, le 9 mars 2005, le gouvernement du Québec a déclaré par décret que ce domaine est également un élément protégé du « site patrimonial du Mont-Royal »,,,,.

### Extérieur

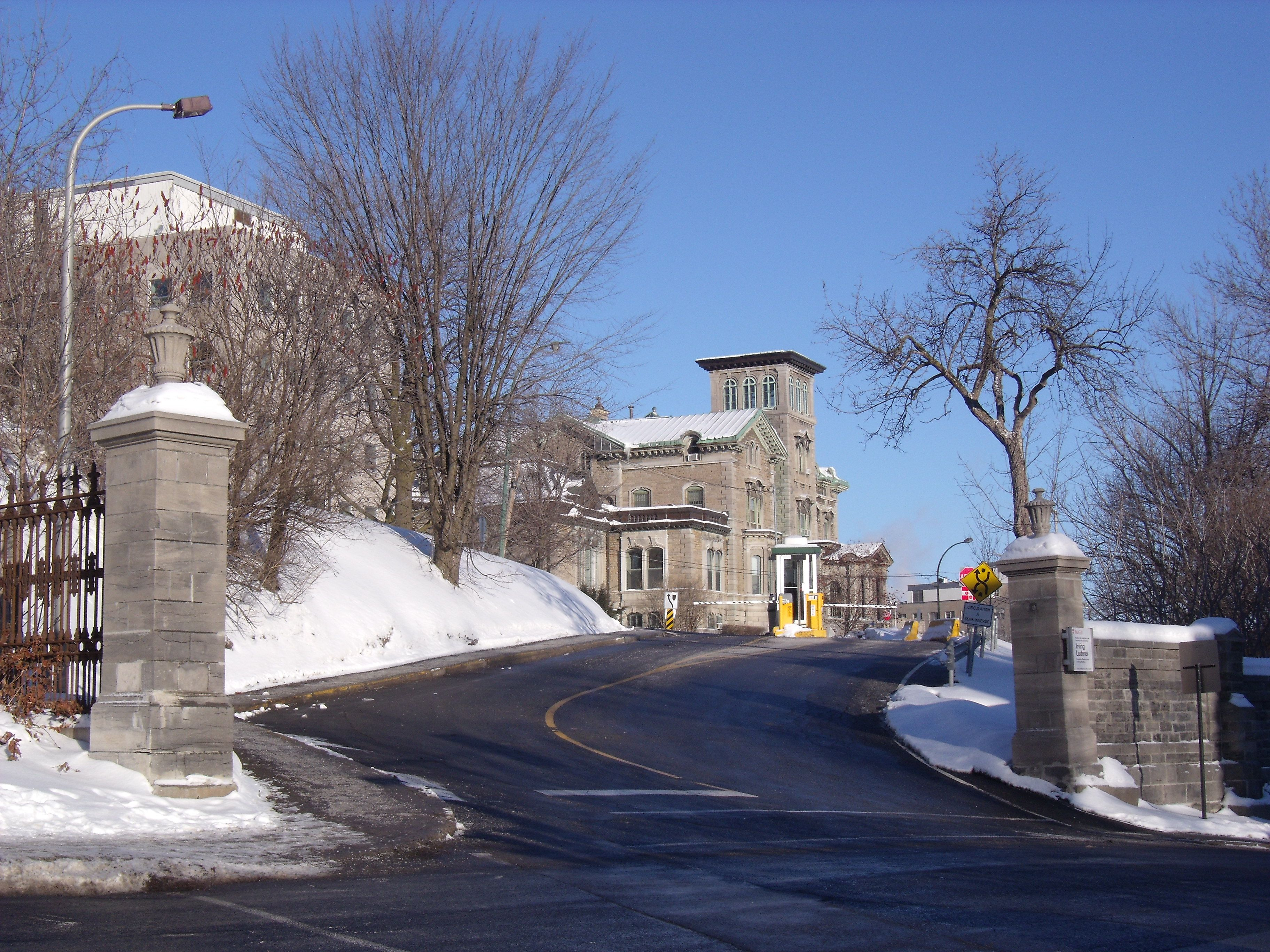
L’ancienne entrée des calèches depuis l’avenue des Pins Ouest (2012)

La maison est construite comme une villa ou une maison de campagne anglaise de style néorenaissance à l’italienne, en suivant les principes de l'architecture victorienne.
L’architecture extérieure de Ravenscrag répond aux exigences de l’image pittoresque tant recherchée à l’époque victorienne en exploitant l’asymétrie des façades et la surabondance des détails. Le choix du style néorenaissance à l’italienne est ainsi non sans raison : les multiples éléments architecturaux et décoratifs utilisés de la renaissance italienne, tels le campanile, la corniche à consoles, les chérubins ou les fenêtres de style palladien, permet d’atteindre de cette façon ce côté pittoresque si prisé,.
La résidence est en premier lieu caractérisée par cette tour ou ce campanile d’environ 23 mètres de haut (75 pieds) et d’une superficie de 1,86 m2 (20 pieds carrés) qui semble diviser la maison en deux. Tous les balcons d’origine qui figuraient sur la tour ont disparu et certaines des portes-fenêtres y donnant accès ont été murées en partie.
Autrefois, le mât à drapeau en fer qui était dressé sur le toit de la tour contrastait avec les façades en pierre bossagée de calcaire gris soulignées aux angles et autour des fenêtres par des pierres de taille. L’utilisation de ce style de façade pour une résidence privée était une première à l’époque, ce style étant plutôt réservé à la construction d’édifices religieux. De plus, ces murs furent conçus d’une « grande épaisseur » afin de combattre le dur climat hivernal de la région.
À la base de la tour se trouve le vestibule qui a été relié vers 1899 à l’ancien portique, créant l’illusion que la tour a reculé de plusieurs mètres,. Cet ancien portique, maintenant fermé aux intempéries, présente sur sa façade sud quatre marches menant à une porte à double battant. Cette porte est décorée notamment de caissons ornés d’une rosette en leurs centres puis entourée d’une moulure d’oves, de dards et de feuilles aux coins. Cette dernière est ensuite entourée d’une moulure de feuilles et de fruits ayant pour chaque croisée une décoration différente de feuilles et de fruits, de chérubins ou de têtes de lions.
La porte est ensuite prolongée par une fenêtre qui prend la forme de l’arc situé au-dessus. Cet arc qui présente une clé de voute constituée d'un mascaron représentant une figure féminine, est entouré par une moulure dite à « chapelet » puis d’une moulure d’oves et dards. De chaque côté de cette clé de voûte, se trouvent les lettres entrelacées des prénoms et noms de l’ancien propriétaire Hugh Montagu Allan, à droite, et de son épouse Margerite Ethel Allan (née MacKenzie), à gauche.
De chaque côté de la porte, un socle supporte une paire de colonnes. Les chapiteaux d’ordre dorique romain des colonnes sont couronnés d’un abaque carré supporté par une échine ornée de feuilles. Leurs gorgerins sont agrémentés de fleurs.
Ces colonnes supportent un fronton présentant en son centre ce qui semble être une tête de chien au-dessus duquel se trouve la devise en latin de la famille Allan « Spero », c’est-à-dire « espoir »,. Pour certains, cette devise démontrerait l’attention portée par la famille Allan à la misère humaine et leur bonne volonté d’améliorer les conditions de vie des miséreux. Pour d’autres, cette devise signifierait davantage pour Hugh Allan la valeur de la « détermination ».
La façade sud de la salle de bal est toujours couronnée du blason de Sir Hugh Allan. De plus, le toit mansardé de la salle de bal était autrefois recouvert d’une crête en fonte qui a disparu. L’ancien accès à la serre depuis la salle de bal a été aussi muré, à l’exception d’une ouverture pour permettre le passage au pavillon de recherche et de formation en psychiatrie Irving Ludmer.
Quant au toit, il est dit « à deux versants droits » ou « papillon » et est recouvert de tôles à baguettes.

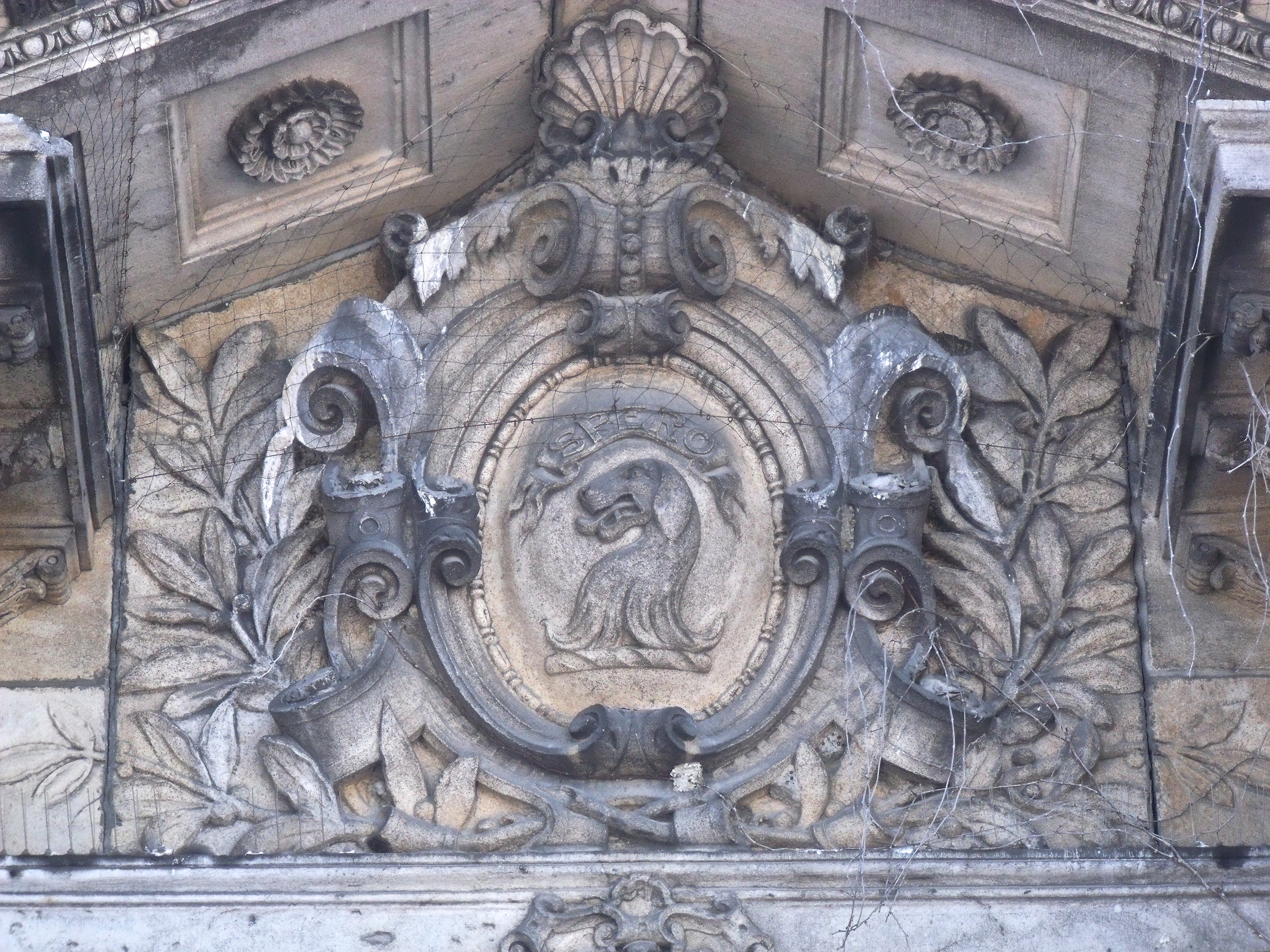
Tête de chien couronnée de la devise « Spero » de la famille Allan
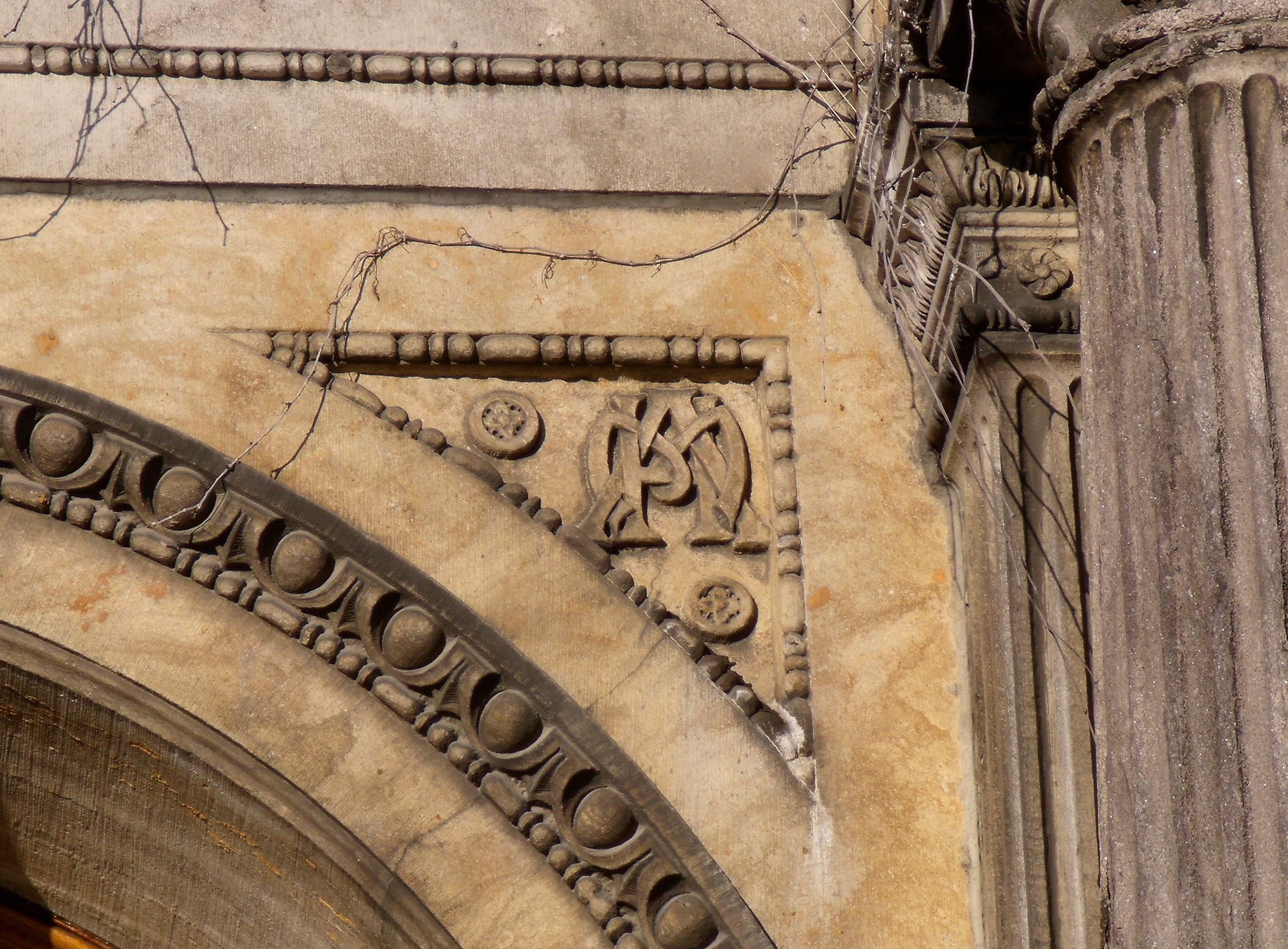
Lettres entrelacées « H », « M » et « A » pour Hugh Montagu Allan
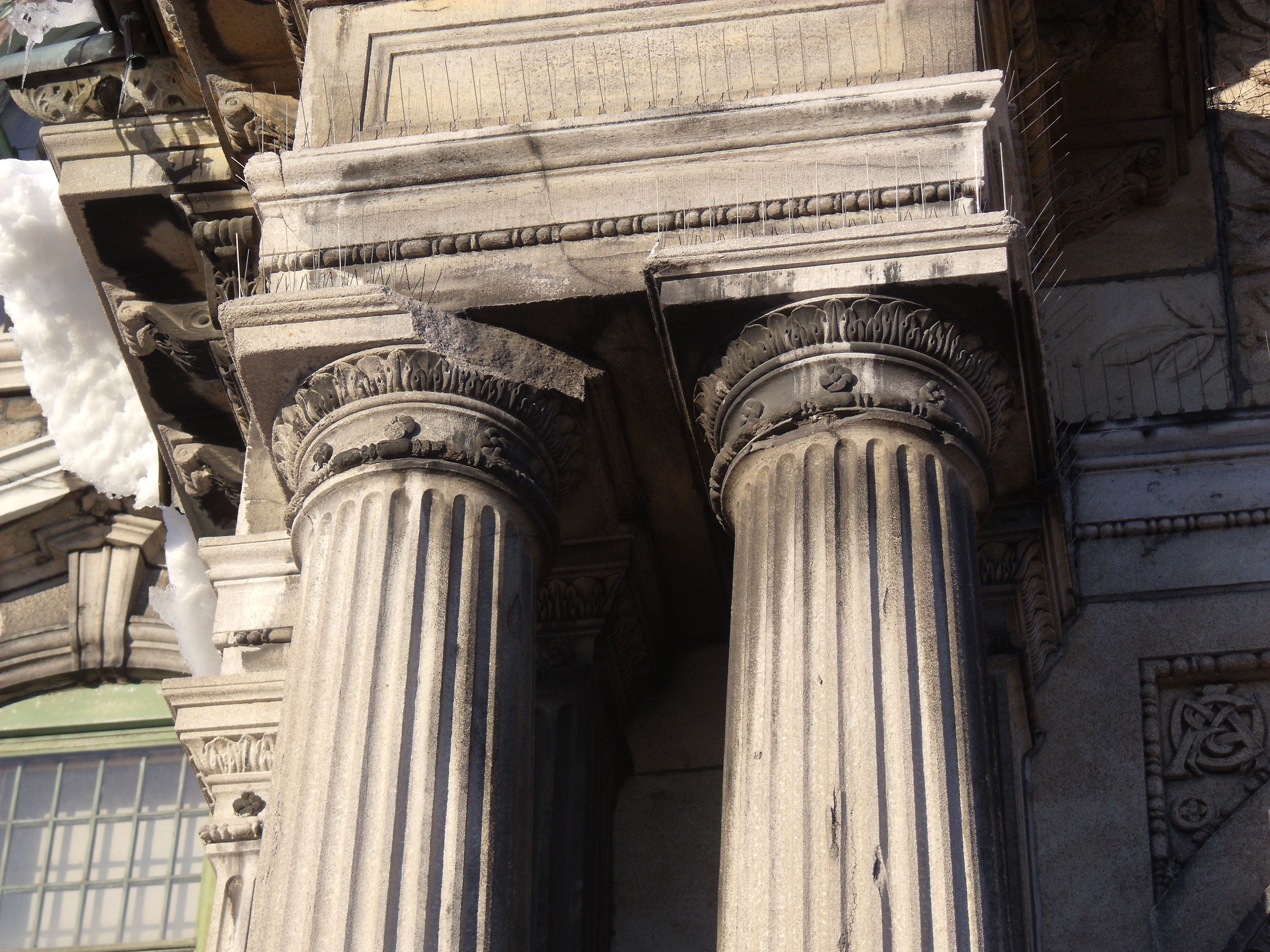
Détail des colonnes (2012)
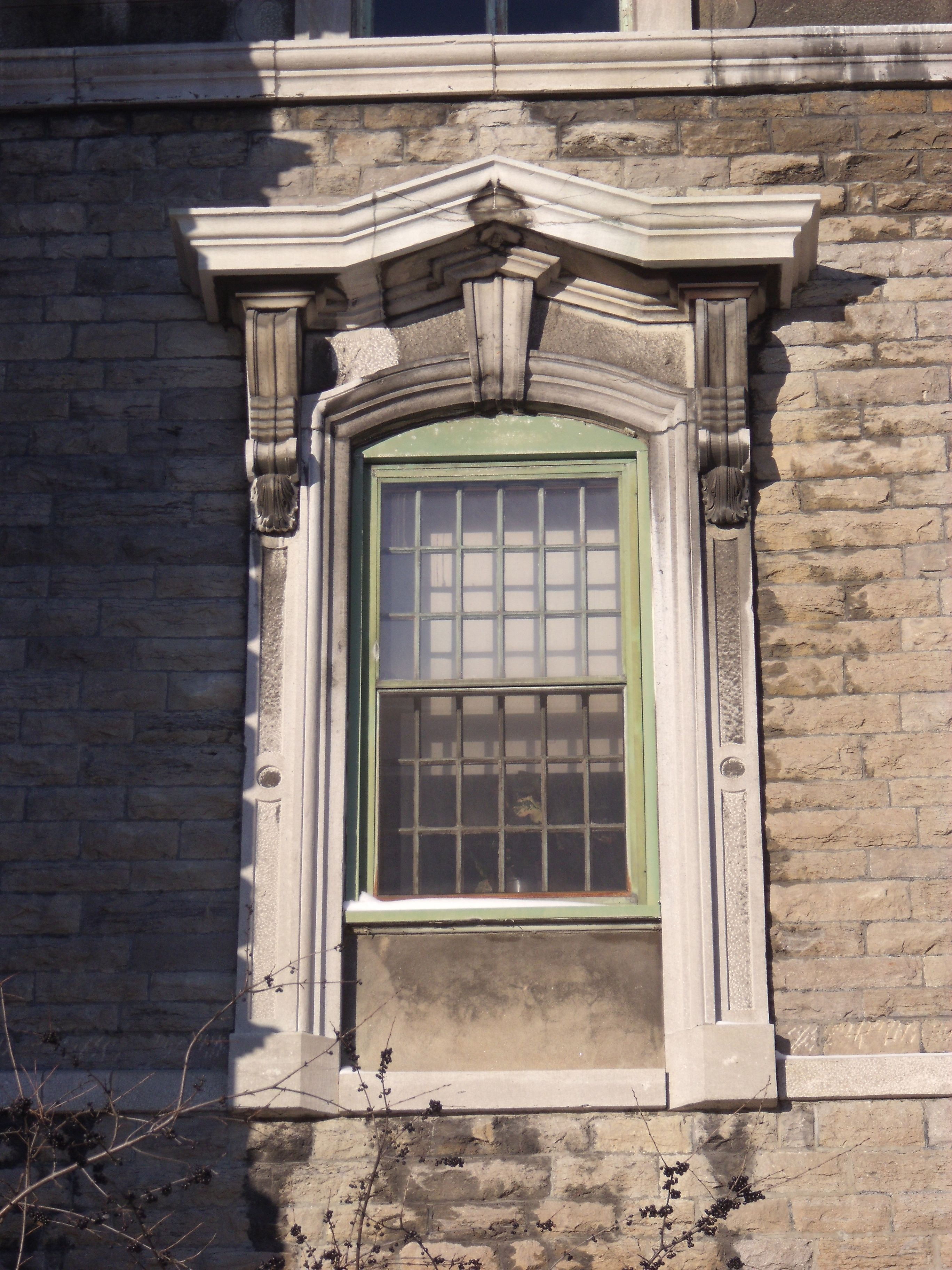
Fenêtre de style palladien (2012)
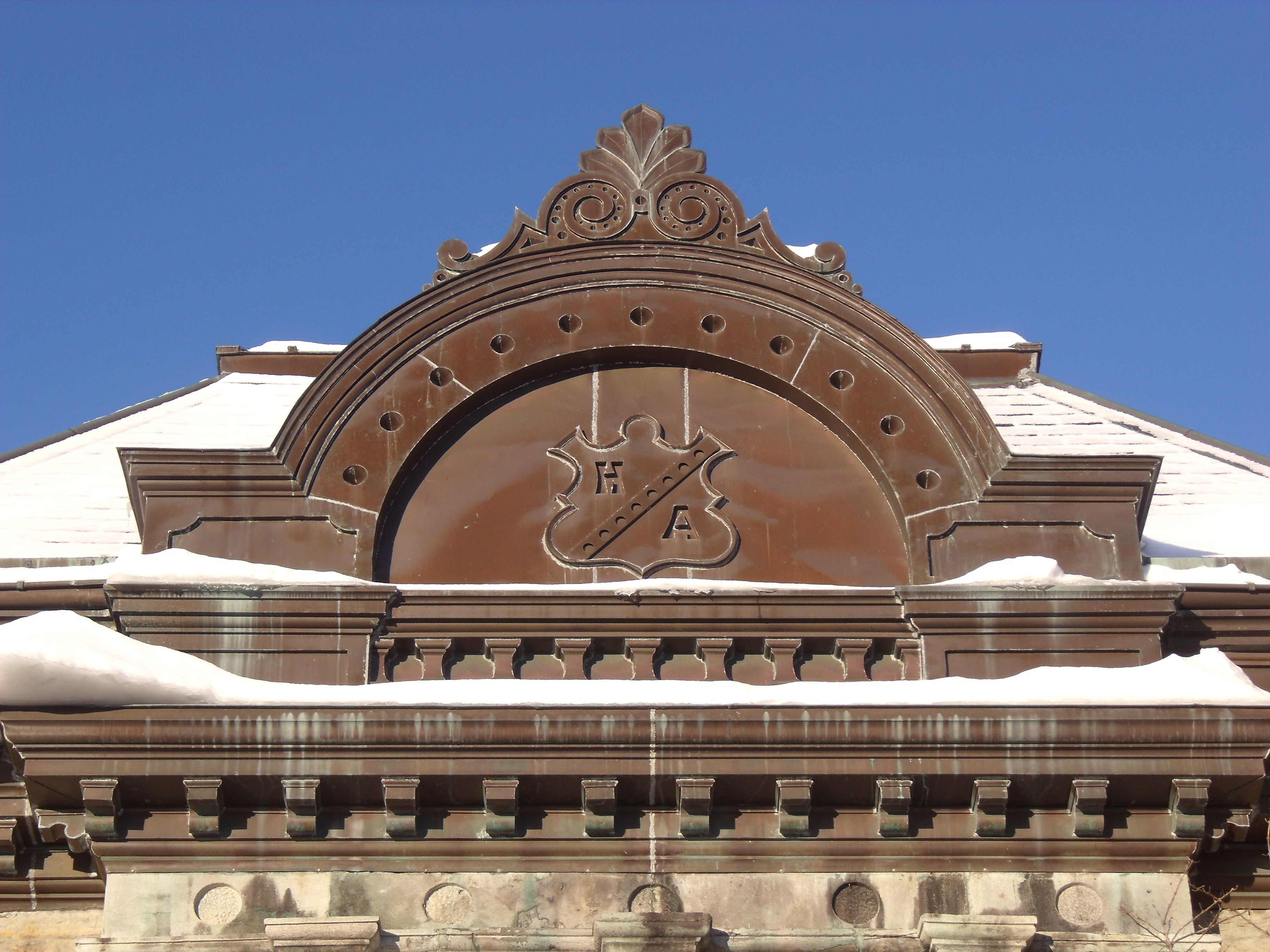
Blason de Sir Hugh Allan (2012)

### Intérieur
L’intérieur de la résidence comptait 34 pièces vers 1865, excluant le quartier des domestiques et les dépendances. La résidence et le quartier des domestiques possédaient ensemble une superficie de plancher (ou superficie habitable) d’environ 4 968 m2. À sa construction, la maison était pourvue de l’équipement le plus avancé de son temps, notamment en termes de plomberie et de chauffage. La maison est également conçue de manière à remplir une de ses fonctions principales, soit d’accueillir de grandes réceptions mondaines et de recevoir des invités de marque. Des salles de réception sont donc construites à cet effet, notamment la salle de bal. La superficie accordée aux salles de réception était de 256 m2, soit 14 m (46 pieds) de large et environ 18,3 m (60 pieds) de profondeur.
L’intérieur de la maison reflétait les goûts en vogue en Amérique du Nord à cette époque, soit l’utilisation de plusieurs styles artistiques européens de différentes époques afin de démontrer sa richesse et son pouvoir. La maison empruntait notamment le style néorenaissance italienne, le style Louis XV ou encore le style Second Empire français. Toutefois, l'interprétation de ces styles suivaient l’esprit éclectique et les principes du style victorien. La décoration intérieure faisait appel à des couleurs vives et à des éléments décoratifs rehaussés de dorure. Les photos prises du vivant de Hugh Montagu Allan sont les seuls témoins de ce à quoi pouvaient ressembler les pièces à son époque et à l’origine.
La décoration peinteEn 1863, l'artiste peintre Giuseppe Guidicini réalise les peintures sur toile marouflées d'au moins deux pièces de Ravenscrag, soient le grand salon et la bibliothèque,. Ces peintures illustraient des scènes mythologiques ou des scènes de la vie quotidienne. Aucune information ou étude n'existe cependant sur le registre iconographique des toiles de l'artiste. De plus, lors de la conversion de la résidence en institut psychiatrique en 1943, toutes ces peintures sur toiles ont été recouvertes de peinture blanche, rendant leur lecture impossible. Aussi, aucune information n'explique comment Hugh Allan a porté son choix sur cet artiste pour décorer sa résidence. Il est possible que Hugh Allan ait apprécié les décors réalisés par l'artiste à la Victoria Mansion à Portland lors d'un de ses voyages d'affaires. En effet, Hugh Allan, dont la compagnie maritime desservait cette ville, s'y est arrêté au moins à une occasion entre 1860 et 1862. Encore, il est possible que Hugh Allan ait plutôt rencontré l'artiste à Montréal alors que ce dernier réalise notamment les décors temporaires de l'hôtel Cosmopolitan de la Place d'Armes à l'occasion du mariage d'Albert Edward, prince de Galles (plus tard le roi Édouard VII) et de la princesse Alexandra du Danemark (plus tard la reine Alexandra) le 10 mars 1863.
En 1872, en vue de la visite à Montréal du Comte de Dufferin, 3e gouverneur général du Canada, Hugh Allan décide de rehausser la décoration de la salle de bal. Il commande alors possiblement à l'entreprise de John McArthur d'exécuter les décors peints de cette pièce.

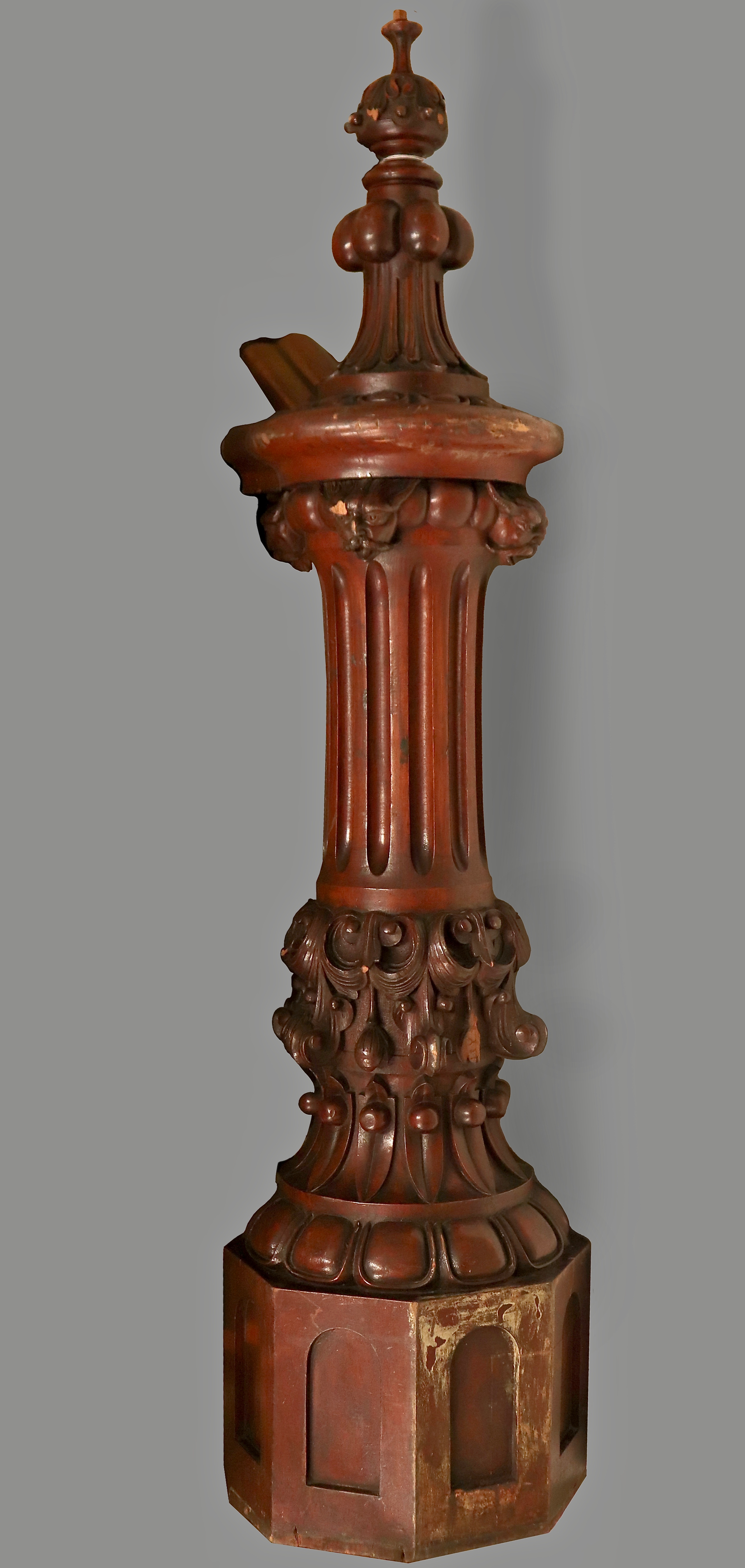
Pilier de départ du premier étage de l'escalier principal, par George Roberts vers 1862, conservé au MUMAQ - Musée des métiers d'art du Québec

Le décor sculpté Entre 1861 et 1862 (résidence principale), puis vers 1865 (salles annexes), l'entreprise de George Roberts réalise tous les ouvrages sur bois de l'édifice, de la charpente à la sculpture ornementale sur bois incorporée au bâtiment.
L'entreprise du décorateur Walter P. Scott de Montréal réalise à son tour les ouvrages sur bois du vestibule, du hall d'entrée, du petit vivoir et de la salle à manger lors des modifications apportées à la résidence en 1899,,.
Le mobilierPour meubler sa nouvelle résidence, il semble que Hugh Allan ait fait appel principalement à l'entreprise J. & W. Hilton de Montréal. En effet, un ouvrage publié par le Canada Railway Advertising Company en 1864 précise que c'est cette entreprise qui a « été employée pour meubler la bibliothèque de la splendide résidence de M. Hugh Allan sur la montagne ». D'ailleurs, l'ouvrage rajoute que « ceux qui sont qualifiés pour en juger ont déclaré que cet appartement particulier était, en ce qui concerne l'ébénisterie, le plus magnifiquement aménagé de toutes les bibliothèques privées du Canada ». Il est donc probable que cette entreprise ait meublé et décoré la plupart des pièces de cette résidence à cette époque.
L'ébéniste James Thomson de Montréal a peut-être également produit quelques meubles pour Ravenscrag. En effet, le 13 mars 1869, cet ébéniste signe une entente avec Hugh Allan qui fournit les capitaux nécessaires à la création d'une entreprise de fabrication de meubles.
L'entreprise du décorateur Walter P. Scott de Montréal a aussi probablement produit quelques meubles pour Ravenscrag lors des modifications apportées à la résidence en 1899, dont possiblement le buffet de style néo-renaissance de la salle à manger,,.
L'entreprise du décorateur W. Henry Bell des Bell's Galleries de Montréal a fourni des meubles pour Ravenscrag entre 1911 et 1913, dont possiblement des fauteuils de style Louis XVI pour le grand salon,.
En fait, il existe deux répertoires des biens meubles d’origine qui garnissaient jadis la maison : la liste des meubles de Ravenscrag faite lors de l'inventaire de la succession de Hugh Allan en janvier 1883, et la liste des meubles mis en vente par Hugh Montagu Allan lors de la vente aux enchères tenue les 18 et 19 novembre 1940 par la société Fraser Bros Ltd. Cependant, le premier répertoire ne mentionne pas le(s) fabricant(s) des meubles cités, et le deuxième n'est pas accessible puisqu'aucune bibliothèque publique ne possède de copie et la société de vente aux enchères a perdu tous les registres de la vente aux enchères réalisée en 1940 lors d’un feu qui a ravagé l’édifice de cette même société le 7 janvier 1942.
Les décors et la conversion en édifice hospitalier (1943)En 1943, le nouvel institut Allan Memorial procède à la conversion de la résidence en édifice hospitalier, selon les plans du cabinet d'architectes Lawson and Little,,,. À cette occasion, les décors peints du grand salon et de la bibliothèque sont recouverts d'une peinture blanche, alors que ceux du plafond de la salle de bal sont cachés derrière un faux plafond,. Quant au reste du décor, l'institut invite Jean-Marie Gauvreau de l'École du meuble de Montréal à venir récupérer gracieusement tous les éléments d'architecture de l'intérieur de Ravenscrag. Tous les éléments facilement démontables, tels que les portes, les colonnes, les encadrements et les dessus-de-porte en bois sculpté, ou encore, le garde-corps en métal forgé de la tribune des musiciens, sont alors récupérés et intègrent la collection, composant un groupe de centaines, voir de milliers d'objets. En 1958, l'École du Meuble devient l'Institut des Arts appliqués. Puis, en 1967, lors de la fondation des cégeps, l'Institut des Arts appliqués tombe sous l'autorité du cégep du Vieux Montréal et la collection Jean-Marie Gauvreau devient la propriété du ministère de l'Éducation. De 1984 à 1994, la collection devient la propriété du ministère de l'Enseignement supérieur et de la Science. Puis, de 1994 à 2005, la collection redevient la propriété du ministère de l'Éducation et de la Science. En 2005, ce dernier consent à donner la collection au Musée des maîtres et artisans du Québec, renommé Musée des métiers d'art du Québec en 2020. Cependant, les objets de la collection Jean-Marie Gauvreau provenant notamment de Ravenscrag n'ont pas tous un parcours identique. Après 1967, les objets de la collection sont entreposés dans plusieurs endroits différents. Certains sont entreposés au pavillon Hélène-de-Champlain, d'autres au pavillon du pont Jacques-Cartier, d'autres encore sont entreposés dans un entrepôt de la rue Notre-Dame Est à Montréal,. Au cours des années 1980, un « ménage » de la collection est effectué, c'est-à-dire que sous la direction notamment de Luc d'Iberville-Moreau et de Gérard Lavallée, une révision complète de la collection a lieu et plusieurs institutions se partagent les objets de la collection à cette occasion. Par exemple, en 1985, une partie de la collection est entreposée au Musée des arts décoratifs de Montréal. Puis, en 1987, une partie est entreposée au musée d'Art de Saint-Laurent. D'autres institutions héritent également d'objets de la collection, comme le Musée des Beaux-Arts de Montréal, la fondation MacDonald-Stewart, le musée McCord Stewart, le musée national des beaux-arts du Québec, ou encore le musée de la civilisation. Certains objets, sans identification de leur provenance et jugés en mauvaise condition ou sans intérêt, sont littéralement jetés ou donnés. Pour les objets de la collection provenant de Ravenscrag, Jean-Marie Gauvreau les aurait mal ou pas du tout pas identifiés lors de leur acquisition, rendant le suivi de leur parcours complexe. Néanmoins, le Musée des métiers d'art du Québec conserve une partie de ces objets qui sont entreposés dans un entrepôt sous la bibliothèque du Boisé de l'arrondissement de Saint-Laurent depuis 2013.

#### Sous-sol
Le sous-sol de la résidence avait à l’origine deux accès possibles : l’un depuis le passage provenant du quartier des domestiques à l’est, l’autre connectant avec l’extérieur depuis l’atelier à l’ouest. Selon les plans exécutés par les architectes Andrew Thomas Taylor et George William Gordon vers 1889, le sous-sol comptait, : une cave à vin, cinq entrepôts divers (Store rooms), quatre entrepôts à charbon (Coal rooms), un atelier (Work shop), trois chambres à coucher pour domestiques et un couloir reliant les pièces et menant au quartier des domestiques.

#### Rez-de-chaussée
L’étage noble, ou rez-de-chaussée de la résidence, avait à l’origine quatre accès possibles : l’un depuis l’entrée principale, l’un depuis la serre, l’un depuis l’arrière et l’un depuis le passage menant au quartier des domestiques. Le rez-de-chaussée comptait après 1899 : un vestibule, un hall d’entrée, un vestiaire (Cloakroom), un couloir, un petit salon ou vivoir faisant partie du hall d’entrée, attenant à la salle du petit-déjeuner, un office (pantry), une salle du petit-déjeuner (Breakfast room), une salle à manger, un petit salon de réception (Reception room), un grand salon (Drawing room) de style néorenaissance italienne, une bibliothèque (library), une salle de billard (Billard room), une antichambre attenante à la salle de bal, une salle de bal de style Second Empire français et une serre de trente mètres de long.
VestibuleConstruit vers 1899 selon les plans du cabinet d'architectes Taylor et Gordon, le vestibule est vaguement inspiré de la renaissance italienne. Il est principalement caractérisé par une arche supportée par deux colonnes doriques entre lesquelles passe un escalier qui permet d'accéder au hall d'entrée de l'étage noble. Le plafond vouté est à caissons dans lesquels se trouvent des roses de Lancastre, et possiblement une version stylisée de la primevère d'Écosse, sculptées sur bois. De part et d'autre de l'escalier se trouvent également deux niches. Le plancher est recouvert de tuiles en marbre. À l'origine, les murs étaient également tapissés de tentures et les fenêtres accueillaient des vitraux.
Hall d'entréeLe hall d'entrée est également vaguement inspiré de la renaissance italienne. Il a été construit à l'origine en 1862 selon les plans de Victor Roy du cabinet d'architectes William Spier & Fils. La décoration sculptée est alors confiée à l'entreprise du menuisier et ébéniste George Roberts. Vers 1899, l'ancien vestibule est fusionné au hall d'entrée, de même que l'ancienne salle d'étude (School Room) qui est convertie en petit salon. À cette occasion, quatre colonnes cannelées à chapiteaux d'ordre corinthien, identiques aux deux colonnes préexistantes de 1862, sont notamment ajoutées par l'entreprise en décoration de Walter P. Scott de Montréal,,. À l'instar du vestibule, le plancher est également recouvert de tuiles de marbre. Cette pièce contenait en 1883 notamment un luminaire suspendu en bronze et ses deux appliques murales assorties, six chaises en chêne, deux tables en chêne à dessus de marbre, deux groupes sculptés en bronze sur piédestal, sept peintures sur toile et une horloge sur pied en marbre noir avec appliques décoratives en bronze doré,,.

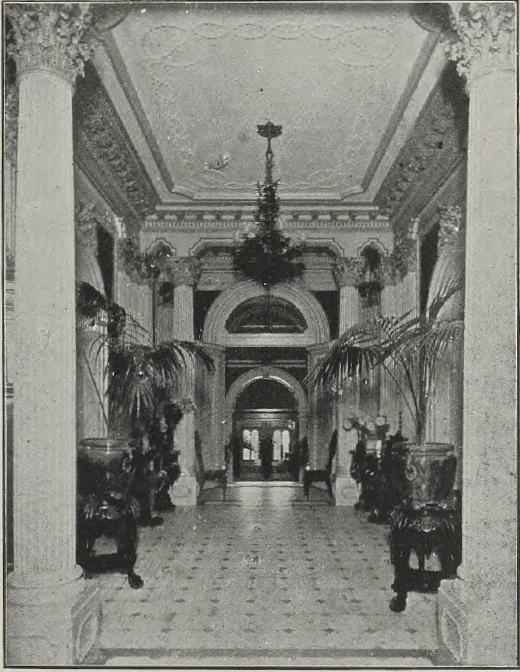
Hall d'entrée (1906)
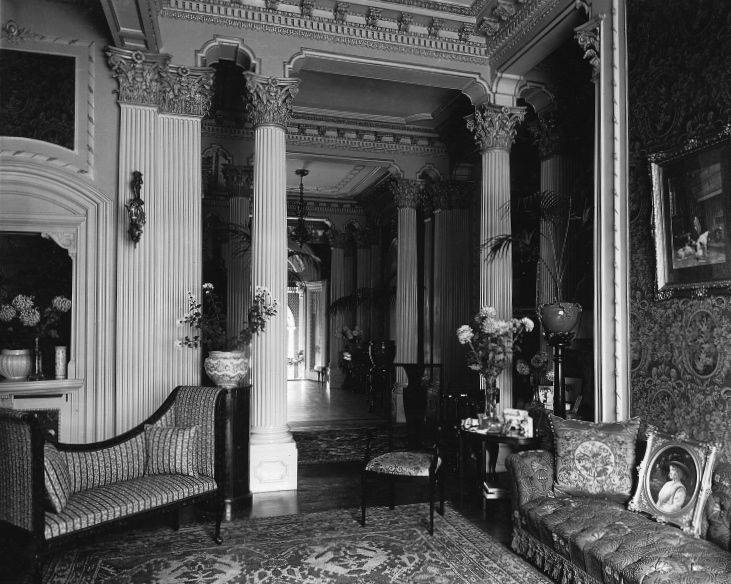
Hall d'entrée depuis le petit salon (1902)
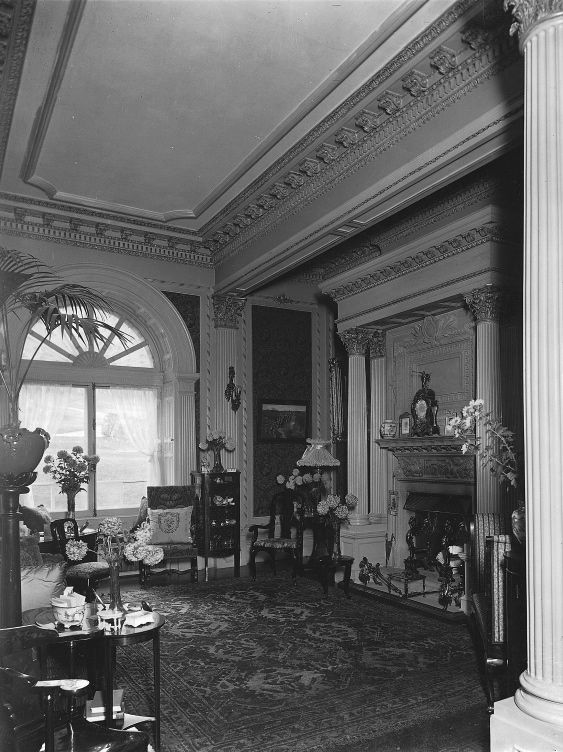
Petit salon (1902)

Petit salon ou vivoirSitué tout au fond du hall d'entrée, entre l'office et la salle du petit-déjeuner, le petit salon était à l'origine une salle d'étude (School Room) destinée à l'éducation à domicile des enfants de Hugh Allan,. Au décès de ce dernier en 1882, cette pièce semble avoir été convertie en une chambre à coucher. Puis, vers 1899, elle est fusionnée au hall d'entrée et devient un petit salon. Cette pièce est particulièrement caractérisée par le manteau de cheminée en pierre de Caen sur lequel est notamment sculptée la devise « Spero » de la famille Allan. Les murs sont tapissés de tentures flamandes.

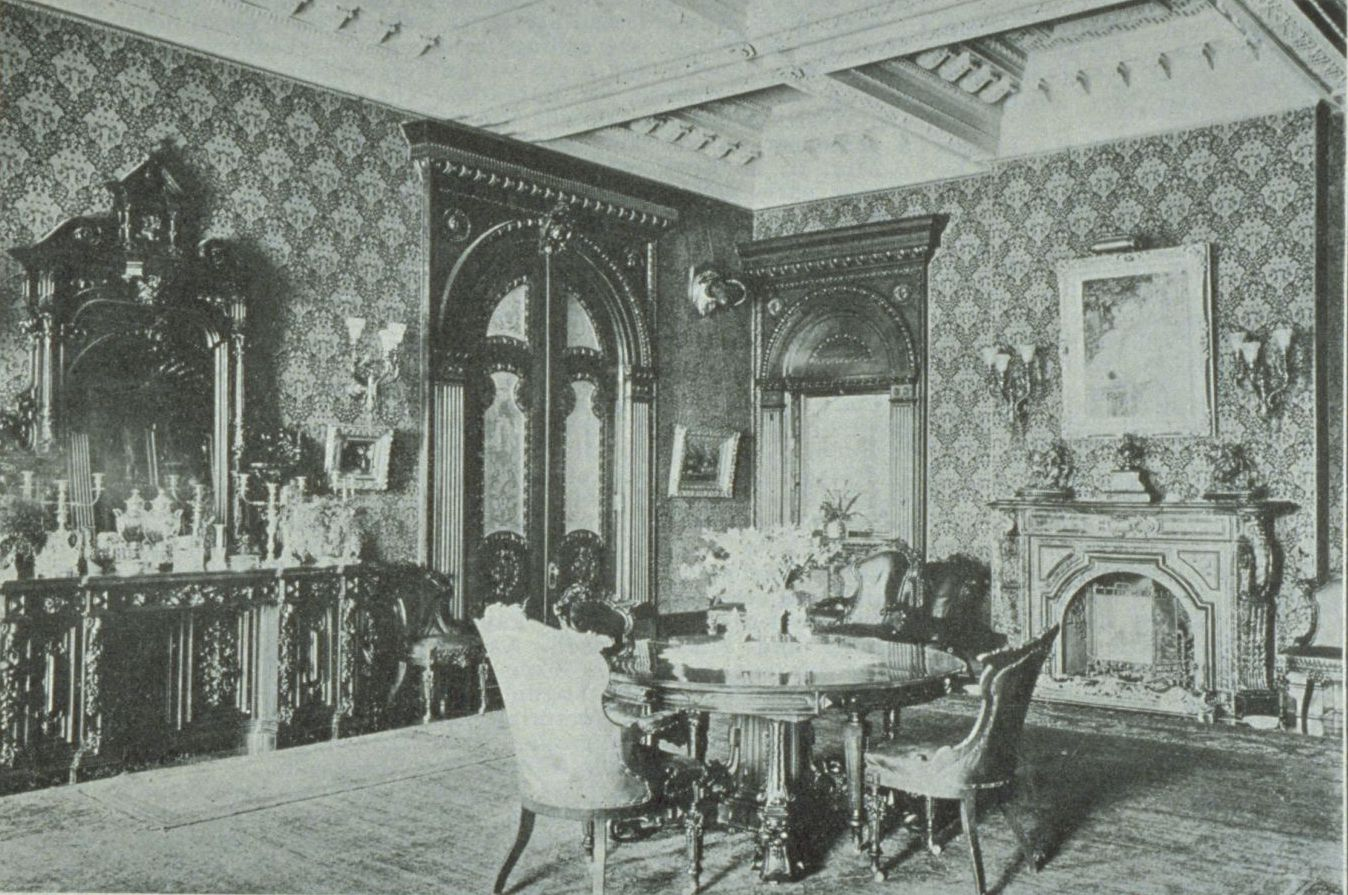
Salle à manger (1913)

Salle à manger Située à droite ou au nord-est du hall entrée, la salle à manger est construite à l'origine en 1862 selon les plans de Victor Roy du cabinet d'architectes William Spier & Fils. La décoration sculptée est alors confiée à l'entreprise du menuisier et ébéniste George Roberts. Vers 1899, cette pièce est agrandie d'environ 3 mètres (environ dix pieds) selon les plans du cabinet d'architectes Taylor et Gordon et son intérieur est « re-décoré » par l'entreprise de Walter P. Scott. Peu d'information existe la re-décoration de cette pièce à cette occasion. Selon un article paru le 8 mars 1913 dans The Saturday Mirror, il s'agit de la pièce qui « fait partie des appartements relativement re-décorés », mais cet article ne précise pas les modifications qui y ont été effectuées. Dans tous les cas, après 1899, le plafond est à caissons, les murs sont tapissés d'une tenture de soie aux couleurs vert et or et le manteau de cheminée est en marbre vert décoré d'appliques en bronze doré. La table et ses seize chaises en chêne sculpté recouvertes de cuir, achetées au temps de Hugh Allan, proviennent probablement de l'entreprise J. & W. Hilton de Montréal. D'autres meubles sont réalisés sur mesure lorsque la pièce est re-décorée vers 1899, comme c'est le cas du buffet de style néo-renaissance qui est couronné de la devise « Spero » de la famille Allan,,.
Salle du petit-déjeunerSituée au nord-est de la résidence, et adjacentes aux cuisines, la salle du petit-déjeuner est construite à l'origine en 1862 selon les plans de Victor Roy du cabinet d'architectes William Spier & Fils. Aucune information ne permet de décrire la décoration de cette pièce. Les plans d'architecture réalisés vers 1889 nous informent seulement qu'elle contenait une cheminée. Autrement, aucune photographie et aucun article de presse ne témoigne de la décoration de cette pièce. Comme il s'agit d'une pièce plutôt secondaire et réservée à la famille, il est possible qu'elle ait été décorée plus simplement que les autres pièces du rez-de-chaussée, à l'instar de la salle du petit-déjeuner de la maison George-Stephen de la rue Drummond à Montréal. Néanmoins, l'inventaire de la succession de Hugh Allan, réalisé en janvier 1883, qui liste notamment les meubles de cette pièce, permet de se donner une idée de comment elle était meublée à l'époque. Ainsi, elle contenait, entre autres, un luminaire suspendu en bronze et ses 4 appliques murales assorties, une table en noyer noir et ses huit chaises, deux buffets en acajou, deux fauteuils, un sofa et une horloge en marbre noir.
Salon de réceptionSituée au sud-ouest du hall d'entrée et précédant le grand salon, le salon de réception est dédié principalement à la réception des invités par les maîtres de maison lors d'évènements d'envergure, mais également à divertir un petit groupe d'invités lors de plus petites réceptions. Elle est construite en 1862 selon les plans de Victor Roy du cabinet d'architectes William Spier & Fils et la décoration sculptée est exécutée par l'entreprise du menuisier et ébéniste George Roberts. Aucune photographie ne témoigne de la décoration de cette pièce et aucune information n'indique si l'artiste peintre Giuseppe Guidicini y a exercé ses talents. Par contre, un article paru le 8 mars 1913 dans The Saturday Mirror décrit cette pièce comme étant « une charmante salle de réception décorée d'après le style général de l'époque dans de délicats tons de lavande et qui contient une belle cheminée en marbre de Carrare ». De plus, elle contenait notamment en 1883 un luminaire suspendu en cristal et ses deux appliques murales assorties, une gravure du portrait de Hugh Allan dans un cadre doré, deux peintures sur toile, deux bureaux en noyer noir, deux groupes sculptés en bronze, une horloge en marbre noir, sept chaises, plusieurs petites tables et une paire de rideaux en damas avec sa galerie en bois sculpté et doré,,.
Grand salonSuivant le salon de réception, le grand salon est construit en 1862 selon les plans de Victor Roy du cabinet d'architectes William Spier & Fils dans le style néorenaissance italienne. La décoration sculptée est alors exécutée par l'entreprise du menuisier et ébéniste George Roberts. En 1863, l'artiste peintre Giuseppe Guidicini réalise toutes les peintures sur toile marouflées de cette pièce,. Les luminaires suspendus en cristal et ses huit appliques murales assorties proviennent de la F. & C. Osler de Birmingham au Royaume-Uni. Le manteau de cheminée, en marbre de Carrare, a probablement été exécuté en 1862 par les sculpteurs montréalais Jules Souquère et Gervais Buffle (Souquère, Buffle & Co.),,. Plusieurs des meubles de cette pièce (chaises, fauteuils, sofas, buffets, miroirs, rideaux et leurs galeries en bois sculpté et doré) datent du temps de Hugh Allan et proviennent de l'entreprise J. & W. Hilton de Montréal,. De plus, entre 1911 et 1913, Montagu commande possiblement pour cette pièce des fauteuils de style Louis XVI au décorateur W. Henry Bell des Bell's Galleries de Montréal,.

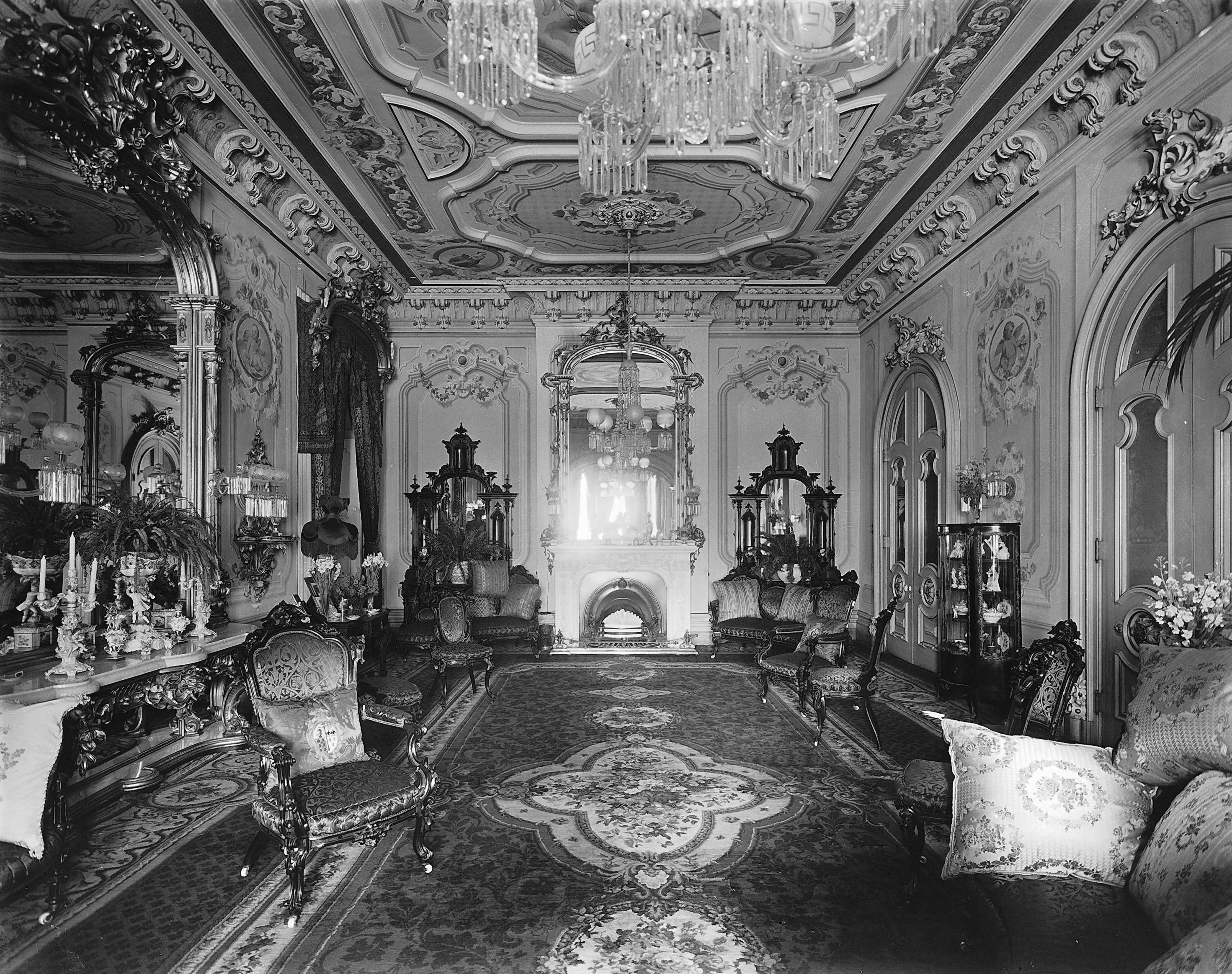
Le grand salon (1911)
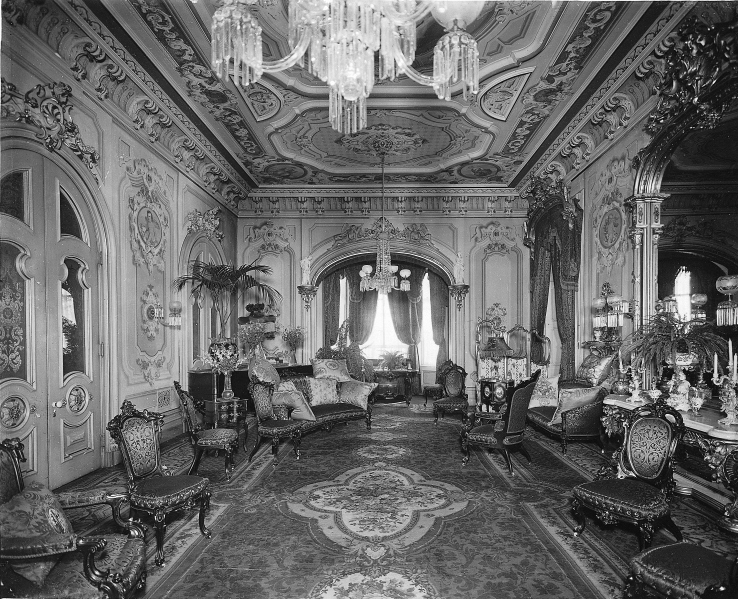
Le grand salon (1911)
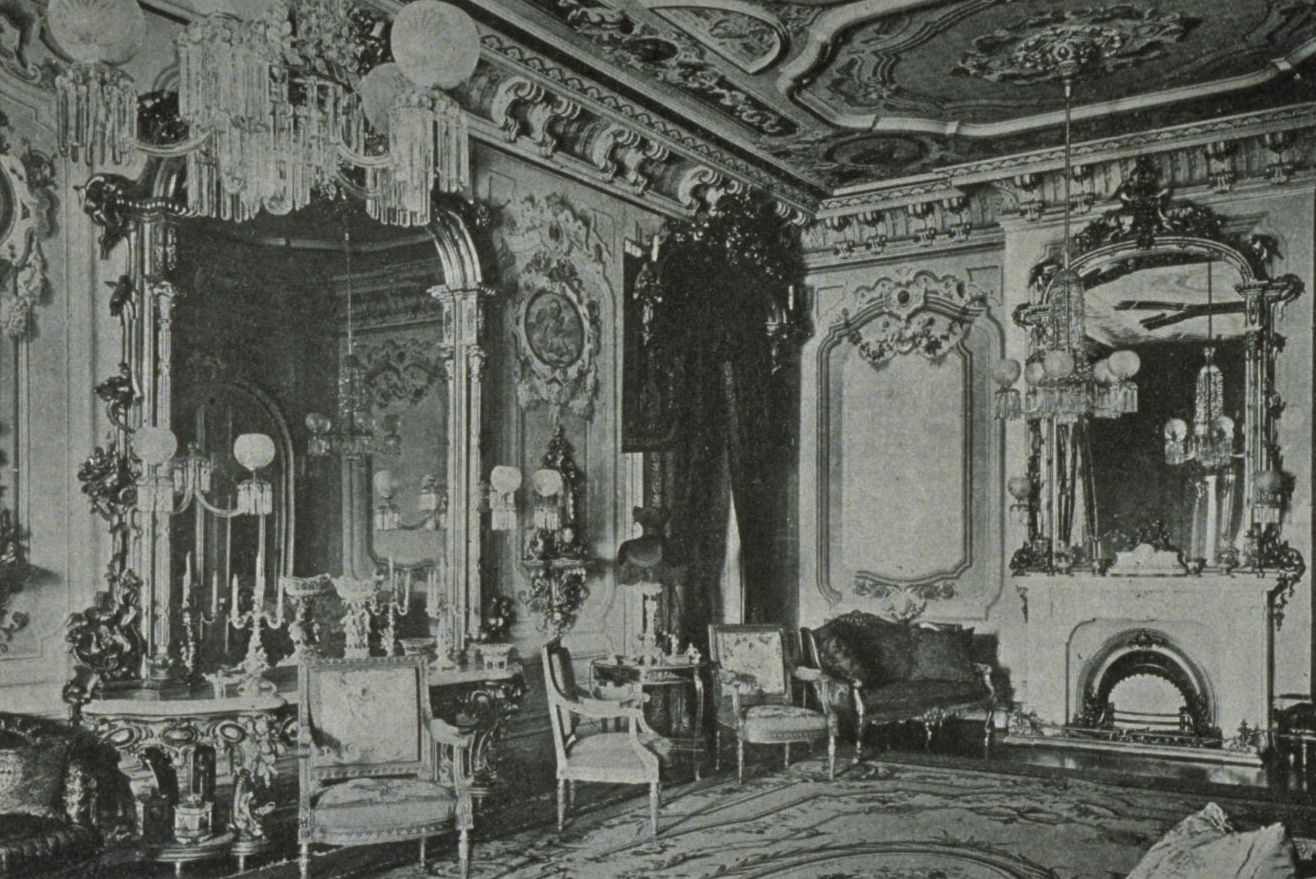
Le grand salon (1913)

Salle de billardSituée au sud-ouest du grand salon, la salle de billard est construite vers 1865 selon les plans de Victor Roy du cabinet d'architectes Fowler & Roy et la décoration sculptée est alors exécutée par l'entreprise du menuisier et ébéniste George Roberts. Aucune photographie ne témoigne de la décoration de cette pièce. Par contre, un article paru le 8 mars 1913 dans The Saturday Mirror décrit cette pièce comme étant « décorée dans des tons vert pâle et blanc avec du parquet au sol avec de lourdes tentures en soie aux agréables couleurs rouge et vert. ». De plus, l'inventaire de la succession de Hugh Allan, réalisé en janvier 1883, qui liste notamment les meubles de cette pièce, permet de se donner une idée de comment elle était meublée à l'époque. Ainsi, elle contenait, entre autres, une table de billard et ses accessoires, six peintures sur toile, un luminaire suspendu, quatre appliques murales en bronze, deux chaises et un sofa couverts de velours rouge, un tapis bruxellois et une paire de rideaux et sa galerie en bois sculpté et doré,.
Antichambre à la salle de balSituée au sud-ouest du grand salon et au nord-ouest de la salle de billard, l'antichambre de la salle de bal est construite vers 1865 selon les plans de Victor Roy du cabinet d'architectes Fowler & Roy et la décoration sculptée est alors exécutée par l'entreprise du menuisier et ébéniste George Roberts. Il s'agit d'une pièce destinée à mettre en scène la salle de bal, c'est-à-dire que lors qu'un invité la traverse depuis le grand salon, il découvre au gré de sa progression la salle de bal, plus grande de superficie et plus décorée. Elle est également utilisée comme une extension de la salle de bal lorsque cette dernière n'est pas assez grande lors d'évènements d'envergure. Elle contenait peu de mobilier « permanent », c'est-à-dire qu'elle était plutôt meublée selon le type de réception organisée. Elle contenait néanmoins une paire de rideaux et sa galerie en bois sculpté et doré.

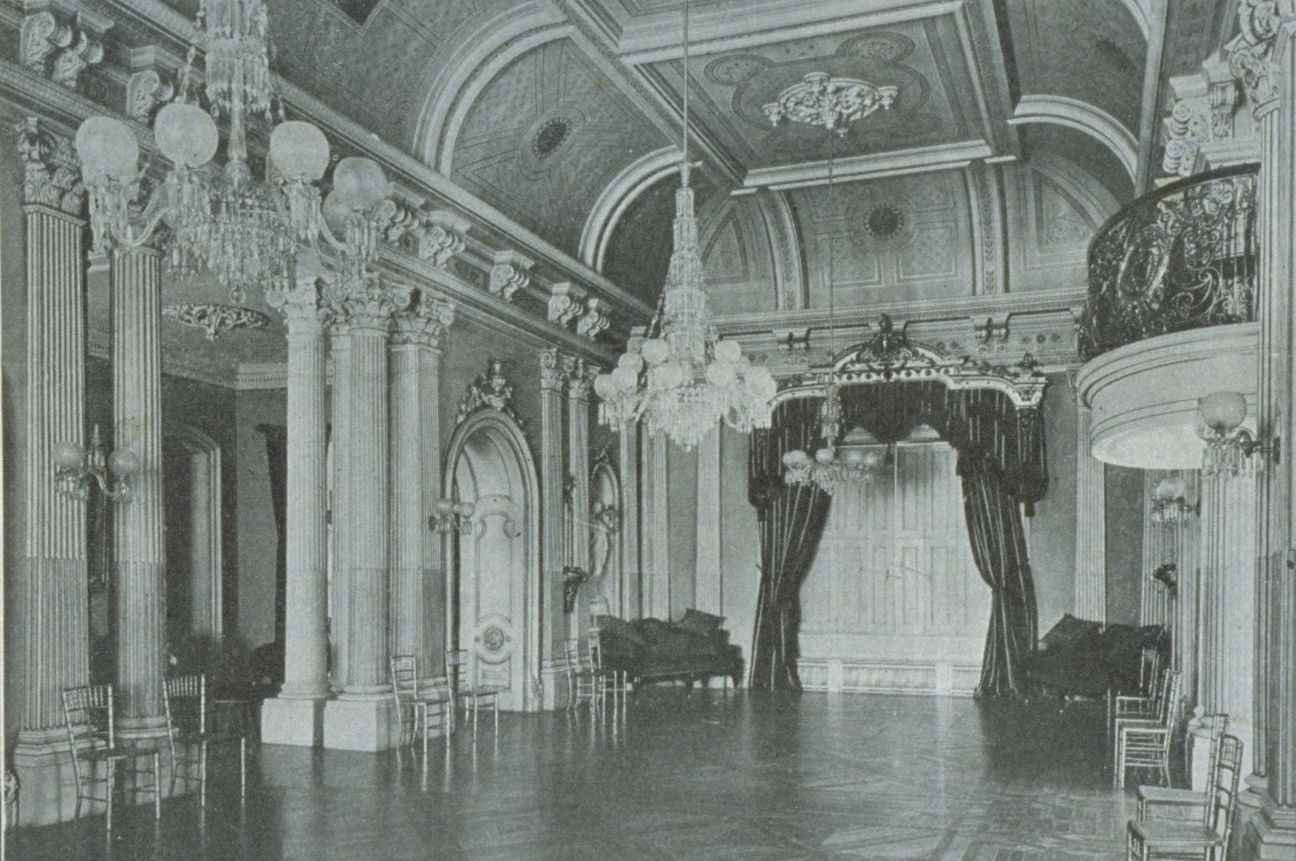
Salle de bal (1913)

Salle de bal Située au sud-ouest de l'antichambre et au nord-est de la serre, la salle de bal est la plus grande pièce de la résidence, tant qu'en superficie de plancher qu'en volume. Elle est construite vers 1865 selon les plans de Victor Roy du cabinet d'architectes Fowler & Roy qui s'inspire vaguement du style Second Empire français. La décoration sculptée est alors exécutée par l'entreprise du menuisier et ébéniste George Roberts. Quant à la décoration peinte, elle est plutôt exécutée en 1872 et est probablement l'œuvre de l'équipe de l'artiste peintre John McArthur.
La pièce est en premier lieu caractérisée par ces colonnes et pilastres cannelés et re-dentés à leurs bases à chapiteaux composites. Celles-ci sont peintes en blanc et rehaussées de couleurs et de dorure, et supportent une corniche à modillons. Le plafond est vouté et à caissons de formes irrégulières qui sont peints de formes géométriques dans différentes teintes de vert, jaune, rouge, bleu ou mauve, et parfois rehaussées de dorure. Certains caissons du plafond contiennent en leur centre des médaillons illustrant un portait de profil sur fond or, alors que d'autres contiennent plutôt des tableaux rectangulaires illustrant des allégories sur fond or, dont l'allégorie de la musique et de la danse. Au sud-ouest de la pièce, au-dessus de l'entrée de la serre, une tribune des musiciens pouvait accueillir un orchestre, et était particulièrement caractérisée par son garde-corps en fer forgé. La pièce contenait également quatre niches dans lesquelles se trouvait chacune une statue. Les trois luminaires suspendus en cristal, de même que toutes les appliques murales, proviennent de la F. & C. Osler de Birmingham au Royaume-Uni. Quant au mobilier, les chaises, fauteuils, sofas, miroirs, rideaux et leurs galeries en bois sculpté et doré datent du temps de Hugh Allan et proviennent probablement de l'entreprise J. & W. Hilton de Montréal,,.

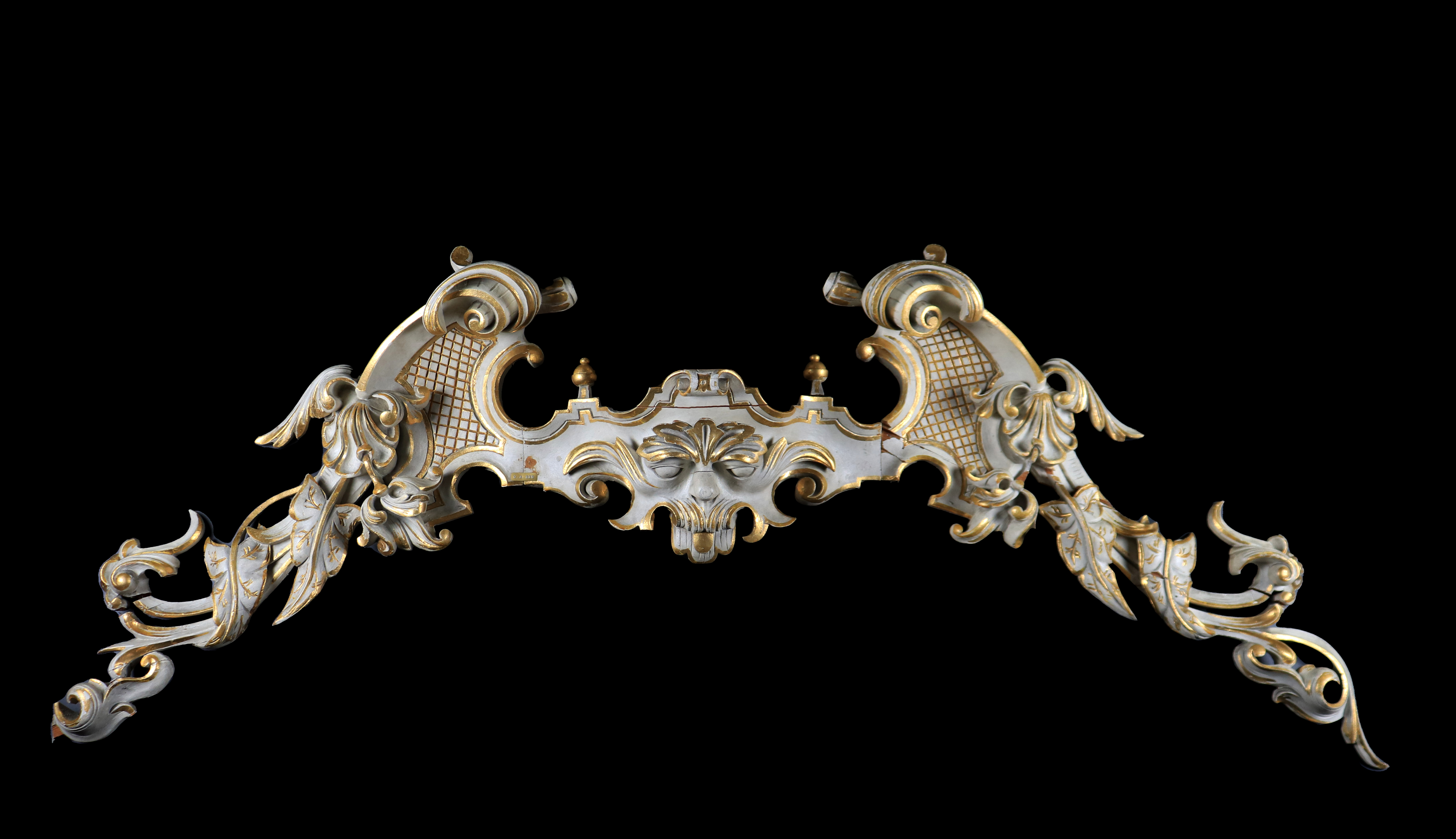
Dessus-de-porte de la salle de bal par George Roberts (vers 1865), conservés au MUMAQ
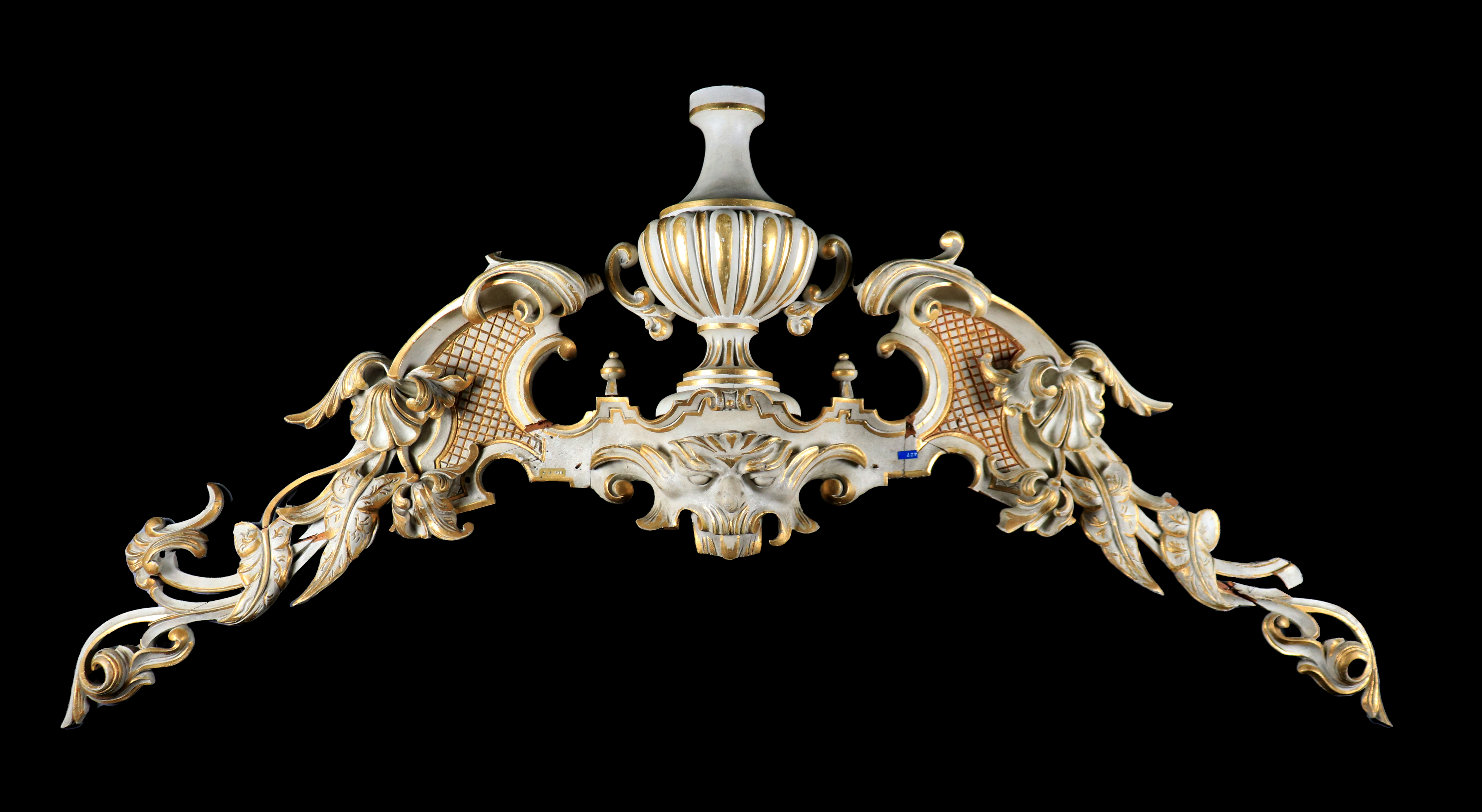
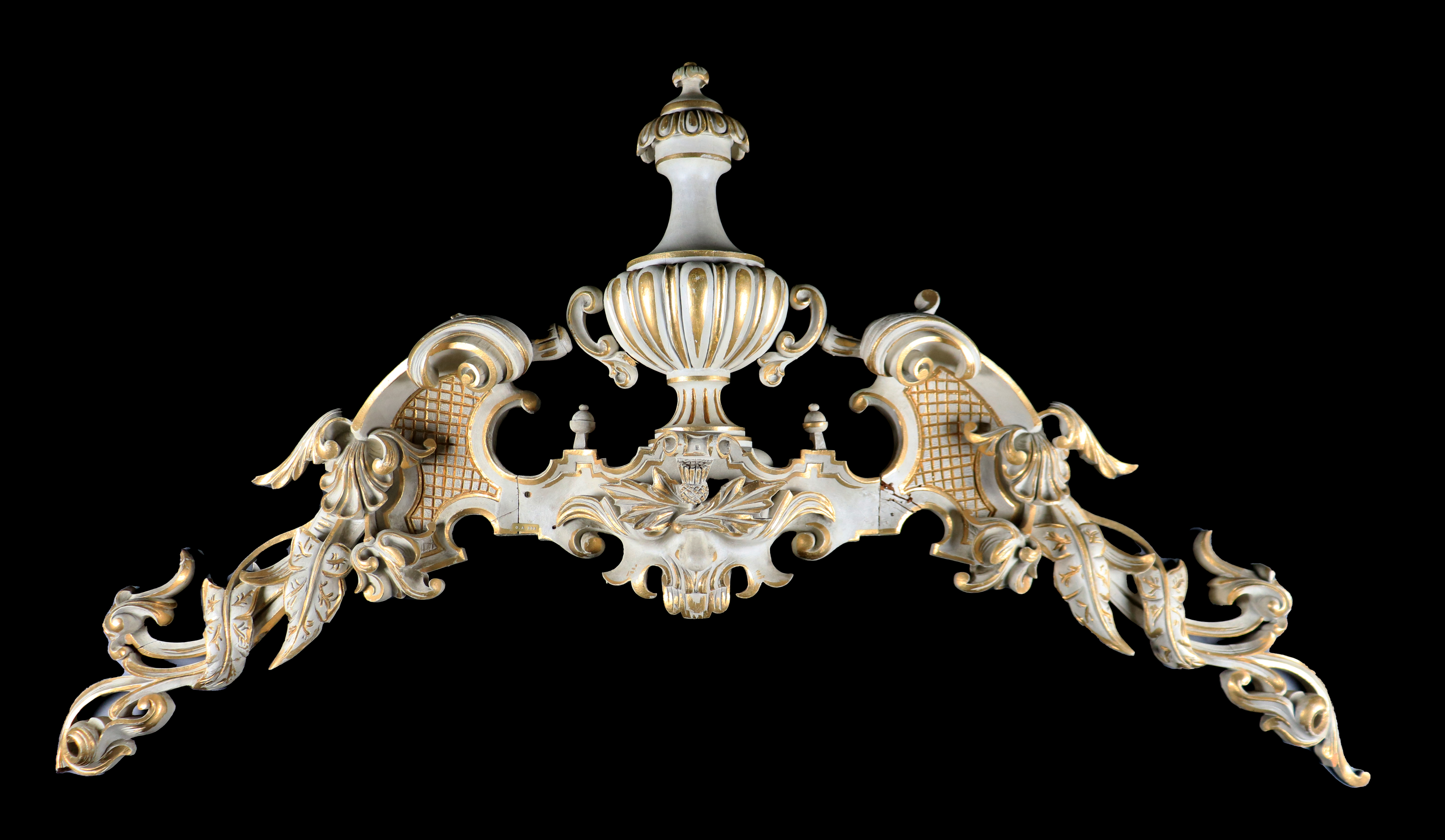
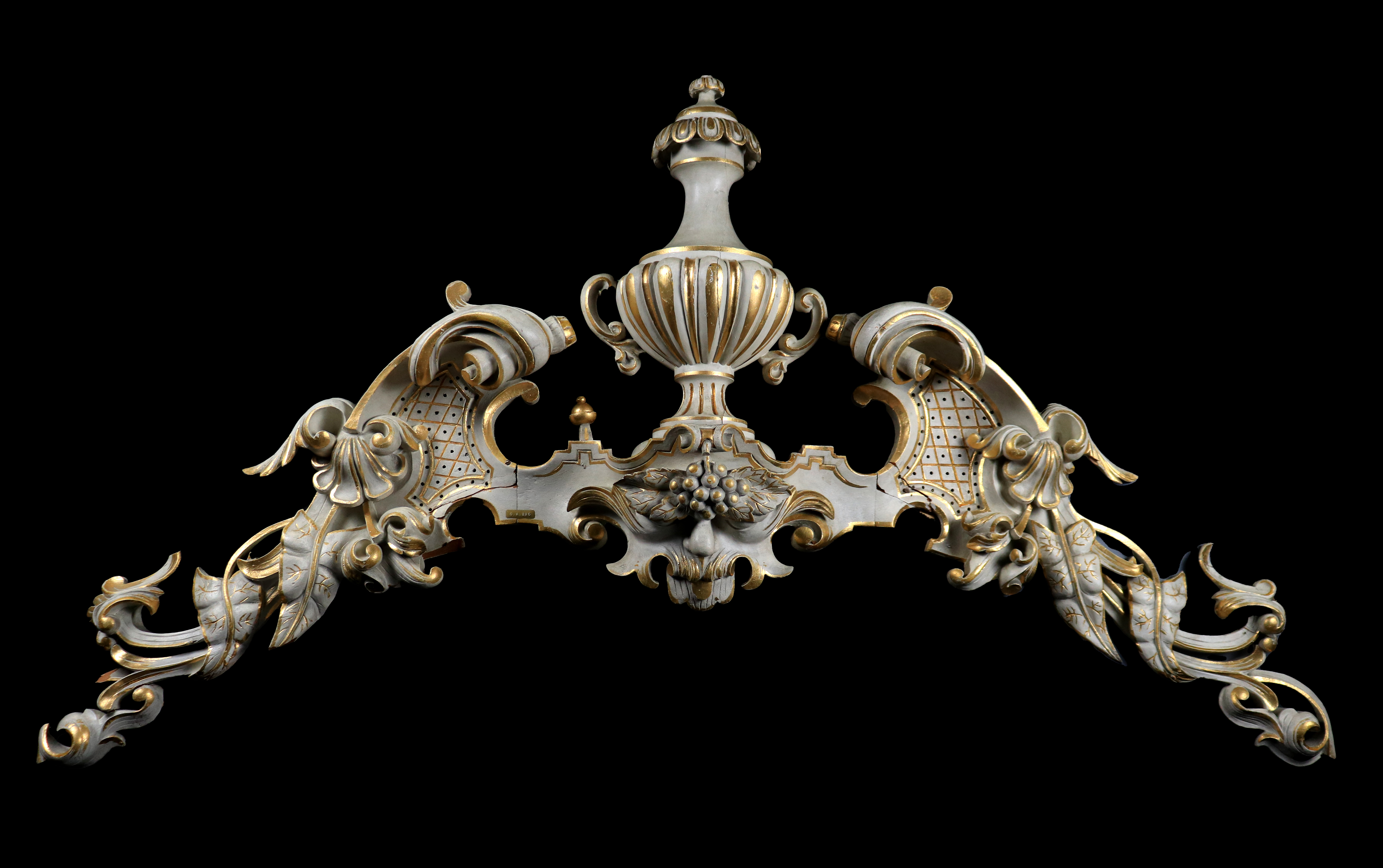

SerreLa serre est construite à l'origine vers 1865 selon les plans de Victor Roy du cabinet d'architectes Fowler & Roy. Elle contenait alors un vignoble, une culture de la pêche (Peach House), une fontaine, une grotte artificielle (Grotto) et une pièce dédiée au rempotage (Potting House). En 1902, la serre est totalement reconstruite et agrandie par l'entreprise Lord & Burnham Co,,. Située au sud-ouest de la salle de bal, sous la tribune des musiciens, l'entrée de la serre est principalement caractérisée par le plancher de mosaïque. Deux portes s'ouvrent sur une estrade qui permet de voir toute la serre depuis ce point de vue. Un escalier en marbre en forme de demi-lune permet de descendre dans la serre. Le plancher est constitué de carreaux de marbre blancs et noirs. Sous le dôme de verre, se trouve une fontaine.

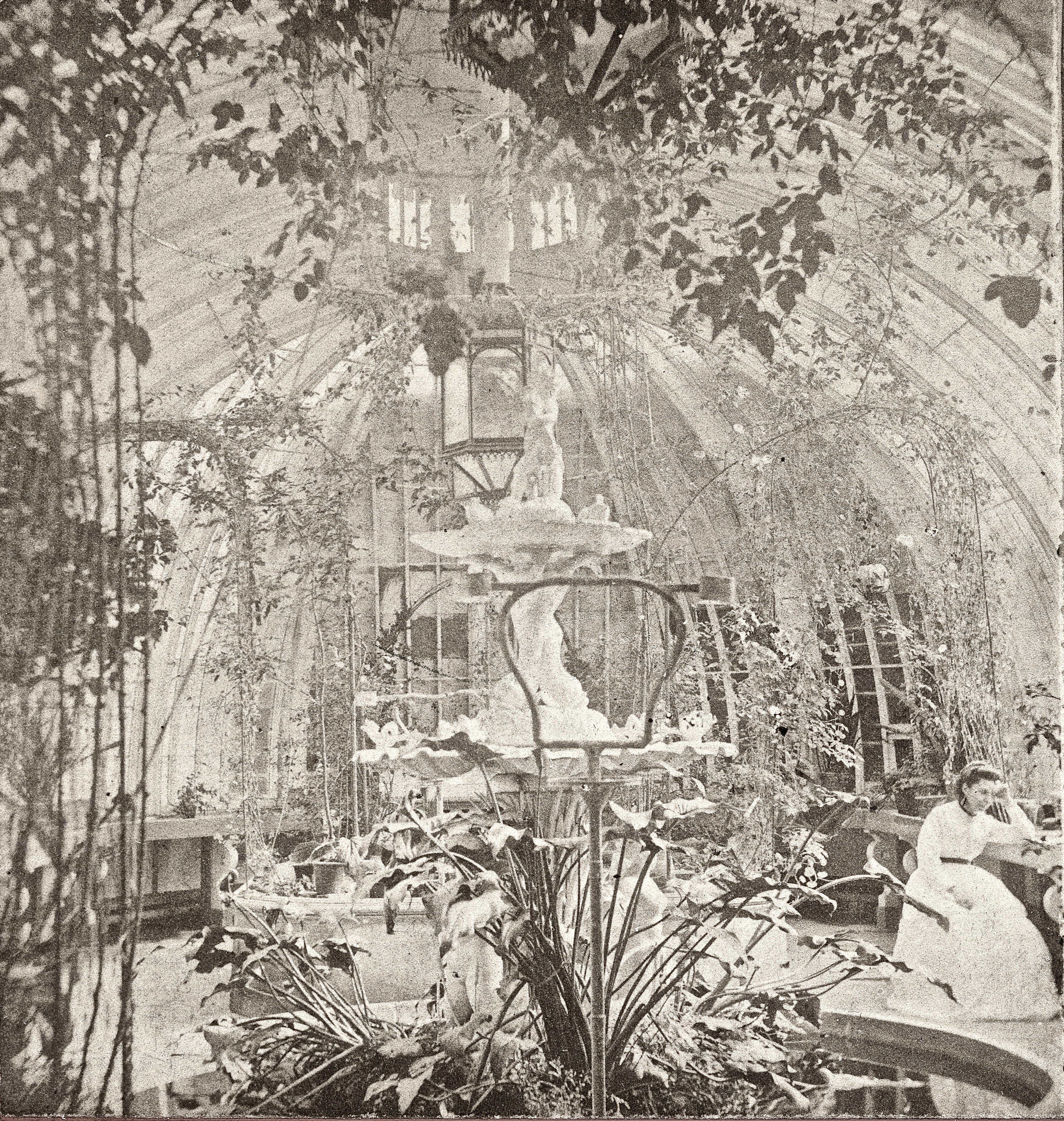
La serre sous Hugh Allan (Années 1870)
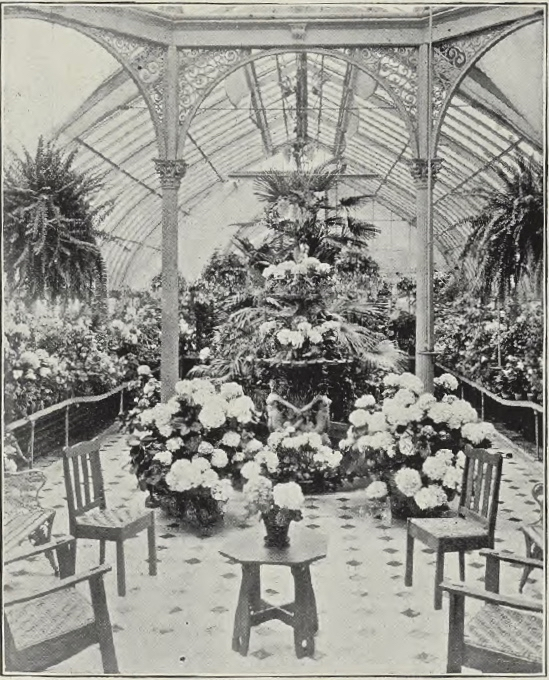
La serre sous H. Montagu Allan (1906)

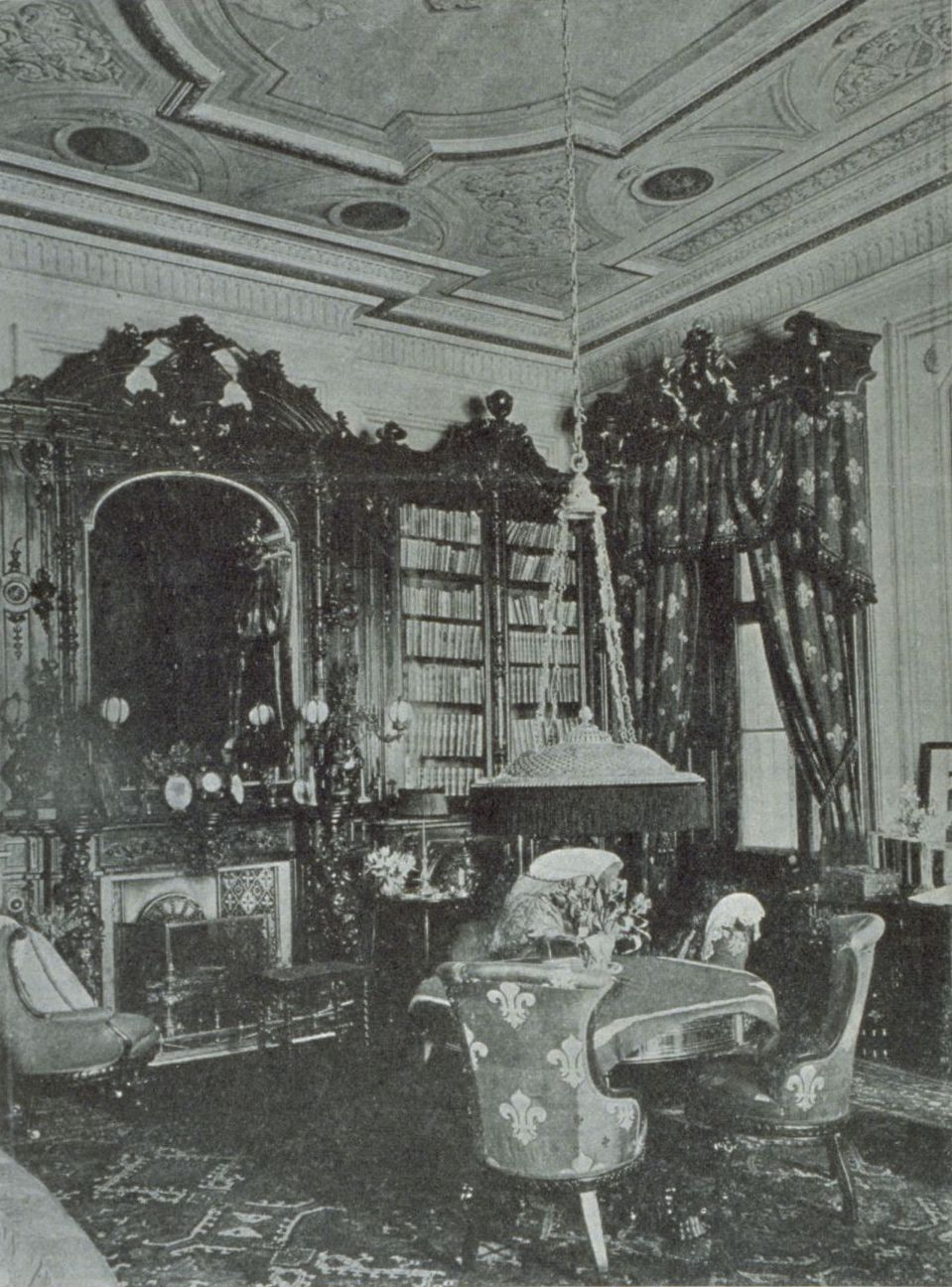
Bibliothèque (1913)

Bibliothèque Située au nord-ouest du grand salon et au sud-est de l'antichambre à la salle de bal, la bibliothèque était la pièce préférée de Hugh Allan et il y passait des heures pour travailler, se relaxer ou encore pour passer du temps avec ses enfants. Elle est construite en 1862 selon les plans de Victor Roy du cabinet d'architectes William Spier & Fils. Elle est à l'origine la première salle de billard, et change définitivement de vocation vers 1865 lorsque la nouvelle salle de billard est construite. La décoration sculptée (portes, moulures, etc.) est exécutée par l'entreprise du menuisier et ébéniste George Roberts. En 1863, l'artiste peintre Giuseppe Guidicini réalise toutes les peintures sur toile marouflées de cette pièce,, et l'entreprise J. & W. Hilton de Montréal réalise l'ensemble des meubles, dont les bibliothèques qui sont installées sur l'entièreté du mur sud-est, de part et d'autre de la cheminée,.
Les bibliothèques, en noyer noir de style néo-renaissance italienne, ont possiblement été dessinées et réalisées par Arthur Mingeaud, un artiste-sculpteur et dessinateur d'origine française à l'emploi de l'entreprise J. & W. Hilton à l'époque. Le manteau de cheminée est principalement caractérisé par ces deux cariatides qui supportent une console, au-dessus de laquelle se trouve un miroir encadré de deux monstres marins. Au-dessus de ce miroir, se trouve une cartouche de laquelle sort le buste de Jacques Cartier. Le miroir est ensuite couronné d'un fronton brisé surmonté d'une urne sur base. De chaque côté de la cheminée se trouve les bibliothèques. Celles-ci sont constituées en premier lieu d'étagères fermées par des portes sur lesquelles des reliefs sculptés symbolisent, de gauche à droite, le Commerce, les Beaux-Arts, la Littérature et l'Histoire, et l'État. Au-dessus, se trouvent en second lieu les étagères vitrées qui sont chacune couronnées d'un fronton circulaire surmonté d'un globe terrestre.
À l'époque de Hugh Allan, cette pièce contenait aussi notamment une table en noyer noir et ses huit chaises tapissées d'un damas « rouge terne avec un motif de fleur de lys doré » assorti aux rideaux, trois paires de rideaux et leurs galeries en bois sculpté et doré, un bureau (writing desk) en noyer noir, une table de jeux de cartes en noyer noir, un luminaire suspendu en bronze et ses huit appliques murales également en bronze, une « petite » bibliothèque en noyer noir surmontée d'un miroir, deux peintures sur toile, plusieurs groupes sculptés en bronze, un sofa et six vases en porcelaine de Chine,.

#### Premier étage
Après 1899, le premier étage comptait trois chambres à coucher principales comportant chacune son propre cabinet de toilette (Dressing room), un boudoir (Sitting room), deux salles de bain, deux autres chambres à coucher (dont l'une qui pouvait servir de salle à manger pour enfants à l'occasion) et un couloir menant à la cage d’escalier et au quartier des domestiques,,.

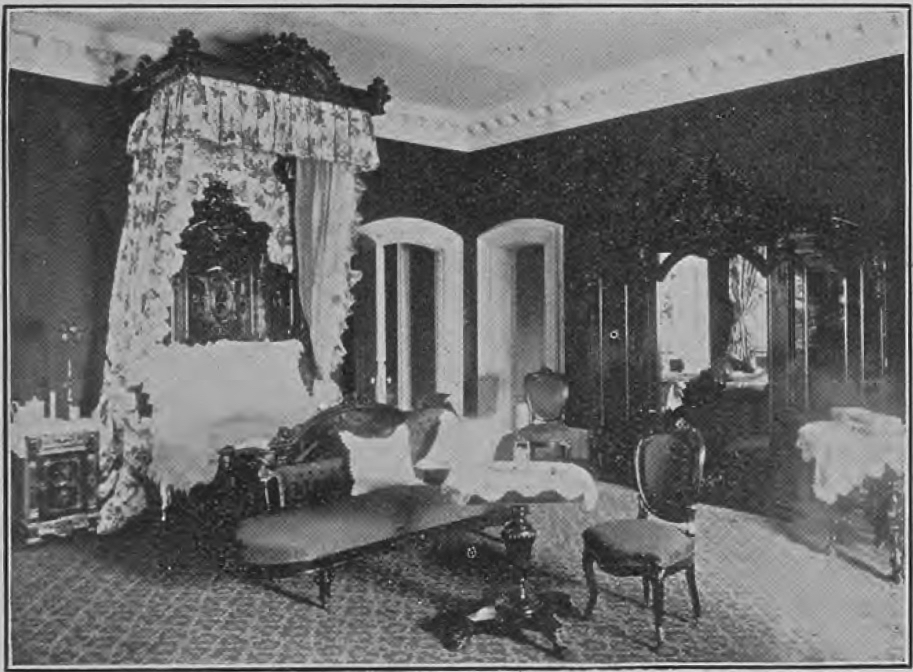
La chambre d'invités de marque à Ravenscrag en 1906

Appartement des invités de marque L'appartement destiné aux invités de marque est situé au sud-ouest de la résidence, tout au bout du couloir depuis l'escalier principal. Elle est construite en 1862 selon les plans de Victor Roy du cabinet d'architectes William Spier & Fils. On accède en premier lieu à un vestibule qui donne accès à la chambre principale, de même qu'à son garde-robe (Dressing room) et son cabinet de toilette privé. La chambre principale, située en coin de bâtiment, est la chambre qui possède le plus de fenêtres. D'ailleurs, en face du lit à baldaquin, une porte-fenêtre double donne accès à un balcon avec une vue privilégiée sur la ville. Cette chambre est entièrement meublée et décorée par la compagnie J. & W. Hilton vers 1867. Il semble même que cette chambre possédait un accès au boudoir adjacent de style Louis XV, décoré aux couleurs « gris perle et rose ».

#### Second étage
Vers 1889, on trouvait au second étage huit chambres à coucher pour les enfants dont un avec placard, un entrepôt divers (Store room), une lingerie (linen room) et une salle de bain avec réservoir d’eau chaude,,.

#### Attique
Vers 1889, la tour contient un observatoire à l’attique. Cette pièce est entourée de fenêtres posées au faîte du toit,.

## Dépendances

### Quartier des domestiques

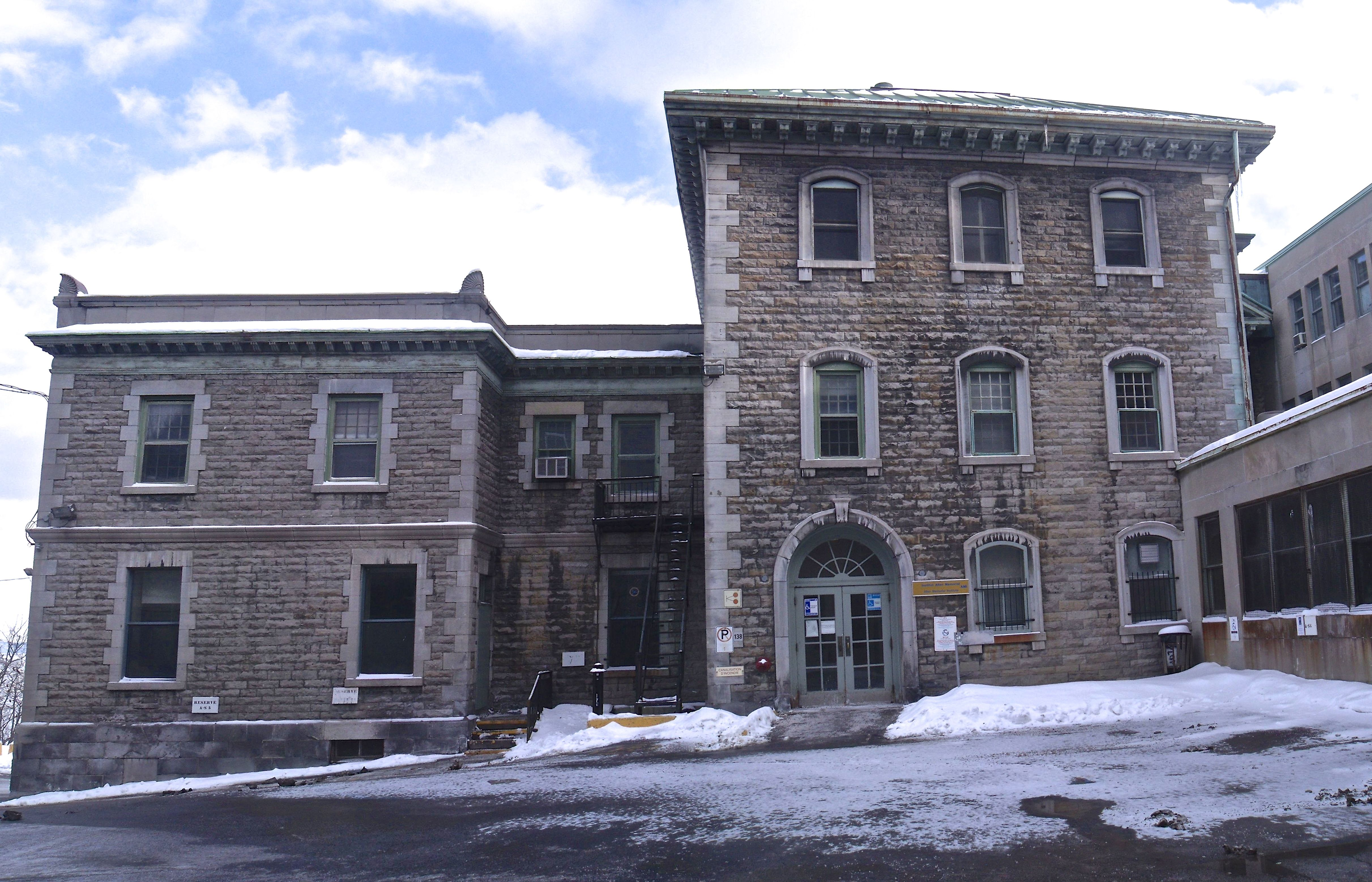
Façade arrière construite en 1889 du quartier des domestiques (2014)

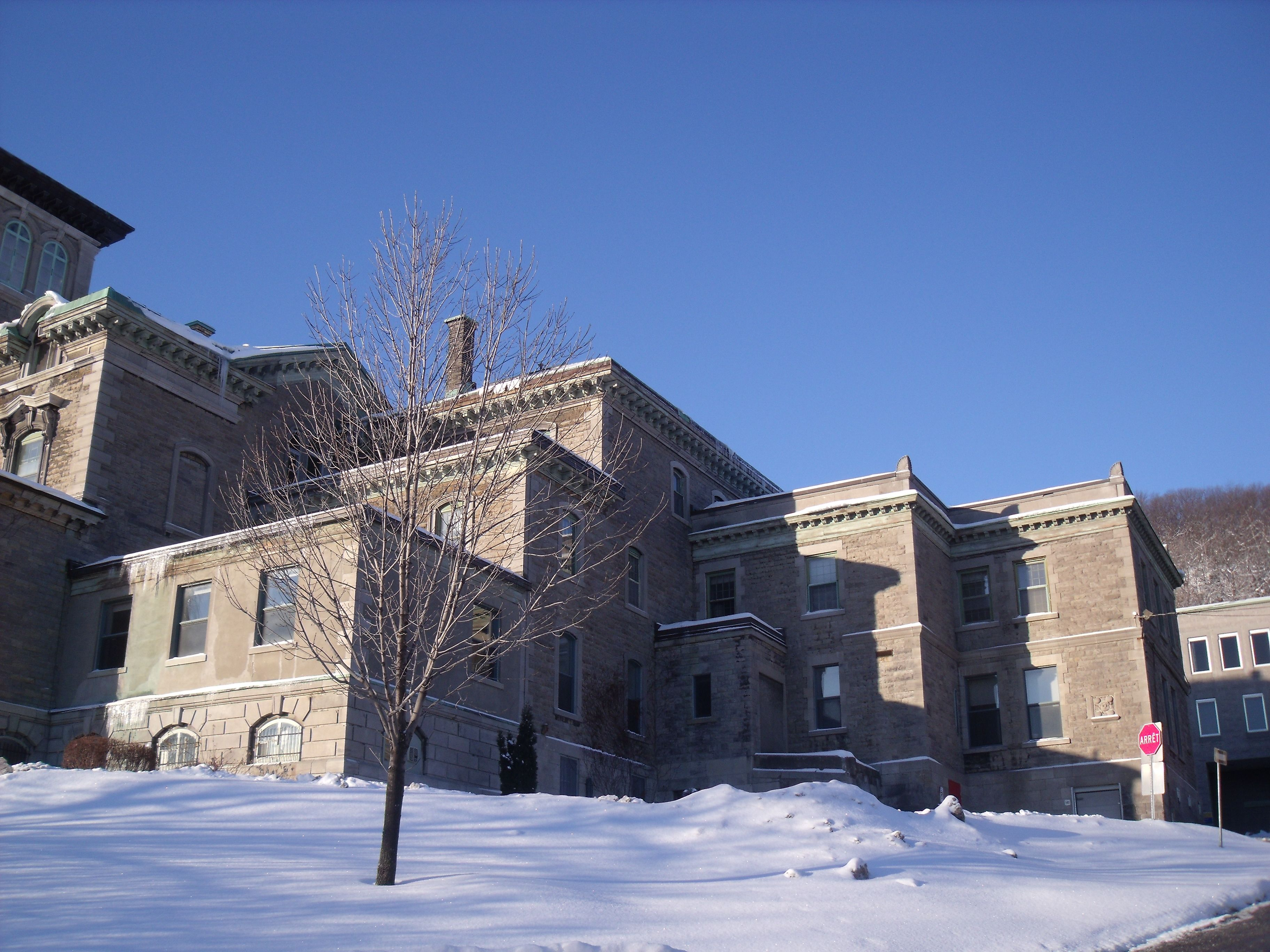
L’aile à l’est destinée aux domestiques (2012)

Le quartier des domestiques occupait autrefois toute l’aile est de la résidence. Une entrée située sur le mur est de la maison était réservée aux domestiques et différait de l’entrée principale. D’ailleurs, des escaliers intérieurs étaient prévus pour éviter que les domestiques aient à passer par les escaliers de la maison. Cette aile est 14 m (46 pieds) de large et a près de 6,1 m (20 pieds) de profondeur. Il ne faut pas oublier que le sous-sol de la résidence complétait l’aile est. Hugh Allan disait parfois qu’il entretenait un hôtel pour domestique. La résidence employait autrefois près de 19 domestiques.

#### Extérieur
Le quartier des domestiques est littéralement fusionné avec la maison, du moins, de son aspect extérieur. L’aile est reprend en tout point le style architectural du bâtiment. Toutefois, plusieurs des éléments architecturaux d’origine ont disparu, notamment les balcons et la serre.

#### Intérieur
Le sous-sol du quartier des domestiques avait à l’origine deux accès possibles : l’un depuis le passage provenant du sous-sol de la résidence, l’autre depuis l’escalier accédant à l’étage noble. Selon les plans exécutés par les architectes Taylor et Gordon vers 1889, le sous-sol comptait ces pièces : deux caves à vin, un entrepôt à charbon, une pièce pour les toilettes, une buanderie (Laundry room), un séchoir ou armoire sèche-linge (Drying Closet), une glacière ou chambre froide (Ice House), un cellier (Root House), un entrepôt divers (Ashes room), un hall d’entrée pour domestiques et un couloir.
Le rez-de-chaussée du quartier des domestiques avait à l’origine trois accès possibles : l’un depuis le passage provenant du sous-sol de la résidence, l'un depuis l’entrée des domestiques sur la façade est et l’autre depuis la façade nord. Vers 1889, le rez-de-chaussée comptait ces pièces : un hall d’entrée, un couloir, une cuisine, un office (Pantry), un garde-manger (Summer larder), une pâtisserie (Pastry room), une arrière-cuisine (Scullery), une glacière (Refrigerator), une laiterie (Dairy), une salle des gens (Servant’s Hall), une salle des majordomes (Butlers room) et une salle des gouvernantes (Housekeepers room).
Le premier étage du quartier des domestiques comptait vers 1889 ces pièces : huit chambres à coucher, deux placards, un cabinet de toilette (Dressing room), une pièce pour les toilettes, deux salles de bain et un couloir.
Selon les plans exécutés par les architectes Taylor et Gordon vers 1889, le second étage du quartier des domestiques ne comptait sous Hugh Allan que la cage d’escalier de service pour accéder au second étage de la maison, afin d’éviter d’y accéder par l’escalier principal de la résidence. En 1889, Hugh Montagu Allan fait ajouter notamment quelques chambres pour les domestiques,.

### Écurie
L’écurie est celle qui a suivi les modifications initiées par Hugh Montagu Allan en 1898. À l’origine, il n’y avait pas que deux portes principales, mais deux disposées de chaque côté de l’écurie et quatre à l’arrière. Les modifications apportées à l’écurie démontrent la passion qu’avait Hugh Montagu Allan pour les chevaux. L’entrée principale est remarquable : les chevaux et les calèches traversaient autrefois cette porte à double battant qui épouse un arc à clé de voûte qui reprend la forme d’une tête de cheval. De chaque côté de cette clé de voûte se trouvent les deux années de construction de l’écurie, soit 1861 pour la construction initiale sous Hugh Allan et 1898 pour les modifications apportées sous Hugh Montagu Allan. Une paire de colonnes à chapiteaux d’ordre ionique supporte un fronton percé d’une fenêtre ovale au-dessus duquel se trouve une horloge qui n'est plus fonctionnelle. L’écurie est ensuite couronnée d’une coupole de style néoclassique.
Selon les plans exécutés par les architectes Andrew Thomas Taylor et George William Gordon dans les années 1890, l’écurie à l’origine construit sous Hugh Allan comptait au rez-de-chaussée ces pièces : l’écurie (Stalls) où chaque cheval avait son nom gravé sur une plaque installée dans sa stalle désignée, la salle de harnachement (Harness room) et une mangeoire à chevaux. Dans le comble ou à l’étage, on retrouvait ces pièces : un vaste grenier où se trouvait un conduit de lumière à travers le plancher pour diffuser la lumière dans l’écurie (Loft), une chambre à coucher pour le cocher ou le chauffeur, un petit salon (Parlor), une salle de bain et une petite grange à vache (Cow Stable).

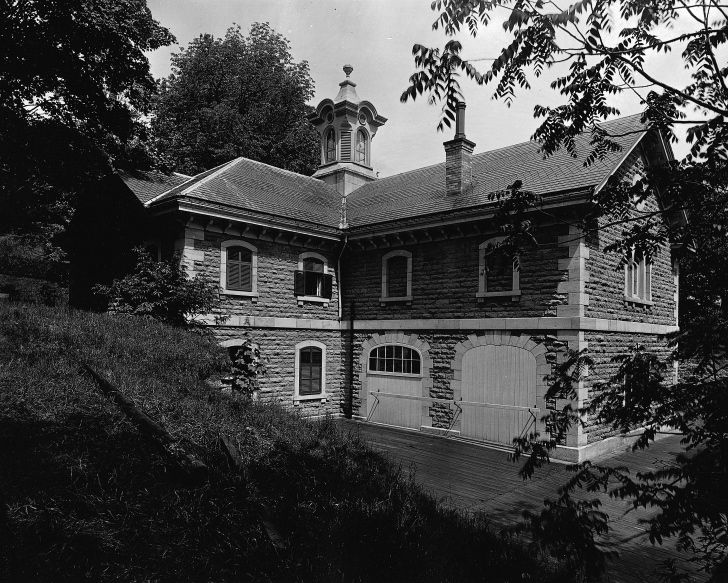
L’écurie sous Hugh Allan (1889)
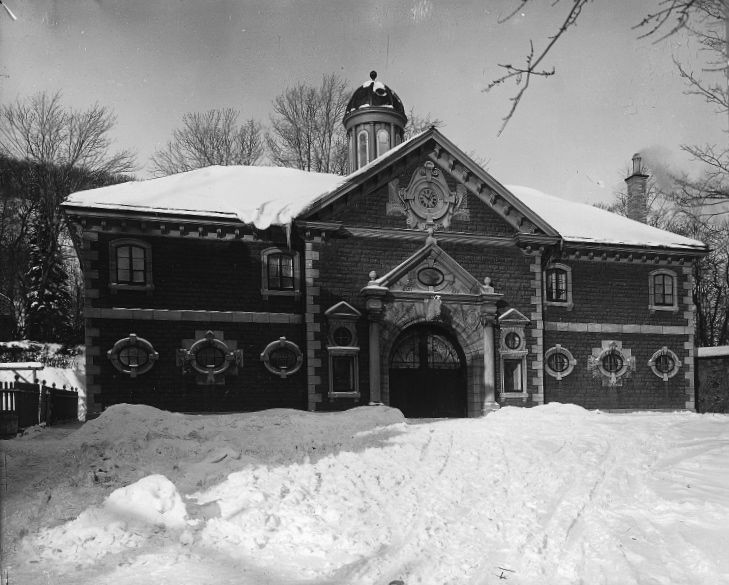
Écurie de Hugh Montagu Allan (1903)
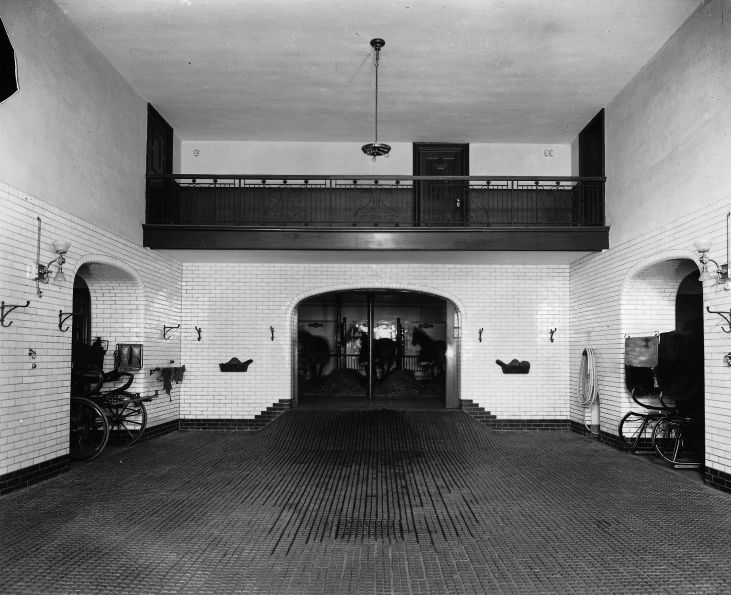
L’entrée de l’écurie de Hugh Montagu Allan (1903)
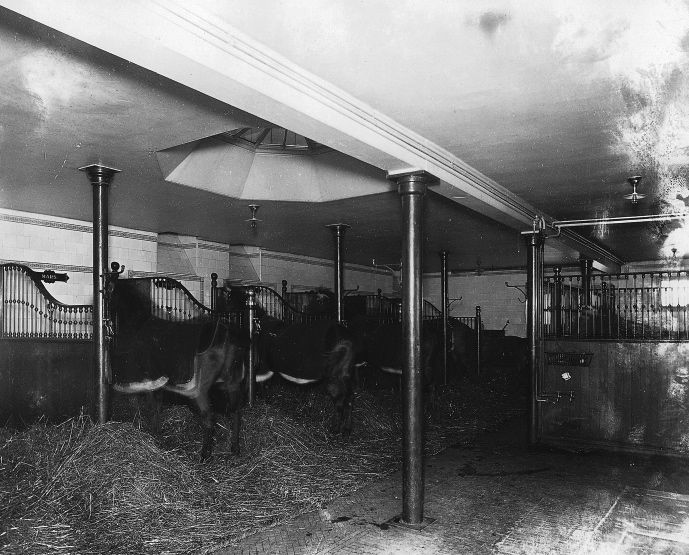
L’écurie et les chevaux de H. Montagu Allan (1903)
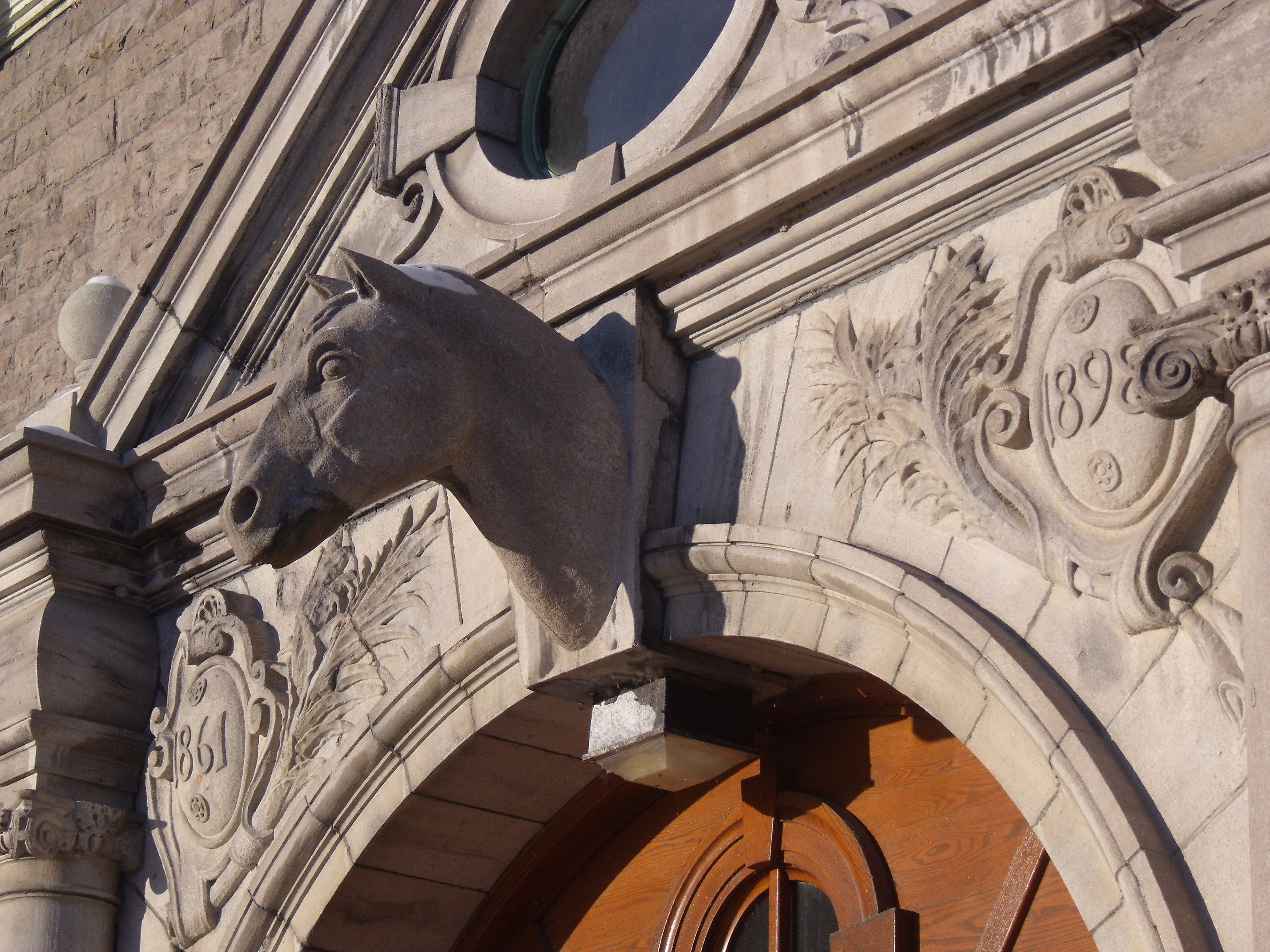
Clé de voute en forme de tête de cheval (2012)

### Maison du gardien
La maison du gardien de Ravenscrag est unique à Montréal, les portiers étant plutôt rares à l’intérieur du Mille carré doré. Elle est située à proximité de la grille monumentale donnant sur l’avenue des Pins Ouest. Cet édifice emprunte le même style architectural de la maison principale de même que tous ces principaux éléments architecturaux telles la corniche à consoles et les pierres bossagées soulignées par des pierres de taille aux coins et autour des fenêtres. Il est toutefois beaucoup moins ornementé que la résidence maîtresse. La petite maison n’en est cependant pas moins soignée : étant à proximité de la grille, elle « doit faire honneur au propriétaire du terrain ».

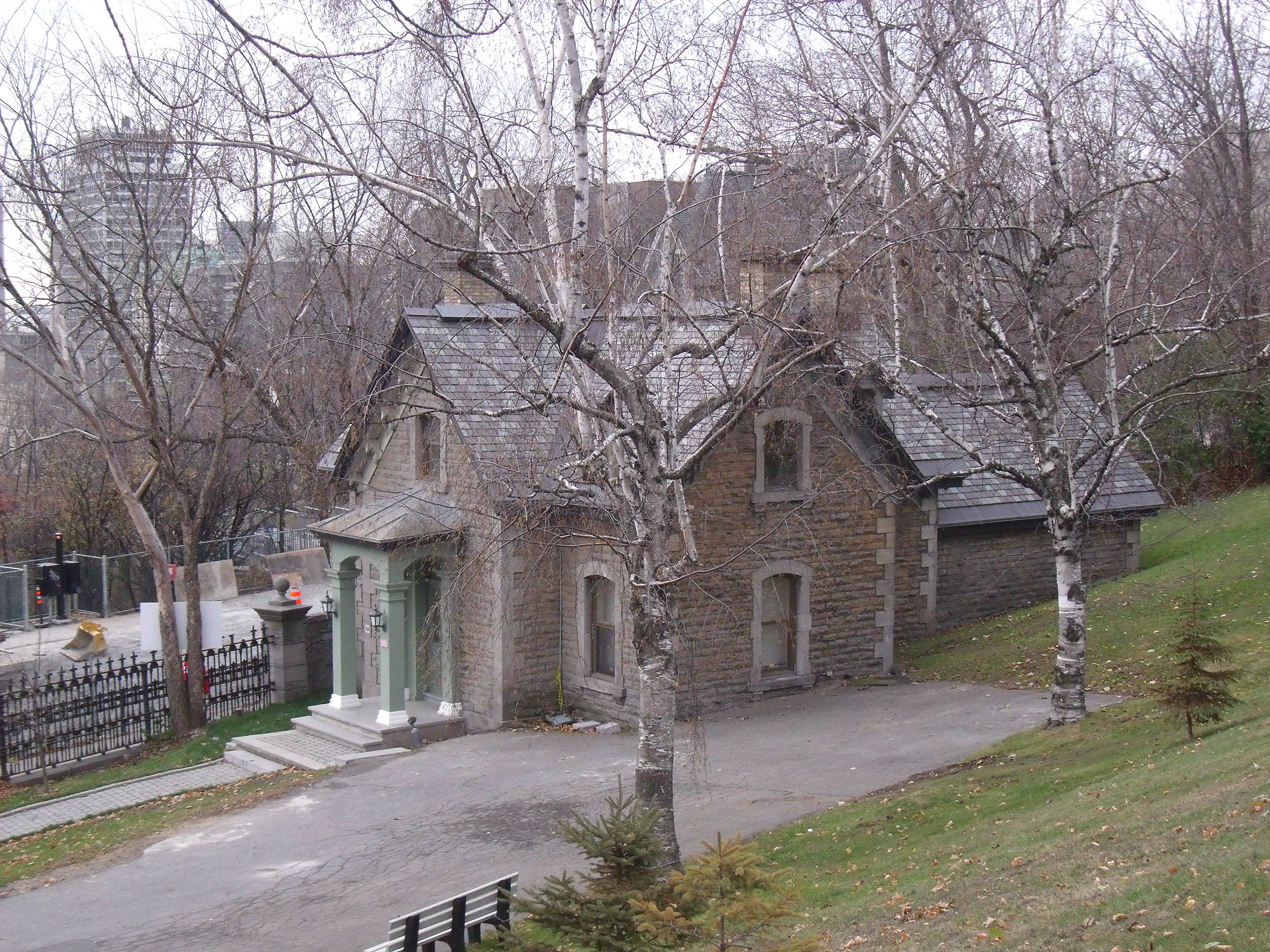
Maison du gardien (2012)
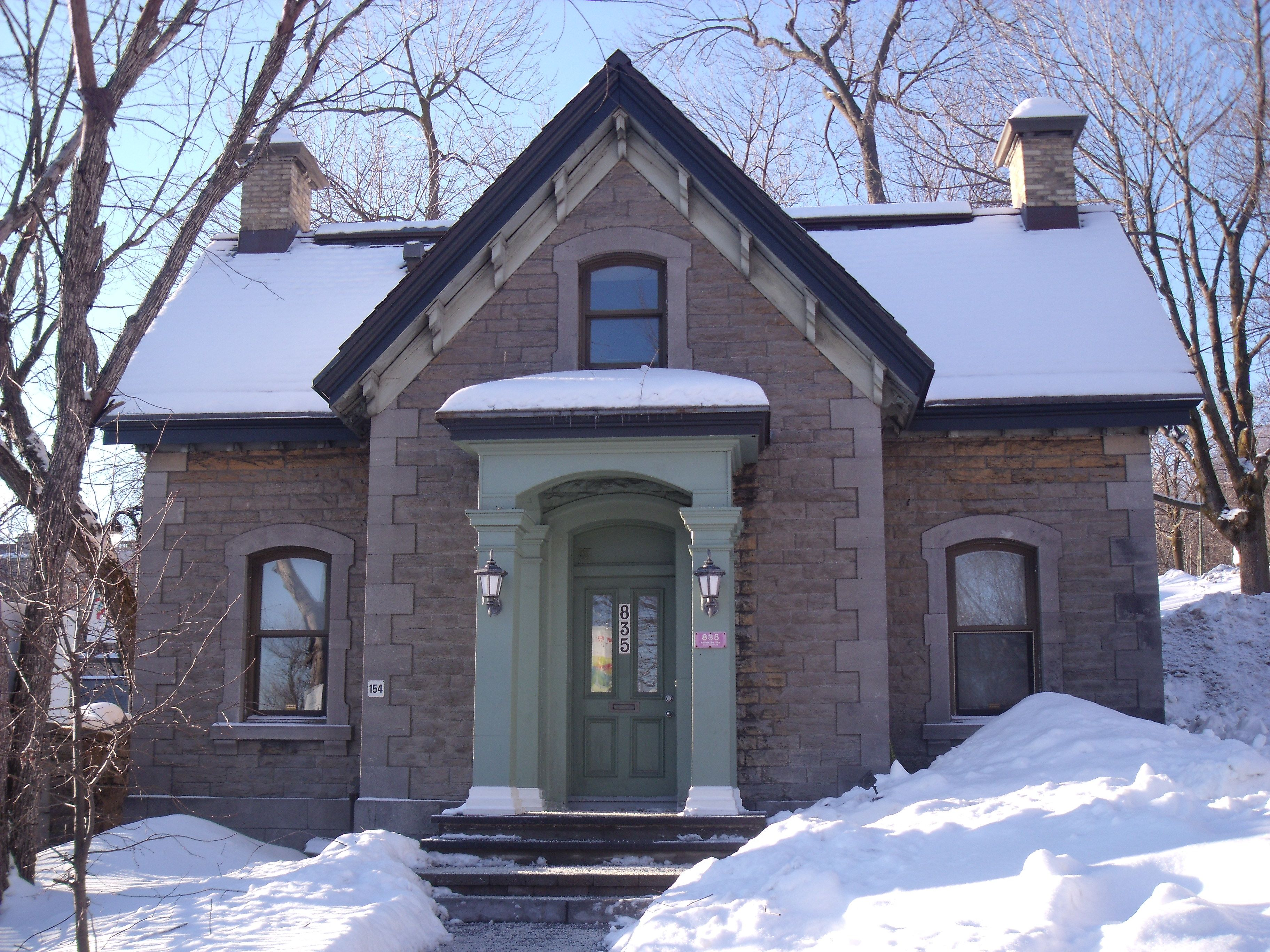
Maison du gardien (2012)

### Belvédère

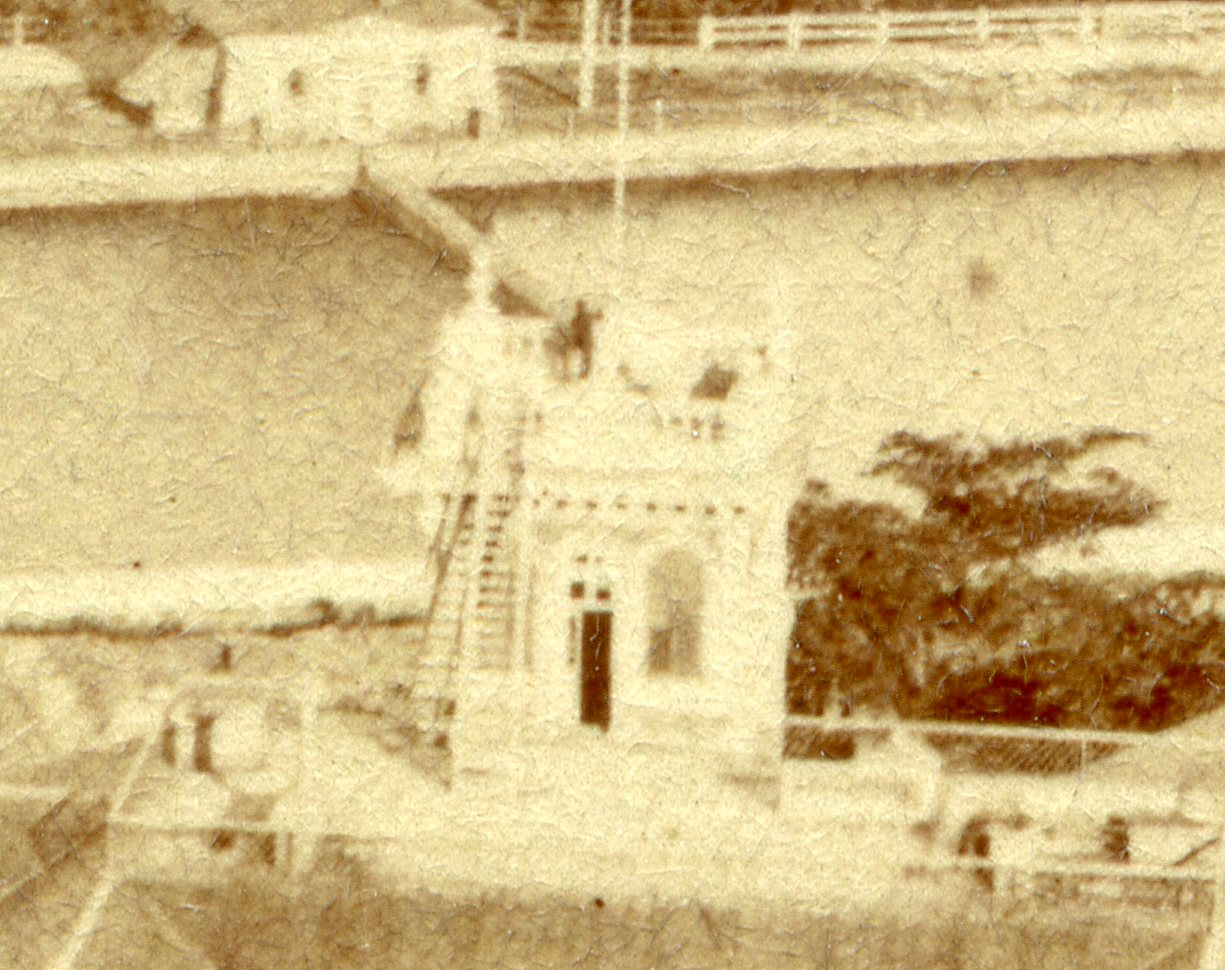
Hugh Allan (?), accompagné d'un de ses enfants, sur le belvédère de Ravenscrag (années 1870)

Selon les plans exécutés par les architectes Taylor et Gordon vers 1889, il existait autrefois un belvédère situé sur le toit de la tour. Il était accessible depuis un escalier en métal situé en contrebas sur le toit de la résidence, lui-même accessible depuis l'observatoire situé à l'attique dans la tour. Ce belvédère permettait notamment à Hugh Allan d’apercevoir ses bateaux qui entraient dans le port de Montréal. Il est supprimé en 1945 lors de la conversion de la résidence en institut psychiatrique,.

## Parc ou jardin
Le grand parc ou jardin de Ravenscrag, clôturé en entier par des murs en pierre des champs ou par des grilles, était destiné à l’époque à mettre en valeur la résidence. Le jardin était aménagé à l’anglaise où de petites allées sinueuses s’ouvraient sur des points de vue « pittoresque ». Le parc était autrefois planté essentiellement de grands arbres feuillus qui cachaient le promeneur du Soleil. Un tapis de fleurs en forme de demi-lune agrémentait la promenade à l’arrière et des pots de fleurs posés sur des socles étaient disposés symétriquement à l’avant,,,. Il existait également autrefois une pergola de forme octogonale située à l’ouest de la serre, selon une photographie d’époque. Le parc était l’endroit où se tenaient autrefois de nombreux divertissements et rassemblement durant l’été.
Au début du XXIe siècle, un stationnement et une piscine extérieure occupent l’ancien parc à l’arrière de la résidence. La clôture en pierre s’est aussi effondrée à plusieurs endroits et toute une portion du mur à l’est n’existe plus.

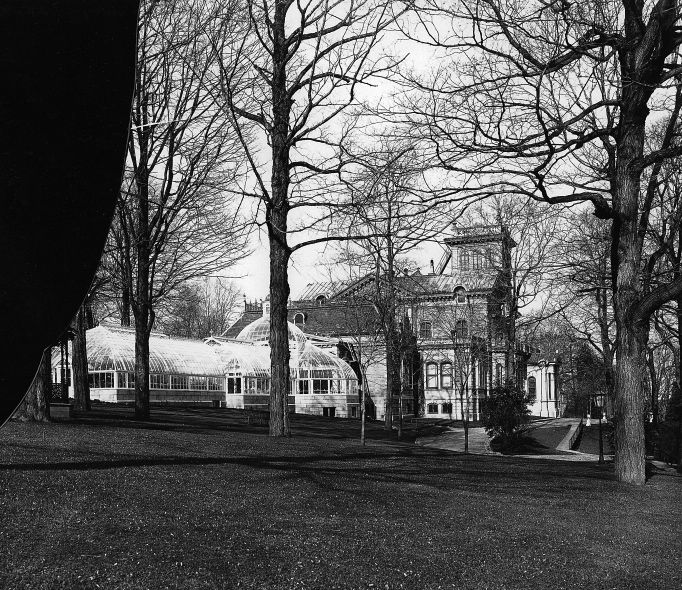
La base de la pergola, à gauche (1902)
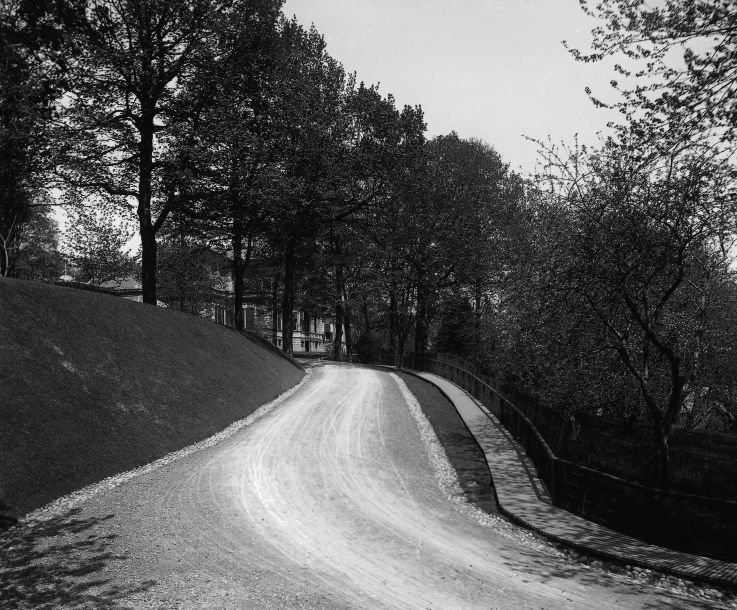
L’allée des calèches (1902)
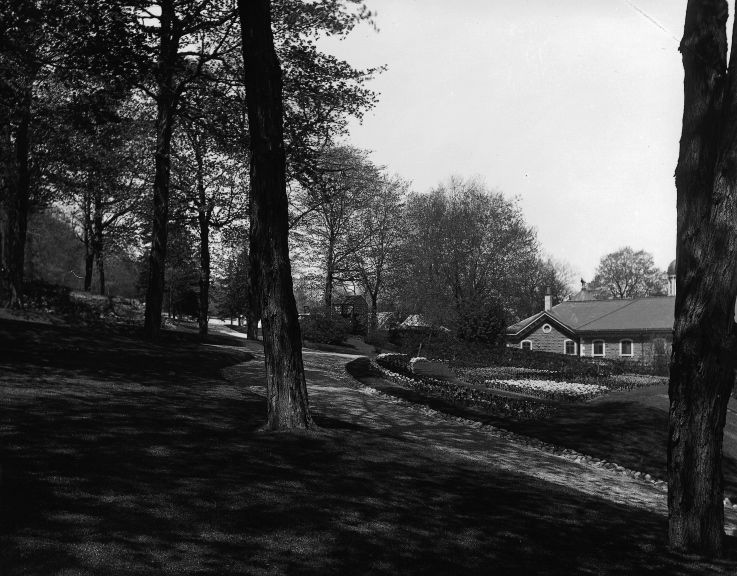
Jardin à l’arrière (1902)
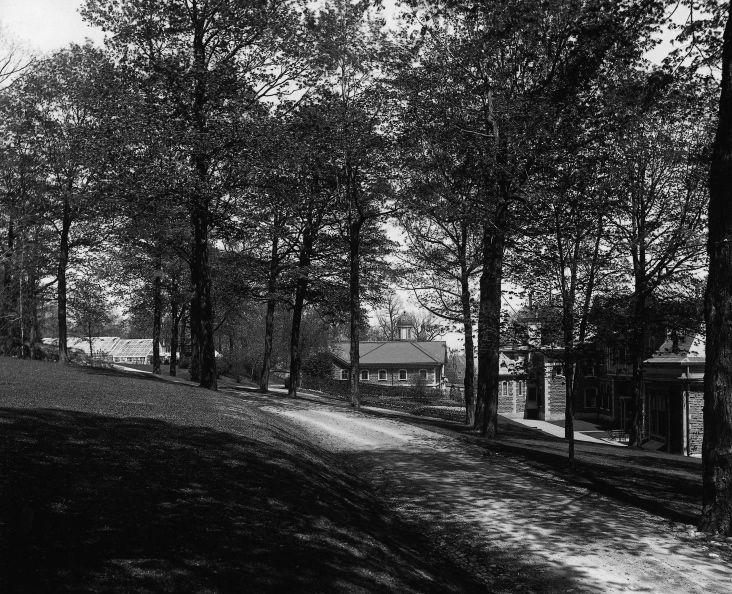
Jardin à l’arrière (1902)
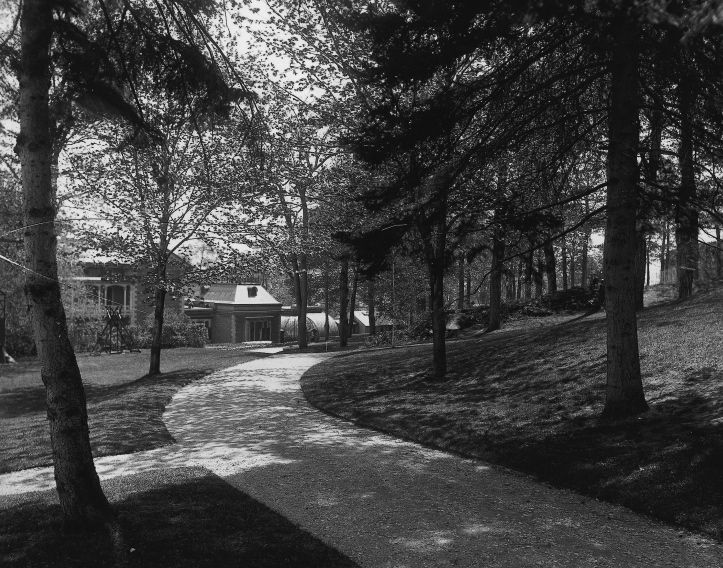
Jardin à l’arrière (1902)
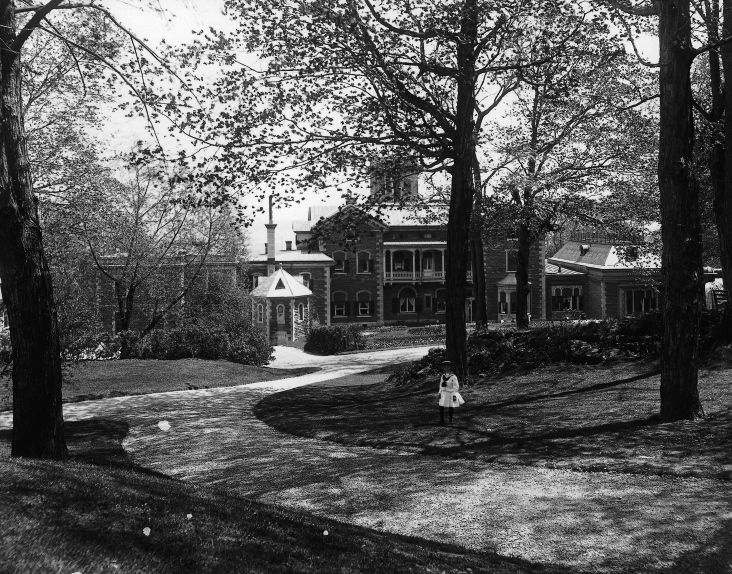
Jardin à l’arrière (1902)